# 1931
Portal Geschichte | Portal Biografien | Aktuelle Ereignisse | Jahreskalender | Tagesartikel

◄ |
19. Jahrhundert |
20. Jahrhundert
| 21. Jahrhundert

◄ |
1900er |
1910er |
1920er |
1930er
| 1940er | 1950er | 1960er | ►

◄◄ |
◄ |
1927 |
1928 |
1929 |
1930 |
1931
| 1932 | 1933 | 1934 | 1935 | ► | ►►
Staatsoberhäupter · Wahlen · Nekrolog  · Literaturjahr · Musikjahr · Filmjahr · Rundfunkjahr · Sportjahr
| Januar | Januar | Januar | Januar | Januar | Januar | Januar | Januar |
| Kw     | Mo     | Di     | Mi     | Do     | Fr     | Sa     | So     |
| ------ | ------ | ------ | ------ | ------ | ------ | ------ | ------ |
| 1      |        |        |        | 1      | 2      | 3      | 4      |
| 2      | 5      | 6      | 7      | 8      | 9      | 10     | 11     |
| 3      | 12     | 13     | 14     | 15     | 16     | 17     | 18     |
| 4      | 19     | 20     | 21     | 22     | 23     | 24     | 25     |
| 5      | 26     | 27     | 28     | 29     | 30     | 31     |        |

| Februar | Februar | Februar | Februar | Februar | Februar | Februar | Februar |
| Kw      | Mo      | Di      | Mi      | Do      | Fr      | Sa      | So      |
| ------- | ------- | ------- | ------- | ------- | ------- | ------- | ------- |
| 5       |         |         |         |         |         |         | 1       |
| 6       | 2       | 3       | 4       | 5       | 6       | 7       | 8       |
| 7       | 9       | 10      | 11      | 12      | 13      | 14      | 15      |
| 8       | 16      | 17      | 18      | 19      | 20      | 21      | 22      |
| 9       | 23      | 24      | 25      | 26      | 27      | 28      |         |

| März | März | März | März | März | März | März | März |
| Kw   | Mo   | Di   | Mi   | Do   | Fr   | Sa   | So   |
| ---- | ---- | ---- | ---- | ---- | ---- | ---- | ---- |
| 9    |      |      |      |      |      |      | 1    |
| 10   | 2    | 3    | 4    | 5    | 6    | 7    | 8    |
| 11   | 9    | 10   | 11   | 12   | 13   | 14   | 15   |
| 12   | 16   | 17   | 18   | 19   | 20   | 21   | 22   |
| 13   | 23   | 24   | 25   | 26   | 27   | 28   | 29   |
| 14   | 30   | 31   |      |      |      |      |      |

| April | April | April | April | April | April | April | April |
| Kw    | Mo    | Di    | Mi    | Do    | Fr    | Sa    | So    |
| ----- | ----- | ----- | ----- | ----- | ----- | ----- | ----- |
| 14    |       |       | 1     | 2     | 3     | 4     | 5     |
| 15    | 6     | 7     | 8     | 9     | 10    | 11    | 12    |
| 16    | 13    | 14    | 15    | 16    | 17    | 18    | 19    |
| 17    | 20    | 21    | 22    | 23    | 24    | 25    | 26    |
| 18    | 27    | 28    | 29    | 30    |       |       |       |

| Mai | Mai | Mai | Mai | Mai | Mai | Mai | Mai |
| Kw  | Mo  | Di  | Mi  | Do  | Fr  | Sa  | So  |
| --- | --- | --- | --- | --- | --- | --- | --- |
| 18  |     |     |     |     | 1   | 2   | 3   |
| 19  | 4   | 5   | 6   | 7   | 8   | 9   | 10  |
| 20  | 11  | 12  | 13  | 14  | 15  | 16  | 17  |
| 21  | 18  | 19  | 20  | 21  | 22  | 23  | 24  |
| 22  | 25  | 26  | 27  | 28  | 29  | 30  | 31  |

| Juni | Juni | Juni | Juni | Juni | Juni | Juni | Juni |
| Kw   | Mo   | Di   | Mi   | Do   | Fr   | Sa   | So   |
| ---- | ---- | ---- | ---- | ---- | ---- | ---- | ---- |
| 23   | 1    | 2    | 3    | 4    | 5    | 6    | 7    |
| 24   | 8    | 9    | 10   | 11   | 12   | 13   | 14   |
| 25   | 15   | 16   | 17   | 18   | 19   | 20   | 21   |
| 26   | 22   | 23   | 24   | 25   | 26   | 27   | 28   |
| 27   | 29   | 30   |      |      |      |      |      |

| Juli | Juli | Juli | Juli | Juli | Juli | Juli | Juli |
| Kw   | Mo   | Di   | Mi   | Do   | Fr   | Sa   | So   |
| ---- | ---- | ---- | ---- | ---- | ---- | ---- | ---- |
| 27   |      |      | 1    | 2    | 3    | 4    | 5    |
| 28   | 6    | 7    | 8    | 9    | 10   | 11   | 12   |
| 29   | 13   | 14   | 15   | 16   | 17   | 18   | 19   |
| 30   | 20   | 21   | 22   | 23   | 24   | 25   | 26   |
| 31   | 27   | 28   | 29   | 30   | 31   |      |      |

| August | August | August | August | August | August | August | August |
| Kw     | Mo     | Di     | Mi     | Do     | Fr     | Sa     | So     |
| ------ | ------ | ------ | ------ | ------ | ------ | ------ | ------ |
| 31     |        |        |        |        |        | 1      | 2      |
| 32     | 3      | 4      | 5      | 6      | 7      | 8      | 9      |
| 33     | 10     | 11     | 12     | 13     | 14     | 15     | 16     |
| 34     | 17     | 18     | 19     | 20     | 21     | 22     | 23     |
| 35     | 24     | 25     | 26     | 27     | 28     | 29     | 30     |
| 36     | 31     |        |        |        |        |        |        |

| September | September | September | September | September | September | September | September |
| Kw        | Mo        | Di        | Mi        | Do        | Fr        | Sa        | So        |
| --------- | --------- | --------- | --------- | --------- | --------- | --------- | --------- |
| 36        |           | 1         | 2         | 3         | 4         | 5         | 6         |
| 37        | 7         | 8         | 9         | 10        | 11        | 12        | 13        |
| 38        | 14        | 15        | 16        | 17        | 18        | 19        | 20        |
| 39        | 21        | 22        | 23        | 24        | 25        | 26        | 27        |
| 40        | 28        | 29        | 30        |           |           |           |           |

| Oktober | Oktober | Oktober | Oktober | Oktober | Oktober | Oktober | Oktober |
| Kw      | Mo      | Di      | Mi      | Do      | Fr      | Sa      | So      |
| ------- | ------- | ------- | ------- | ------- | ------- | ------- | ------- |
| 40      |         |         |         | 1       | 2       | 3       | 4       |
| 41      | 5       | 6       | 7       | 8       | 9       | 10      | 11      |
| 42      | 12      | 13      | 14      | 15      | 16      | 17      | 18      |
| 43      | 19      | 20      | 21      | 22      | 23      | 24      | 25      |
| 44      | 26      | 27      | 28      | 29      | 30      | 31      |         |

| November | November | November | November | November | November | November | November |
| Kw       | Mo       | Di       | Mi       | Do       | Fr       | Sa       | So       |
| -------- | -------- | -------- | -------- | -------- | -------- | -------- | -------- |
| 44       |          |          |          |          |          |          | 1        |
| 45       | 2        | 3        | 4        | 5        | 6        | 7        | 8        |
| 46       | 9        | 10       | 11       | 12       | 13       | 14       | 15       |
| 47       | 16       | 17       | 18       | 19       | 20       | 21       | 22       |
| 48       | 23       | 24       | 25       | 26       | 27       | 28       | 29       |
| 49       | 30       |          |          |          |          |          |          |

| Dezember | Dezember | Dezember | Dezember | Dezember | Dezember | Dezember | Dezember |
| Kw       | Mo       | Di       | Mi       | Do       | Fr       | Sa       | So       |
| -------- | -------- | -------- | -------- | -------- | -------- | -------- | -------- |
| 49       |          | 1        | 2        | 3        | 4        | 5        | 6        |
| 50       | 7        | 8        | 9        | 10       | 11       | 12       | 13       |
| 51       | 14       | 15       | 16       | 17       | 18       | 19       | 20       |
| 52       | 21       | 22       | 23       | 24       | 25       | 26       | 27       |
| 53       | 28       | 29       | 30       | 31       |          |          |          |

| Januar | Januar | Januar | Januar | Januar | Januar | Januar | Januar |
| Kw     | Mo     | Di     | Mi     | Do     | Fr     | Sa     | So     |
| ------ | ------ | ------ | ------ | ------ | ------ | ------ | ------ |
| 1      |        |        |        | 1      | 2      | 3      | 4      |
| 2      | 5      | 6      | 7      | 8      | 9      | 10     | 11     |
| 3      | 12     | 13     | 14     | 15     | 16     | 17     | 18     |
| 4      | 19     | 20     | 21     | 22     | 23     | 24     | 25     |
| 5      | 26     | 27     | 28     | 29     | 30     | 31     |        |

| Februar | Februar | Februar | Februar | Februar | Februar | Februar | Februar |
| Kw      | Mo      | Di      | Mi      | Do      | Fr      | Sa      | So      |
| ------- | ------- | ------- | ------- | ------- | ------- | ------- | ------- |
| 5       |         |         |         |         |         |         | 1       |
| 6       | 2       | 3       | 4       | 5       | 6       | 7       | 8       |
| 7       | 9       | 10      | 11      | 12      | 13      | 14      | 15      |
| 8       | 16      | 17      | 18      | 19      | 20      | 21      | 22      |
| 9       | 23      | 24      | 25      | 26      | 27      | 28      |         |

| März | März | März | März | März | März | März | März |
| Kw   | Mo   | Di   | Mi   | Do   | Fr   | Sa   | So   |
| ---- | ---- | ---- | ---- | ---- | ---- | ---- | ---- |
| 9    |      |      |      |      |      |      | 1    |
| 10   | 2    | 3    | 4    | 5    | 6    | 7    | 8    |
| 11   | 9    | 10   | 11   | 12   | 13   | 14   | 15   |
| 12   | 16   | 17   | 18   | 19   | 20   | 21   | 22   |
| 13   | 23   | 24   | 25   | 26   | 27   | 28   | 29   |
| 14   | 30   | 31   |      |      |      |      |      |

| April | April | April | April | April | April | April | April |
| Kw    | Mo    | Di    | Mi    | Do    | Fr    | Sa    | So    |
| ----- | ----- | ----- | ----- | ----- | ----- | ----- | ----- |
| 14    |       |       | 1     | 2     | 3     | 4     | 5     |
| 15    | 6     | 7     | 8     | 9     | 10    | 11    | 12    |
| 16    | 13    | 14    | 15    | 16    | 17    | 18    | 19    |
| 17    | 20    | 21    | 22    | 23    | 24    | 25    | 26    |
| 18    | 27    | 28    | 29    | 30    |       |       |       |

| Mai | Mai | Mai | Mai | Mai | Mai | Mai | Mai |
| Kw  | Mo  | Di  | Mi  | Do  | Fr  | Sa  | So  |
| --- | --- | --- | --- | --- | --- | --- | --- |
| 18  |     |     |     |     | 1   | 2   | 3   |
| 19  | 4   | 5   | 6   | 7   | 8   | 9   | 10  |
| 20  | 11  | 12  | 13  | 14  | 15  | 16  | 17  |
| 21  | 18  | 19  | 20  | 21  | 22  | 23  | 24  |
| 22  | 25  | 26  | 27  | 28  | 29  | 30  | 31  |

| Juni | Juni | Juni | Juni | Juni | Juni | Juni | Juni |
| Kw   | Mo   | Di   | Mi   | Do   | Fr   | Sa   | So   |
| ---- | ---- | ---- | ---- | ---- | ---- | ---- | ---- |
| 23   | 1    | 2    | 3    | 4    | 5    | 6    | 7    |
| 24   | 8    | 9    | 10   | 11   | 12   | 13   | 14   |
| 25   | 15   | 16   | 17   | 18   | 19   | 20   | 21   |
| 26   | 22   | 23   | 24   | 25   | 26   | 27   | 28   |
| 27   | 29   | 30   |      |      |      |      |      |

| Juli | Juli | Juli | Juli | Juli | Juli | Juli | Juli |
| Kw   | Mo   | Di   | Mi   | Do   | Fr   | Sa   | So   |
| ---- | ---- | ---- | ---- | ---- | ---- | ---- | ---- |
| 27   |      |      | 1    | 2    | 3    | 4    | 5    |
| 28   | 6    | 7    | 8    | 9    | 10   | 11   | 12   |
| 29   | 13   | 14   | 15   | 16   | 17   | 18   | 19   |
| 30   | 20   | 21   | 22   | 23   | 24   | 25   | 26   |
| 31   | 27   | 28   | 29   | 30   | 31   |      |      |

| August | August | August | August | August | August | August | August |
| Kw     | Mo     | Di     | Mi     | Do     | Fr     | Sa     | So     |
| ------ | ------ | ------ | ------ | ------ | ------ | ------ | ------ |
| 31     |        |        |        |        |        | 1      | 2      |
| 32     | 3      | 4      | 5      | 6      | 7      | 8      | 9      |
| 33     | 10     | 11     | 12     | 13     | 14     | 15     | 16     |
| 34     | 17     | 18     | 19     | 20     | 21     | 22     | 23     |
| 35     | 24     | 25     | 26     | 27     | 28     | 29     | 30     |
| 36     | 31     |        |        |        |        |        |        |

| September | September | September | September | September | September | September | September |
| Kw        | Mo        | Di        | Mi        | Do        | Fr        | Sa        | So        |
| --------- | --------- | --------- | --------- | --------- | --------- | --------- | --------- |
| 36        |           | 1         | 2         | 3         | 4         | 5         | 6         |
| 37        | 7         | 8         | 9         | 10        | 11        | 12        | 13        |
| 38        | 14        | 15        | 16        | 17        | 18        | 19        | 20        |
| 39        | 21        | 22        | 23        | 24        | 25        | 26        | 27        |
| 40        | 28        | 29        | 30        |           |           |           |           |

| Oktober | Oktober | Oktober | Oktober | Oktober | Oktober | Oktober | Oktober |
| Kw      | Mo      | Di      | Mi      | Do      | Fr      | Sa      | So      |
| ------- | ------- | ------- | ------- | ------- | ------- | ------- | ------- |
| 40      |         |         |         | 1       | 2       | 3       | 4       |
| 41      | 5       | 6       | 7       | 8       | 9       | 10      | 11      |
| 42      | 12      | 13      | 14      | 15      | 16      | 17      | 18      |
| 43      | 19      | 20      | 21      | 22      | 23      | 24      | 25      |
| 44      | 26      | 27      | 28      | 29      | 30      | 31      |         |

| November | November | November | November | November | November | November | November |
| Kw       | Mo       | Di       | Mi       | Do       | Fr       | Sa       | So       |
| -------- | -------- | -------- | -------- | -------- | -------- | -------- | -------- |
| 44       |          |          |          |          |          |          | 1        |
| 45       | 2        | 3        | 4        | 5        | 6        | 7        | 8        |
| 46       | 9        | 10       | 11       | 12       | 13       | 14       | 15       |
| 47       | 16       | 17       | 18       | 19       | 20       | 21       | 22       |
| 48       | 23       | 24       | 25       | 26       | 27       | 28       | 29       |
| 49       | 30       |          |          |          |          |          |          |

| Dezember | Dezember | Dezember | Dezember | Dezember | Dezember | Dezember | Dezember |
| Kw       | Mo       | Di       | Mi       | Do       | Fr       | Sa       | So       |
| -------- | -------- | -------- | -------- | -------- | -------- | -------- | -------- |
| 49       |          | 1        | 2        | 3        | 4        | 5        | 6        |
| 50       | 7        | 8        | 9        | 10       | 11       | 12       | 13       |
| 51       | 14       | 15       | 16       | 17       | 18       | 19       | 20       |
| 52       | 21       | 22       | 23       | 24       | 25       | 26       | 27       |
| 53       | 28       | 29       | 30       | 31       |          |          |          |

## Ereignisse

### Politik und Weltgeschehen

#### Deutsches Reich
- 01. Januar: Die NSDAP-Reichsleitung zieht in das Braune Haus in München.
- 09. August: In Preußen scheitert ein Volksentscheid zur Auflösung des preußischen Landtages, der von den Rechtsparteien initiiert und von der KPD mit unterstützt wurde.
- 11. Oktober: Bildung der Harzburger Front. Nationale Opposition (NSDAP, DNVP, Stahlhelm, Bund der Frontsoldaten) gegen Eiserne Front (SPD, Gewerkschaften, Reichsbanner Schwarz-Rot-Gold)
- 17./18. Oktober: Adolf Hitler demonstriert mit einem Massenaufmarsch von 100.000 Mann in Braunschweig.
- 16. Dezember: In der Eisernen Front formieren sich vor allem Sozialdemokraten und Gewerkschafter in der Zeit der Weimarer Republik im Widerstand gegen den Nationalsozialismus. Sie wollen damit ein Gegengewicht zur rechtsextremen Harzburger Front schaffen.

#### Weitere Ereignisse in Europa
- 01. Januar: Heinrich Häberlin wird erneut Bundespräsident der Schweiz.
- 14. April: In Spanien wird die Republik ausgerufen – die zweite in der Geschichte des Landes. König Alfons XIII. geht ins Exil außer Landes.
- 26. August: Ein Putsch demokratischer Kräfte gegen die Militärdiktatur in Portugal scheitert.
- 12. September: In der Steiermark beginnt der Pfrimer-Putsch. Walter Pfrimer will eine Heimwehrregierung in Österreich an die Macht bringen. Den Marsch auf Wien stoppt am Folgetag das Bundesheer.
- 14. Dezember: In Utrecht wird die faschistische Nationaal-Socialistische Beweging in den Niederlanden gegründet.
- 29./30. Dezember: In Finnland findet das Referendum über die Prohibition statt. Aufgrund der überwältigenden Mehrheit der Abstimmenden wird im folgenden Jahr die Prohibition abgeschafft und das staatlich kontrollierte Alkohol-Monopol Alko gegründet.

#### Das Britische Commonwealth
- 19. Januar: Die von der Kongresspartei boykottierte Londoner Konferenz über Indien endet ergebnislos. Die britische Vorstellung eines Dominions findet keine Mehrheit bei den indischen Teilnehmern.
- 15. September: Beginn der Invergordon-Meuterei in der Atlantic Fleet, einem Teilverband der britischen Royal Navy aufgrund drastischer Soldkürzungen
- 11. Dezember: Das britische Parlament erlässt das Statut von Westminster, das den Dominions im Britisch Commonwealth of Nations weitgehende gesetzgeberische Unabhängigkeit einräumt. Damit werden Kanada, Australien, Neuseeland, Südafrika, Neufundland (seit 1949 Teil Kanadas) und der Irische Freistaat (später: Republik Irland) souveräne Staaten.

#### Amerika

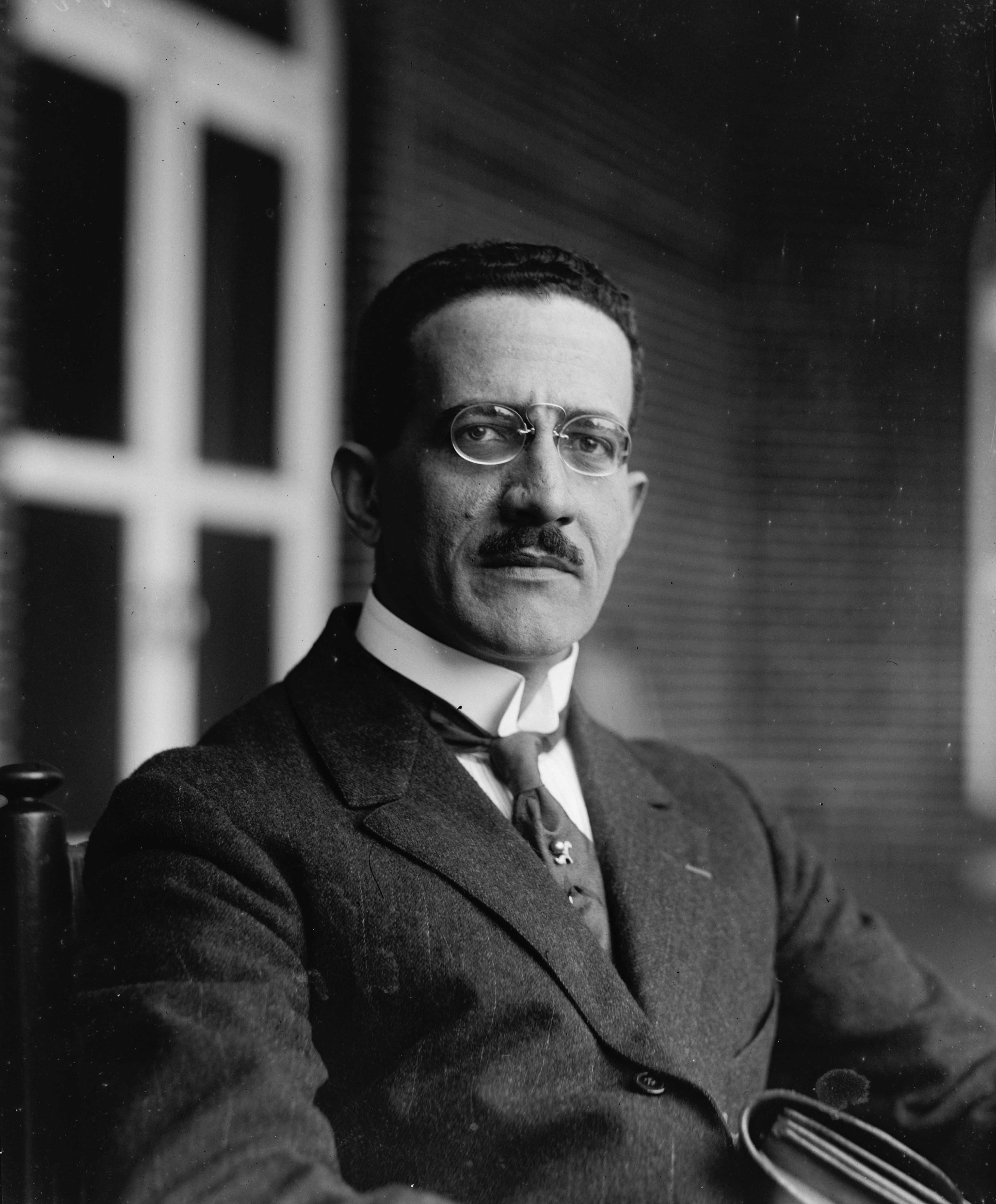
Ricardo Alfaro Jované

- 3. Januar: Wegen einer Finanzkrise, die einen Tag zuvor bekannt wurde, muss Präsident Florencio Harmodio Arosemena zurücktreten. Am 16. Januar wird der bisherige Vizepräsident Ricardo Joaquín Alfaro Jované vom Obersten Gerichtshof zum Präsidenten von Panama ernannt.
- 5. März: In Bolivien wird Daniel Salamanca Urey zum zweiten Mal Präsident.

#### Asien

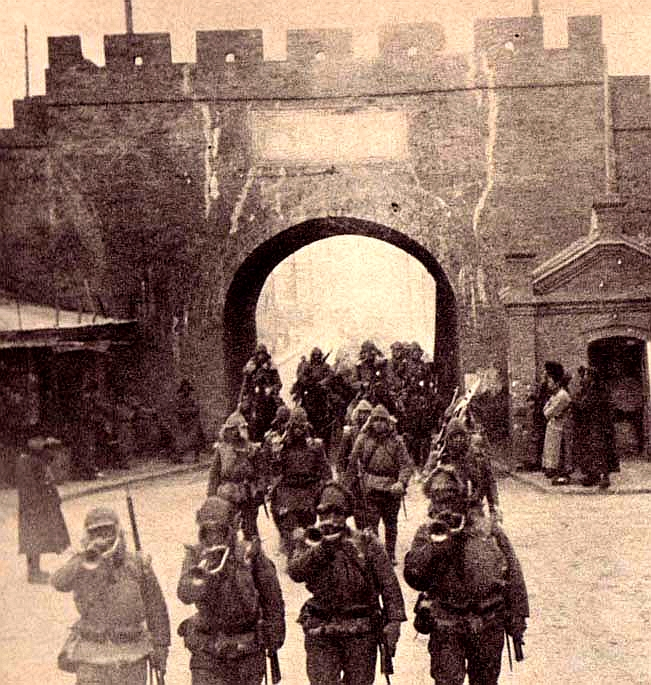
Soldaten der japanischen 2. Division ziehen am 19. November in Mukden ein.

- 18. September: Japan marschiert in der Mandschurei (China) ein und besetzt sie bis Anfang 1932 (siehe Mandschurei-Krise)

### Wirtschaft

#### Weltwirtschaftskrise
- 1931/1932: Die Wirtschaftskrise in Deutschland erreicht ihren Höhepunkt. Es gibt 70.000 Konkurse und 6 Millionen Arbeitslose.
- 24. März: Carl Duisberg fordert auf der Tagung „Wirtschaft in Not“ des Bayerischen Industriellen-Verbandes einen geschlossenen Wirtschaftsblock von Bordeaux bis Sofia.
- 11. Mai: Die Österreichische Credit-Anstalt erklärt ihre Zahlungsunfähigkeit und löst damit eine erhebliche Finanzkrise aus. Das Kreditinstitut wird in der Folge durch Sanierungsmaßnahmen und mit staatlicher Hilfe vor dem endgültigen Ruin gerettet.
- 20. Juni: Um das in der Weltwirtschaftskrise geschwundene Vertrauen der Kapitalmärkte zu stärken, schlägt der amerikanische Präsident Herbert Hoover ein einjähriges Moratorium für Reparationen und Interalliierte Kriegsschulden vor.
- 13. Juli: Die Zahlungsunfähigkeit der Darmstädter und Nationalbank verursacht eine Bankenkrise, der anschließend mehrere kleine Banken zum Opfer fallen.
- 13. Juli: Die durch die Deutsche Bankenkrise illiquide Danatbank öffnet ihre Schalter nicht. Sparer stürmen die übrigen deutschen Banken und Sparkassen, um ihre Einlagen zu retten. Dadurch werden auch andere Banken illiquide.
- 14. Juli: Die Deutsche Bankenkrise führt zur Anordnung mehrerer allgemeiner Bankfeiertage in Deutschland durch die Regierung Brüning durch mehrere Notverordnungen, um einem Ansturm verunsicherter Kunden zwecks Rückzahlung ihrer Einlagen vorzubeugen.
- 05. August: Der Zahlungsverkehr wird wieder vollständig freigegeben.
- 06. November: In der deutschen Bankenkrise werden durch eine Notverordnung des Reichspräsidenten Paul von Hindenburg die Sparkassen mit der Rechtsform Anstalt des öffentlichen Rechts ausgestaltet. Ihr Vermögen ist vom – zumeist kommunalen – Gewährträger zu trennen, das Institut darf ihm nur begrenzt Kommunalkredit gewähren.

#### Unternehmensgründungen
- 01. Januar: Die Schweizer Luftfahrtgesellschaft Swissair wird durch Fusion zweier anderer Luftfahrtgesellschaften gegründet.
- 31. Mai: Die deutsch-chinesische Fluggesellschaft Eurasia nimmt den Betrieb auf.

#### Sonstiges
- 18. März: Der erste Elektrorasierer kommt auf den Markt.
- 20. Juni: Das Schneefernerhaus auf der Zugspitze wird als Bergbahnhof der Bayerischen Zugspitzbahn eröffnet.
- 27. August: Das Flugboot Dornier Do X, das größte Flugzeug seiner Zeit, landet nach mehrmonatiger Reise in New York City und wird dort mit großem Jubel begrüßt.
- 28. August: Fusion der 1904 gegründeten Gewerbekrankenkasse zu Leipzig und der 1922 als Barmenia Versicherungsbank für Mittelstand und Beamte Vag zu Barmen zum Leipziger Verein – Barmenia Krankenversicherung für Beamte, freie Berufe und Mittelstand a. G. als Vorläufer der heutigen Barmenia Krankenversicherung a. G.
- 31. August: Nach 4.320.446 gebauten Fahrzeugen stellt die Ford Motor Company die Produktion des Modells A ein. Modell B löst die Serie ab.
- 21. September: Großbritannien verlässt den Goldstandard, das Pfund Sterling wird freie Währung.

### Wissenschaft und Technik
- 10. März: In Ägypten wird der Tebtunis-Mondkalender in Überresten einer Tempelanlage aus dem zweiten Jahrhundert v. Chr. entdeckt.

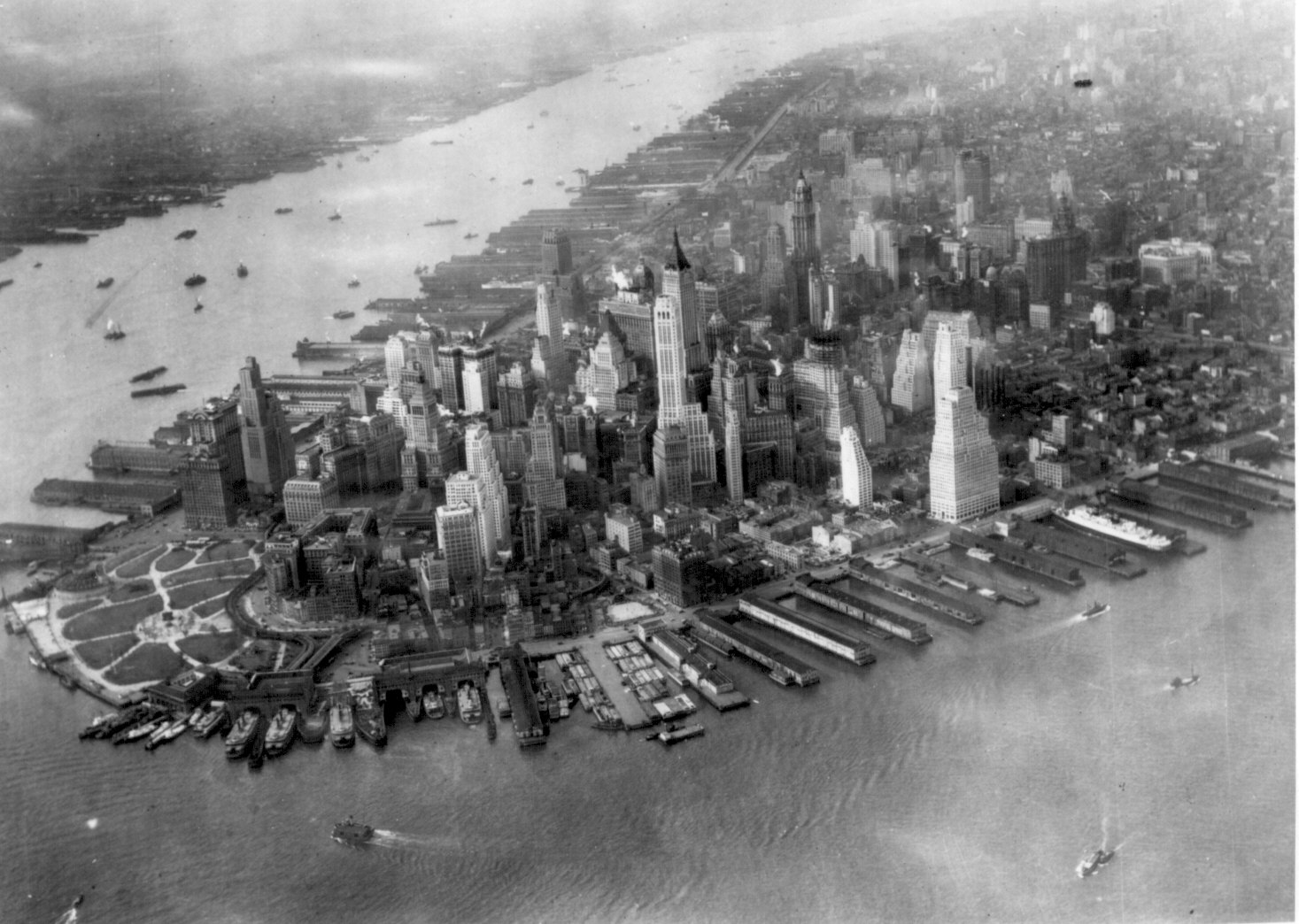
Manhattan, 1931

- 01. Mai: Das Empire State Building in New York City wird von US-Präsident Herbert Hoover eröffnet. Das Gebäude ist mit 381 Metern das höchste der Welt, bis es 1972 durch das frühere World Trade Center (1973–2001) diesen Status verliert.

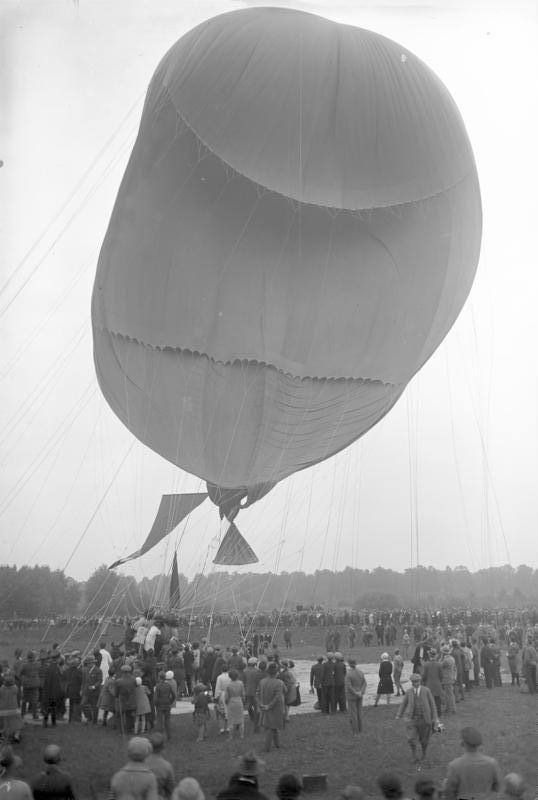
Piccards Stratosphärenballon am Startplatz

- 27. Mai: Der Schweizer Wissenschaftler Auguste Piccard startet mit seinem Assistenten Paul Kipfer in einem Stratosphären-Ballon beim Ort Gersthofen zur Erforschung der höheren Luftschichten. Beide stoßen auf die bis dahin unerreichte Höhe von 15.781 Meter vor. Der Ballon geht auf dem Gurgler Ferner in Obergurgl nieder.
- 24. Juli: Der russische Polarforscher Rudolf Lasarewitsch Samoilowitsch und der Unternehmer Hugo Eckener starten zu einer einwöchigen Expedition mit dem Starrluftschiff LZ 127 „Graf Zeppelin“.
- 31. Juli: Im Forschungslabor der AEG in Berlin nimmt erstmals ein nach dem Entwurf von Albert Einstein und Leó Szilárd konstruierter Kühlschrank („Einstein-Szilárd-Kühlschrank“) den Betrieb auf.
- 21. August: Manfred von Ardenne stellt auf der Berliner Funkausstellung öffentlich die international erste vollelektronische Versuchsanordnung zum Übertragen bewegter Bilder vor.
- 06. Dezember: Gründung der Gesellschaft zum Studium des Faschismus
- 08. Dezember: Die Elektrotechniker Lloyd Espenschied und Herman A. Affel erhalten ein US-Patent über das von ihnen erfundene Koaxialkabel, das sie am 23. Mai 1929 beantragt haben.
- Ernest Orlando Lawrence entwickelt in Berkeley das Zyklotron und legt damit die Grundlage für die moderne Hochenergiephysik.
- Kurt Gödel veröffentlicht seine wichtigste Arbeit Über formal unentscheidbare Sätze der Principia mathematica und verwandter Systeme mit dem Beweis des Gödelschen Unvollständigkeitssatz.
- Louis Leon Thurstone entwickelt die multiple Faktorenanalyse.
- Arist Dethleffs erfindet unter der Bezeichnung „Wohnauto“ für eine Geschäftsreise den ersten Wohnwagen, spätere Serienproduktion im Unternehmen Dethleffs.
- Der US-amerikanische Chemiker Harold C. Urey entdeckt das Deuterium, den schweren Wasserstoff.

### Kultur
- 15. Februar: Die kosmopolitische Künstlergruppe Abstraction-Création wird auf Initiative von Georges Vantongerloo in Paris gegründet.

#### Architektur
- 5. Dezember: Die Christ-Erlöser-Kathedrale in Moskau wird auf Befehl von Lasar Moissejewitsch Kaganowitsch gesprengt.
- Das Home Insurance Building in Chicago, der erste „Wolkenkratzer“ der Welt, wird abgerissen.

#### Bildende Kunst
- 17. Januar bis 28. Februar: Ausstellung japanische Malerei in Berlin

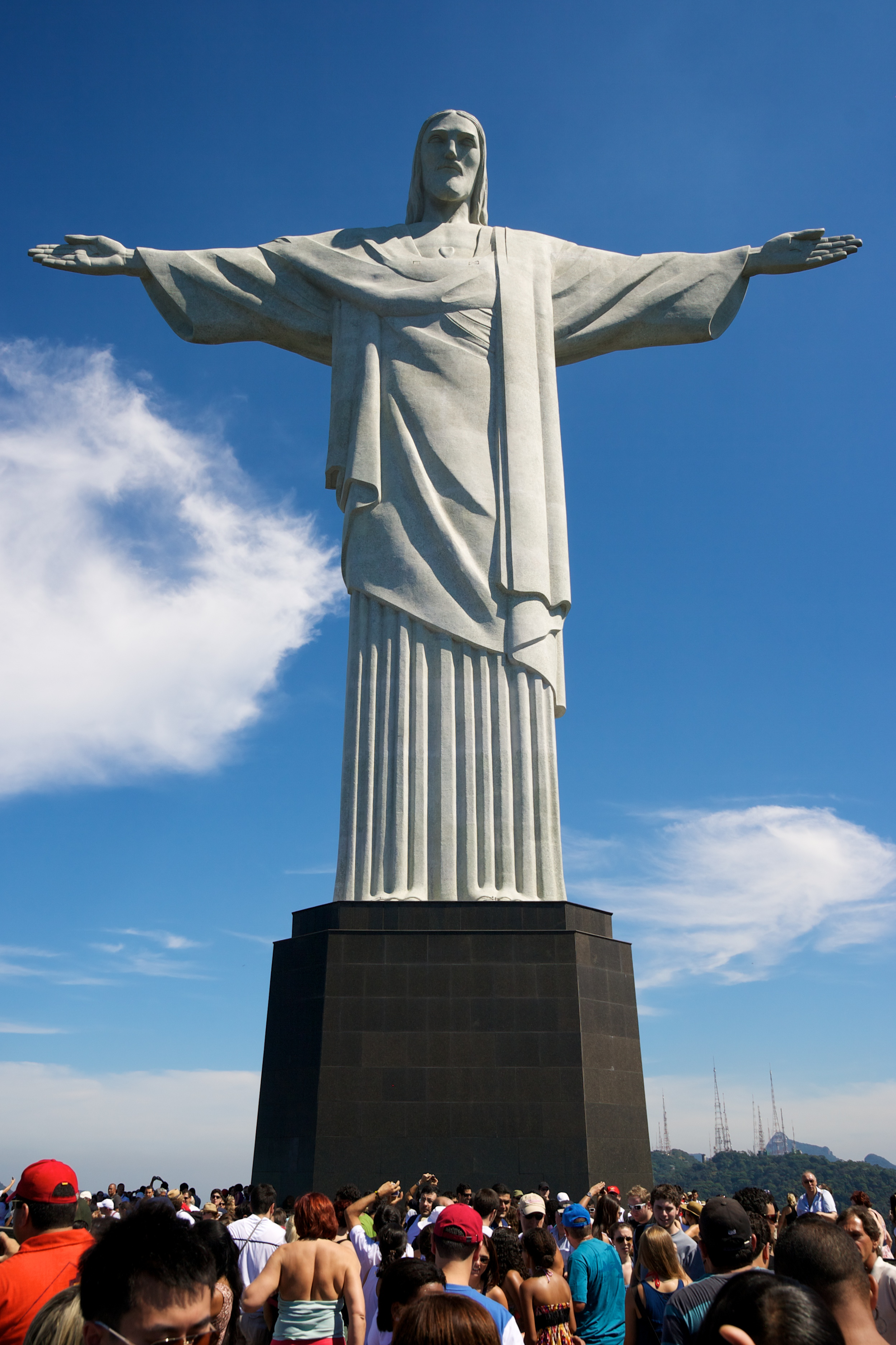
Die Christusstatue auf dem Corcovado

- 12. Oktober: Die von Heitor Silva Costa entworfene Christusstatue auf dem Corcovado in Rio de Janeiro wird geweiht.
- Gründung des Whitney Museum of American Art

#### Film
- 30. Januar: In Los Angeles findet die Uraufführung von City Lights (Lichter der Großstadt) statt. Neben Chaplin als Tramp ist Virginia Cherrill in der Rolle des Blumenmädchens zu sehen. Die Tragikomödie wird zu einem von Charlie Chaplins erfolgreichsten Filmen.
- 12. Februar: Der Horrorfilm Dracula von Regisseur Tod Browning hat seine Uraufführung. Dieser Film mit Bela Lugosi in der Titelrolle gilt als erste offizielle  Verfilmung von Bram Stokers gleichnamigen Schauerroman.
- 19. Februar: In Berlin wird der unter der Regie von Georg Wilhelm Pabst entstandene Film Die Dreigroschenoper nach einem Vergleich uraufgeführt. Bertolt Brecht und Kurt Weill waren gegen die Art der Verfilmung zivilrechtlich im Dreigroschenprozess vorgegangen.
- 11. Mai: Die Uraufführung des Kriminalfilms M von Fritz Lang und Thea von Harbou mit Peter Lorre in der Hauptrolle erfolgt in Berlin im Ufa-Palast am Zoo. In der Folgezeit etabliert sich dieses Werk als einer der bedeutendsten deutschen Filme.
- 15. August: Mit Pardon Us wird der erste abendfüllende Spielfilm des Komikerduos Laurel und Hardy uraufgeführt. Er bildet eine Art Neuverfilmung des Stummfilms The Second Hundred Years aus dem Jahre 1927.
- 29. September: Der Film Der Kongreß tanzt von Erik Charell mit Lilian Harvey, Willy Fritsch und Conrad Veidt wird in Wien uraufgeführt. Der von der UFA aufwendig produzierte Film gilt als ein Höhepunkt des deutschen Operettenfilms und ist die teuerste Filmproduktion der Weimarer Republik.
- 21. November: Der Film Frankenstein mit Boris Karloff in der Rolle des Monsters unter der Regie von James Whale wird uraufgeführt. Es ist die erste Tonverfilmung des gleichnamigen Romans von Mary Shelley.
- 02. Dezember: Der Film Emil und die Detektive von Gerhard Lamprecht und Samuel Wilder nach dem gleichnamigen Roman von Erich Kästner wird in Berlin uraufgeführt.
- 26. Dezember: Der Spielfilm Mata Hari mit Greta Garbo in der Titelrolle wird in New York City erstmals gezeigt.

#### Musik und Theater
- 18. Januar: In Königsberg hat die komische Oper König Midas von Wilhelm Kempff ihre Uraufführung. Das vom Komponisten verfasste Libretto basiert auf dem Textbuch zu dem Singspiel Das Urteil des Midas von Christoph Martin Wieland.
- 04. Juni: An der Komischen Oper Berlin wird die Operette Frauen haben das gern…! von Walter Kollo uraufgeführt. Das Libretto stammt von dem Autorengespann Franz Arnold und Ernst Bach. Rideamus alias Fritz Oliven steuerte die Gesangstexte bei.
- 24. Juli: Die Uraufführung der Operette Die Blume von Hawaii von Paul Abraham erfolgt am Neuen Theater in Leipzig.
- 26. Oktober: Das Stück Mourning Becomes Electra (Trauer muss Elektra tragen) von Eugene O’Neill hat eine erfolgreiche Uraufführung am Guild Theatre am Broadway. Weitere 150 Aufführungen folgen.

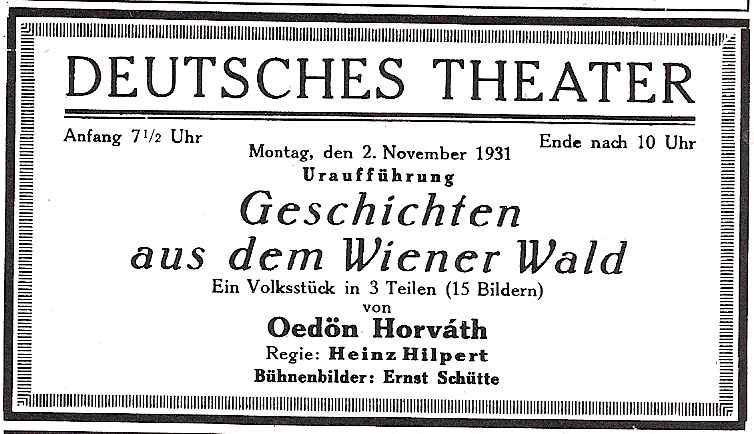
Programmzettel der Uraufführung

- 02. November: Das Volksstück Geschichten aus dem Wiener Wald von Ödön von Horváth wird unter der Regie von Heinz Hilpert am Deutschen Theater in Berlin uraufgeführt. Mitwirkende sind unter anderem Carola Neher, Peter Lorre, Hans Moser, Paul Hörbiger und Paul Dahlke. Trotz massiver Kritik aus konservativen und rechtsradikalen Kreisen ist dem Stück ein großer Erfolg beschieden.
- 13. November: Die Oper Friedemann Bach von Paul Graener wird im Mecklenburgische Staatstheater in Schwerin uraufgeführt. Das Libretto stammt von Rudolf Lothar. Der Text basiert auf dem gleichnamigen „biografischen“ Roman von Albert Emil Brachvogel. Titelfigur ist der Komponist Wilhelm Friedemann Bach. Die Handlung ist aber frei erfunden.
- 26. Dezember: Das Musical Of Thee I Sing von George Gershwin, Ira Gershwin, George Simon Kaufman und Morrie Ryskind erfolgt am Majestic Theatre in New York.

### Religion
- 12. Februar: Radio Vatikan strahlt um 16:30 Uhr die Botschaft Qui arcano Dei consiglio von Papst Pius XI. aus und nimmt damit, zunächst versuchsweise, seinen Sendebetrieb auf.
- 16. Dezember: Papst Pius XI. spricht in Rom Albertus Magnus heilig und erklärt ihn zugleich zum Kirchenlehrer.

### Katastrophen

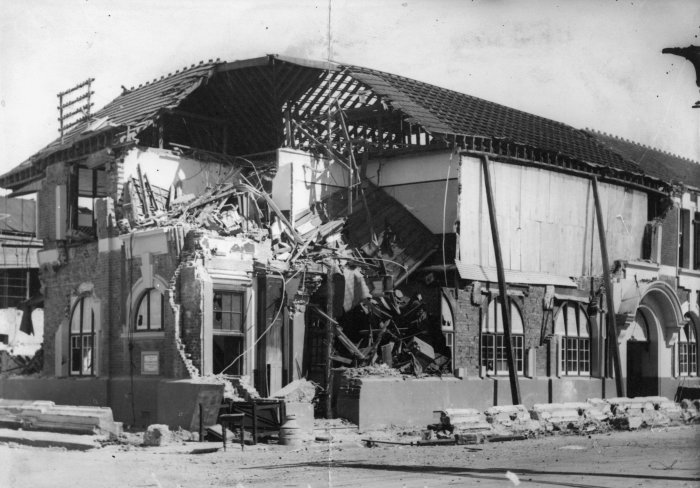
Das zerstörte Postgebäude in Hastings

- 03. Februar: Durch das Hawke’s-Bay-Erdbeben und darauf folgende Feuer werden die neuseeländischen Städte Hastings, Havelock North und Napier weitgehend zerstört, 256 Menschen verlieren dabei ihr Leben. Zahlreiche Nachbeben, die am 13. Februar mit dem Beben der Stärke 7,3 ihren Höhepunkt finden, lassen die Region über Wochen nicht zur Ruhe kommen.
- 31. März: Erdbeben der Stärke 5,6 in Nicaragua, rund 2.400 Tote
- 06. Juni: Der Münchner Glaspalast wird durch Brandstiftung ein Raub der Flammen. 3.000 Gemälde einschließlich der kompletten Werke der Sonderausstellung Deutsche Romantiker verbrennen mit dem Ausstellungsgebäude.
- August: Bei Überschwemmungen des Jangtsekiang kommen in China circa 1,4 Millionen Menschen ums Leben.

Kleinere Unglücksfälle sind in den Unterartikeln von Katastrophe und in der Liste von Katastrophen aufgeführt.

### Sport
- 13. Mai: Graf Henri Baillet-Latour teilt das Ergebnis für die Vergabe der XI. Olympischen Spiele 1936 in Berlin mit, bei 43 Stimmen dafür, 16 für Barcelona und 8 Enthaltungen.
- 24. Mai bis 12. Juli: Austragung der 1. Grand-Prix-Europameisterschaft
- 11. Juli: Eröffnung des Praterstadions in Wien (heute Ernst-Happel-Stadion) anlässlich der 2. Arbeiterolympiade
- 12. Juli: Ferdinando Minoia wird erster Grand-Prix-Europameister
- Gründung des Österreichischen Golf-Verbandes ÖGV
- Gründung des SC Bern SCB
- Gründung des Billard Sportverband Österreich BSVÖ
- Es finden drei größere Europameisterschaften statt.

### Nobelpreise
| Preis                                   | Person                             | Land               | Begründung für die Preisvergabe | Bild                   |
| --------------------------------------- | ---------------------------------- | ------------------ | --- | ---------------------- |
| Nobelpreis für Physik                   | nicht verliehen                    |                    | |                        |
| Nobelpreis für Chemie                   | Carl Bosch (1874–1940)             | Deutsches Reich    | „für ihre Verdienste um die Entdeckung und Entwicklung der chemischen Hochdruckverfahren“                                                                                  | Carl Bosch             |
| Nobelpreis für Chemie                   | Friedrich Bergius (1884–1949)      | Deutsches Reich    | „für ihre Verdienste um die Entdeckung und Entwicklung der chemischen Hochdruckverfahren“                                                                                  | Friedrich Bergius      |
| Nobelpreis für Physiologie oder Medizin | Otto Warburg (1883–1970)           | Deutsches Reich    | „für die Entdeckung der Natur und der Funktion des Atmungsferments“ (Anmerk.: der Begriff Ferment ist heute kaum gebräuchlich – er wurde durch den Begriff Enzym abgelöst) | Otto Heinrich Warburg  |
| Nobelpreis für Literatur                | Erik Axel Karlfeldt (1864–1931)    | Schweden           | „Erik Axel Karlfeldts Dichtung“ | Erik Axel Karlfeldt    |
| Friedensnobelpreis                      | Jane Addams (1860–1935)            | Vereinigte Staaten | Präsidentin der Women’s International League for Peace and Freedom | Jane Addams            |
| Friedensnobelpreis                      | Nicholas Murray Butler (1862–1947) | Vereinigte Staaten | setzte sich für den Briand-Kellogg-Pakt ein | Nicholas Murray Butler |

## Geboren

### Januar
- 01. Januar: Sergei Iwanowitsch Adjan, russischer Mathematiker († 2020)
- 01. Januar: Rainer Ansorge, deutscher Mathematiker und Universitätsprofessor
- 01. Januar: Jurij Grós, sorbischer Funktionär und Politiker († 2019)
- 02. Januar: Hermann Fünfgeld, deutscher Rundfunkintendant († 2018)
- 02. Januar: Abílio Rodas de Sousa Ribas, portugiesischer römisch-katholischer Bischof († 2025)
- 03. Januar: Werner Buschmann, Minister für Leichtindustrie der DDR
- 04. Januar: Alexander Arnot, deutscher Diplomat († 2023)
- 04. Januar: Nora Iuga, rumänische Dichterin und Übersetzerin
- 04. Januar: Cleopa David Msuya, tansanischer Politiker († 2025)
- 05. Januar: Alvin Ailey, US-amerikanischer Tänzer und Choreograf († 1989)
- 05. Januar: Heinz Bremer, deutscher Naturschützer, Biologe und Hochschullehrer († 2001)
- 05. Januar: Alfred Brendel, österreichischer Pianist († 2025)
- 05. Januar: Robert Duvall, US-amerikanischer Schauspieler
- 05. Januar: Juan Goytisolo, spanischer Journalist und Schriftsteller († 2017)
- 06. Januar: Franz Albert, österreichischer Automobilrennfahrer († 2017)
- 06. Januar: E. L. Doctorow, US-amerikanischer Schriftsteller und Herausgeber († 2015)
- 06. Januar: Kurt Grimm, deutscher Film- und Fernsehregisseur († 2004)
- 06. Januar: Lucienne L’Heureux-Arel, kanadische Organistin und Musikpädagogin
- 06. Januar: Philip W. Noel, US-amerikanischer Politiker
- 06. Januar: Joachim Specht, deutscher Schriftsteller († 2016)
- 07. Januar: André Le Goupil, französischer Vielseitigkeitsreiter († 2023)
- 07. Januar: Alan Maley, britischer Maler und Spezialeffektkünstler († 1995)
- 07. Januar: Hans Nordin, schwedischer Skispringer und Skisprungfunktionär († 2021)
- 08. Januar: Kathleen Ferguson, kanadische Schwimmerin († 2022)
- 08. Januar: Bill Graham, US-amerikanischer Impresario († 1991)
- 09. Januar: Algis Budrys, US-amerikanischer Science-Fiction-Schriftsteller († 2008)
- 10. Januar: Helmut Arntzen, deutscher Literaturwissenschaftler, Essayist, Aphoristiker und Fabelautor († 2014)
- 10. Januar: Kurt Jablonski, deutscher Eishockeyspieler
- 10. Januar: Ilse Strambowski, deutsche Schauspielerin
- 11. Januar: Mary Rodgers, US-amerikanische Musical-Komponistin und Schriftstellerin († 2014)
- 11. Januar: Gerhard Weiser, deutscher Politiker († 2003)
- 12. Januar: Roland Alphonso, jamaikanischer Tenorsaxophonist († 1998)
- 12. Januar: Günter Benser, deutscher Historiker († 2025)
- 12. Januar: Yolande Dulude, kanadische Sängerin († 2003)
- 12. Januar: Pierre Monneret, französischer Motorradrennfahrer († 2010)
- 13. Januar: Ian Hendry, englischer Schauspieler († 1984)
- 13. Januar: Charles Nelson Reilly, US-amerikanischer Schauspieler († 2007)
- 14. Januar: Yves Berger, französischer Schriftsteller († 2004)
- 14. Januar: Elmar Gunsch, österreichischer Moderator und Autor († 2013)
- 14. Januar: Caterina Valente, Schauspielerin und Sängerin († 2024)
- 15. Januar: Lee Bontecou, US-amerikanische Künstlerin († 2022)
- 15. Januar: Derek Meddings, US-amerikanischer Spezialist für Spezialeffekte und Modelle († 1995)
- 16. Januar: Alfred Ardelt, deutscher Politiker († 2011)
- 16. Januar: Johannes Rau, Ministerpräsident von NRW und deutscher Bundespräsident († 2006) Johannes Rau, 1986

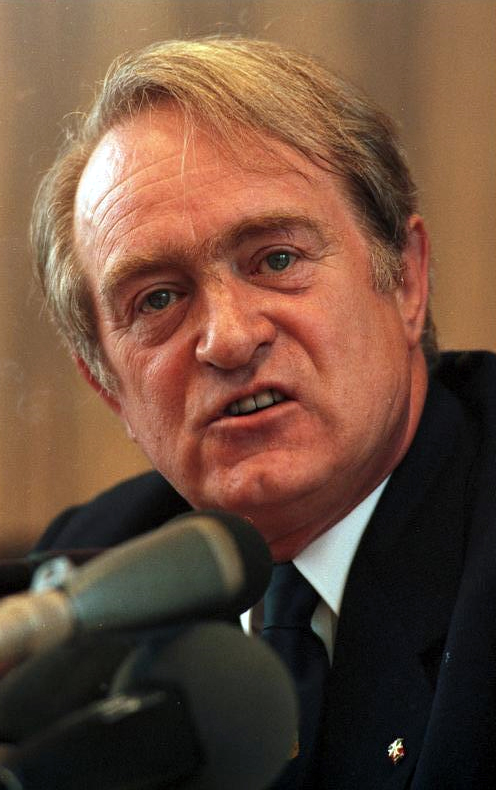
Johannes Rau, 1986

- 17. Januar: Monica Gubser, Schweizer Schauspielerin († 2019)
- 17. Januar: James Earl Jones, afro-amerikanischer Schauspieler († 2024)
- 17. Januar: Lolita, österreichische Sängerin († 2010)
- 17. Januar: Nikolai von Michalewsky, deutscher Schriftsteller († 2000)
- 17. Januar: Ted Scapa, niederländisch-schweizerischer zeitgenössischer Künstler, Verleger und Fernsehmoderator († 2023)
- 17. Januar: Douglas Wilder, US-amerikanischer Politiker
- 18. Januar: Chun Doo-hwan, südkoreanischer Präsident († 2021)
- 18. Januar: Kōichi Isoda, japanischer Literaturkritiker und -wissenschaftler († 1987)
- 19. Januar: Ingrid Andree, deutsche Schauspielerin
- 19. Januar: Vittorio Ghidella, Geschäftsführer der Fiat-Autosparte († 2011)
- 19. Januar: Adolf Stein, deutscher Segler († 2022)
- 20. Januar: Ariyoshi Sawako, japanische Schriftstellerin († 1984)
- 20. Januar: Preston Henn, US-amerikanischer Automobilrennfahrer und Unternehmer († 2017)
- 20. Januar: David M. Lee, US-amerikanischer Physiker und Nobelpreisträger
- 20. Januar: Günther Maleuda, deutscher Politiker, Parteivorsitzender der DBD († 2012)
- 21. Januar: Manon Andreas-Grisebach, deutsche Literaturwissenschaftlerin, Übersetzerin und Politikerin
- 21. Januar: Anatol Herzfeld, deutscher Bildhauer († 2019)
- 21. Januar: Heinz Luthringshauser, deutscher Motorradrennfahrer († 1997)
- 22. Januar: Mary Castle, US-amerikanische Schauspielerin († 1998)
- 22. Januar: Sam Cooke, US-amerikanischer Sänger († 1964)

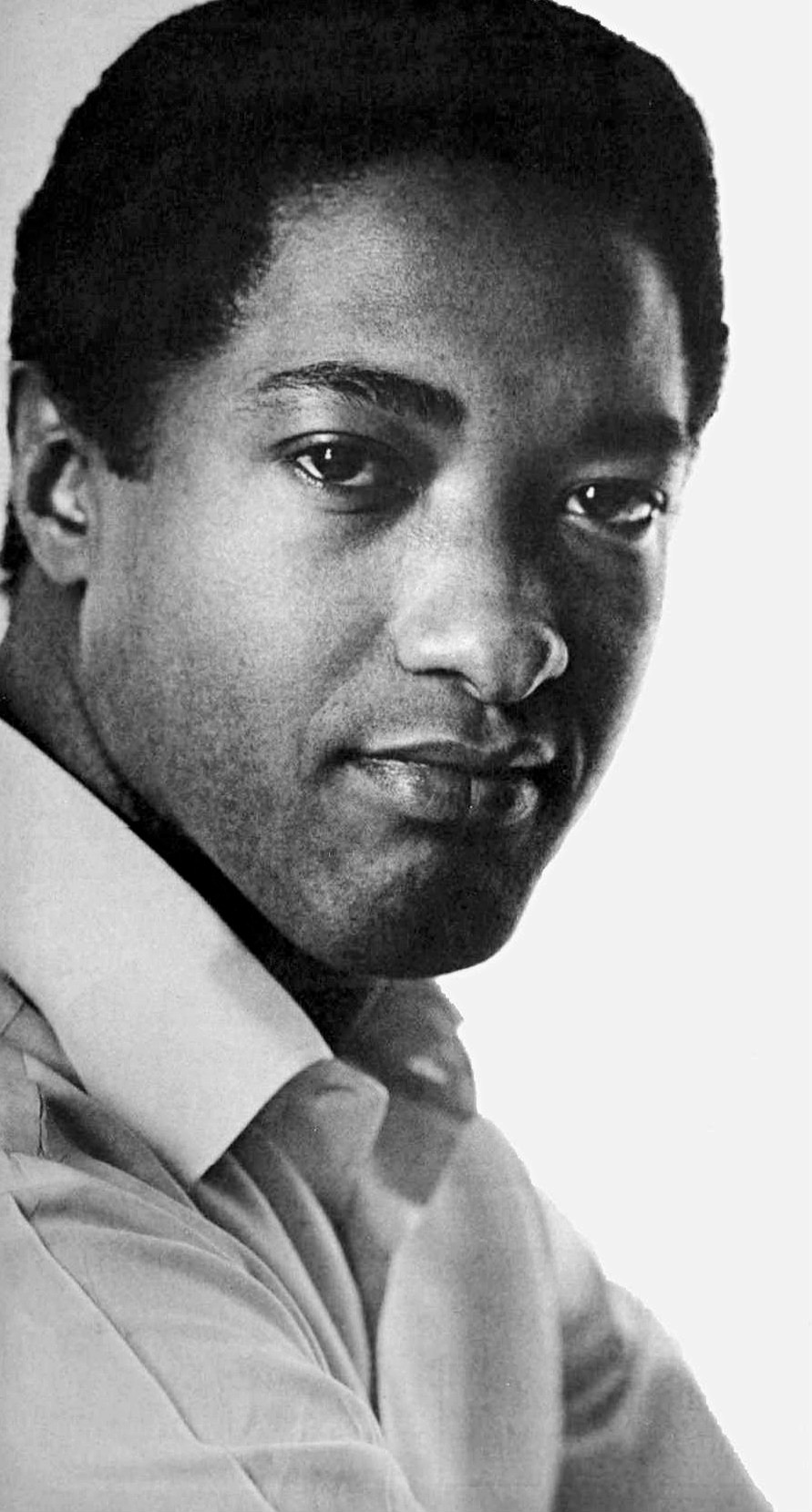
Sam Cooke

- 22. Januar: Wigand Freiherr von Salmuth, deutscher Unternehmer († 2006)
- 23. Januar: Lorenzo Artale, italienischer Drehbuchautor, Filmregisseur und Schauspieler († 2002)
- 24. Januar: Lars Valter Hörmander, schwedischer Mathematiker und Fields-Medaillenträger († 2012)
- 24. Januar: Ib Nørholm, dänischer Komponist († 2019)
- 24. Januar: Trutz Rendtorff, deutscher Theologe († 2016)
- 25. Januar: Günter Biermann, deutscher Politiker und MdB († 1997)
- 25. Januar: Carlo Binetti, Schweizer Politiker und Fußballtrainer († 2014)
- 25. Januar: Dean Jones, US-amerikanischer Schauspieler († 2015)
- 25. Januar: André Moccand, Schweizer Ruderer
- 26. Januar: Mary Murphy, US-amerikanische Schauspielerin († 2011)
- 26. Januar: Bernard Kardinal Panafieu, Erzbischof von Marseille († 2017)
- 27. Januar: Buster Edwards, Boxer und Postzugräuber († 1994)
- 27. Januar: Manfred Aregger, schweizerischer Politiker
- 27. Januar: Mordecai Richler, kanadischer Schriftsteller († 2001)
- 28. Januar: Felicia Donceanu, rumänische Komponistin († 2022)
- 28. Januar: Ezio Flagello, US-amerikanischer Opernsänger († 2009)
- 28. Januar: Sakyō Komatsu, japanischer Science-Fiction-Schriftsteller († 2011)
- 28. Januar: Bringfried Müller, deutscher Fußballspieler und -trainer († 2016)
- 29. Januar: Leslie Bricusse, OBE, britischer Komponist und Liedtexter von Filmmusik († 2021)
- 29. Januar: Gert Hofmann, deutscher Schriftsteller († 1993)
- 29. Januar: Ferenc Mádl, ungarischer Jurist, Staatspräsident von Ungarn († 2011)
- 30. Januar: Linda Nochlin, US-amerikanische Kunsthistorikerin († 2017)
- 30. Januar: Ted Wheeler, US-amerikanischer Leichtathlet († 2022)
- 31. Januar: Hansjörg Felmy, deutscher Theater- und Filmschauspieler († 2007) Hansjörg Felmy, 1959

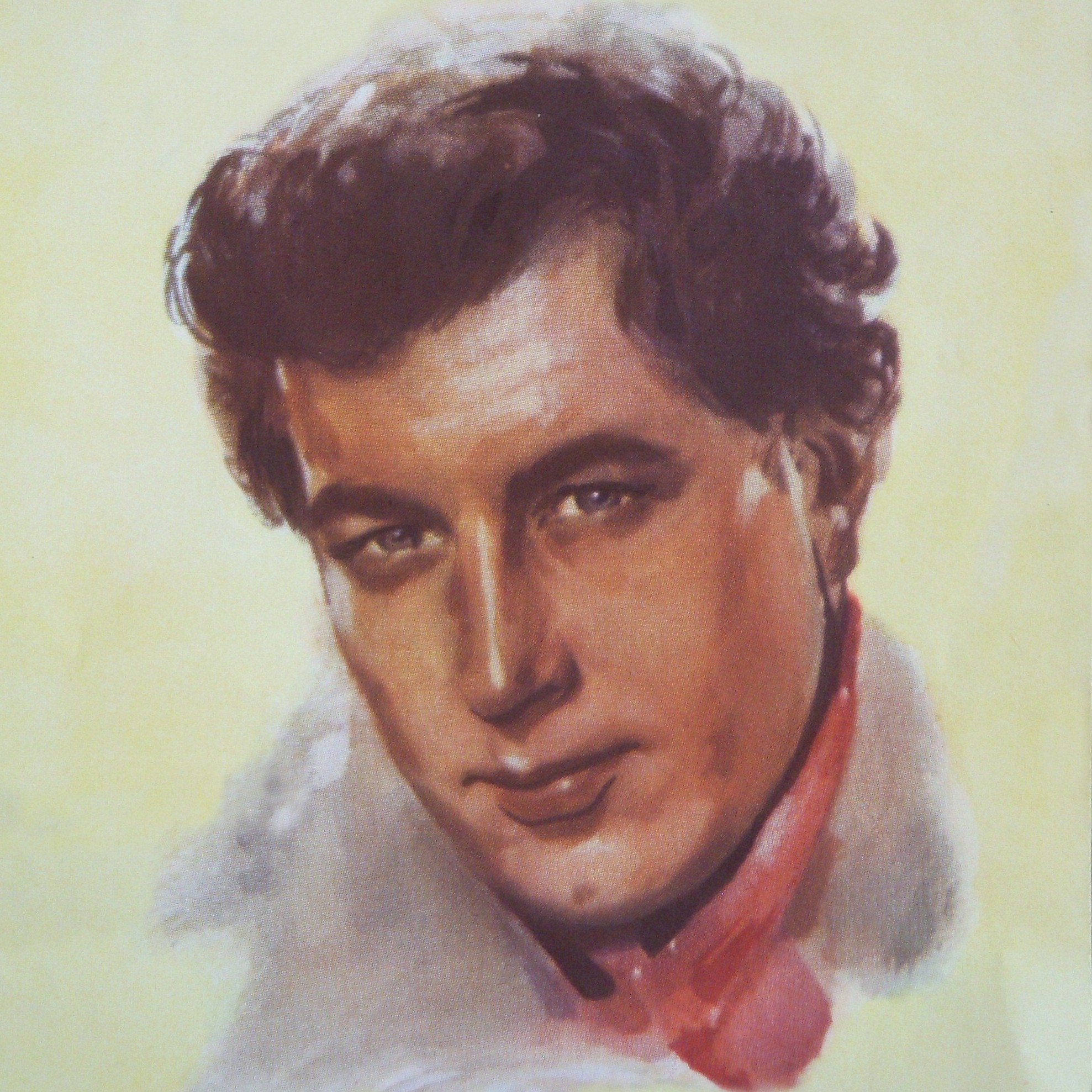
Hansjörg Felmy, 1959

- 31. Januar: Léon Wurmser, US-amerikanischer Psychiater, Psychoanalytiker und Autor († 2020)

### Februar
- 01. Februar: Iajuddin Ahmed, bengalischer Politiker, Staatsoberhaupt von Bangladesch († 2012)
- 01. Februar: Madeleine Berthod, Schweizer Skirennläuferin
- 01. Februar: Igor Dsjaloschinski, russischer Physiker († 2021)
- 01. Februar: Boris Jelzin, russischer Politiker und Staatspräsident († 2007) Boris Nikolajewitsch Jelzin

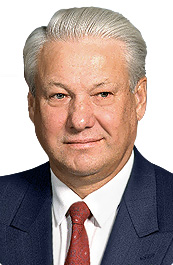
Boris Nikolajewitsch Jelzin

- 01. Februar: Oswald Oberhuber, österreichischer Maler, Bildhauer und Grafiker († 2020)
- 01. Februar: Friedrich Voss, deutscher Politiker († 2012)
- 02. Februar: Dries van Agt, niederländischer Politiker und Ministerpräsident der Niederlande († 2024) Dries van Agt

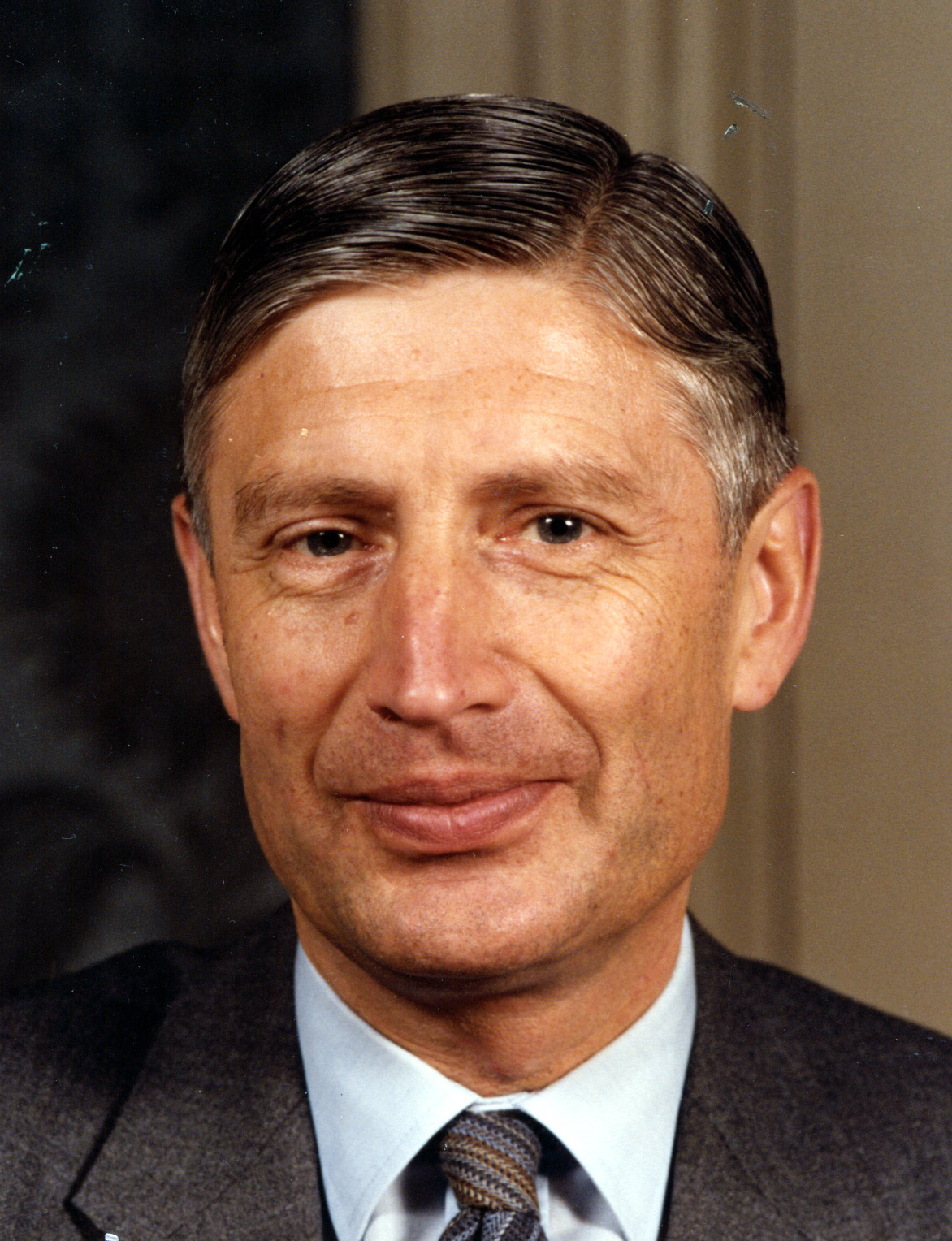
Dries van Agt

- 02. Februar: Ladislav Čepčianský, tschechoslowakischer Kanute († 2021)
- 02. Februar: Hans Rampf, deutscher Eishockey-Spieler und Bundestrainer († 2001)
- 03. Februar: Hans-Dieter Asner, deutscher Schauspieler
- 03. Februar: Gilbert Desmet, belgischer Radrennfahrer († 2024)
- 04. Februar: Isabel Martínez de Perón, argentinische Präsidentin 1974–1976
- 05. Februar: Wim van Eekelen, niederländischer Diplomat und Politiker († 2025)
- 06. Februar: Heinz Kahlau, deutscher Dichter († 2012)
- 06. Februar: Fritz Reimer, deutscher Psychiater
- 06. Februar: Rip Torn, US-amerikanischer Schauspieler († 2019)
- 06. Februar: Mamie Van Doren, US-amerikanische Schauspielerin
- 06. Februar: Ricardo J. Vidal, Erzbischof von Cebu und Kardinal († 2017)
- 06. Februar: René Villiger, Schweizer Künstler und Grafiker († 2010)
- 07. Februar: Holger Börner, deutscher Ministerpräsident († 2006)
- 08. Februar: James Dean, US-amerikanischer Filmschauspieler († 1955) James Dean

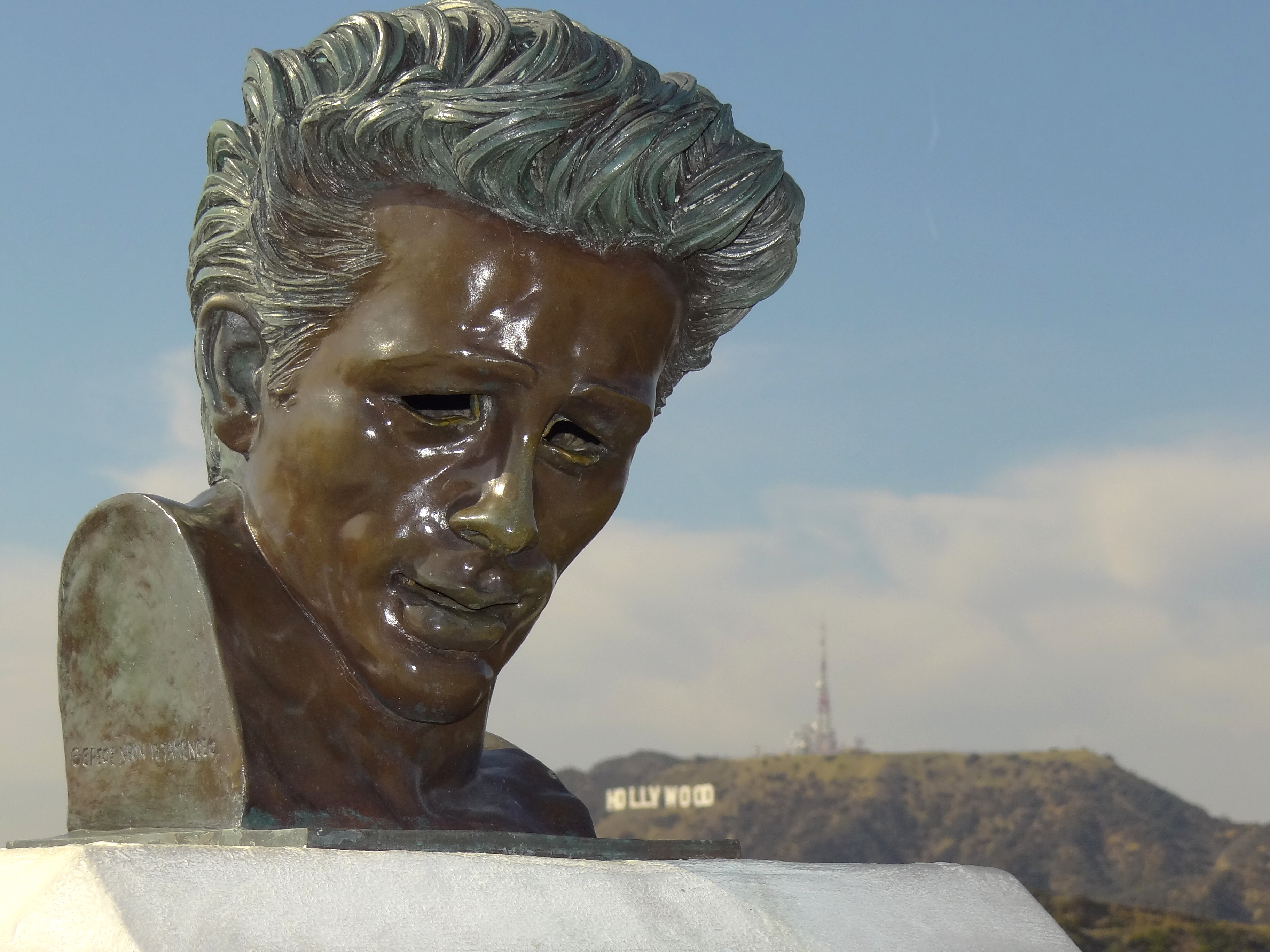
James Dean

- 08. Februar: Shadia, ägyptische Filmschauspielerin und Sängerin († 2017)
- 09. Februar: Thomas Bernhard, österreichischer Schriftsteller († 1989)
- 09. Februar: Imanuel Geiss, deutscher Historiker († 2012)
- 09. Februar: Philipp Harnoncourt, katholische Theologe und Priester († 2020)
- 09. Februar: Josef Masopust, tschechoslowakischer Fußballspieler († 2015)
- 09. Februar: Robert Morris, US-amerikanischer Bildhauer († 2018)
- 10. Februar: József Ács, ungarischer Bildhauer und Medailleur († 2023)
- 11. Februar: Gianni Ferlenghi, italienischer Radrennfahrer († 2023)
- 12. Februar: Herbert F. Schubert, deutscher Tänzer und Choreograf († 2011)
- 12. Februar: Per Voigt, norwegischer Eishockeyspieler († 2022)
- 12. Februar: Janwillem van de Wetering, niederländischer Schriftsteller († 2008)
- 13. Februar: Éva Heyman, ungarisch-jüdische Tagebuchschreiberin und Opfer des Holocaust († 1944)
- 14. Februar: Jonathan Adams, britischer Schauspieler († 2005)
- 14. Februar: Perikles Fotopoulos, griechisch-italienischer Schlagersänger († 2003)
- 14. Februar: Brian Kelly, US-amerikanischer Film- und Fernsehschauspieler († 2005)
- 15. Februar: Claire Bloom, britische Schauspielerin
- 16. Februar: Alfred Kolleritsch, österreichischer Schriftsteller und Lyriker († 2020)
- 16. Februar: Makoto Ōoka, japanischer Lyriker und Literaturwissenschaftler († 2017)
- 16. Februar: Ken Takakura, japanischer Schauspieler († 2014)
- 18. Februar: Charles Chase, kanadischer Boxer († 1997)
- 18. Februar: Ruprecht Düll, deutscher Botaniker († 2014)
- 18. Februar: Johnny Hart, US-amerikanischer Cartoon-Zeichner († 2007)
- 18. Februar: Toni Morrison, US-amerikanische Schriftstellerin und Literaturnobelpreisträgerin († 2019)
- 18. Februar: Margarete Müller, deutsche Politikerin († 2024)
- 18. Februar: Hans Nerth, deutscher Schriftsteller, Regisseur und Journalist († 2020)
- 18. Februar: Bob St. Clair, US-amerikanischer American-Football-Spieler († 2015)
- 18. Februar: Lydia Pfann, deutsche Turnerin († 2019)
- 19. Februar: Camillo Ruini, Kardinal der römisch-katholischen Kirche
- 19. Februar: Jorge Álvaro Sarmientos, guatemaltekischer Komponist († 2012)
- 19. Februar: Johannes Stöhr, deutscher katholischer Theologe
- 20. Februar: Harold Keck, US-amerikanischer Automobilrennfahrer († 2007)
- 20. Februar: John Willard Milnor, US-amerikanischer Professor für Mathematik
- 21. Februar: Pablo Uribe, kolumbianischer Fechter († 2021)
- 22. Februar: Roy Adler, US-amerikanischer Mathematiker († 2016)
- 22. Februar: Georg Brühl, deutscher autodidaktischer Kunstwissenschaftler, Publizist und umstrittener Kunstsammler († 2009)
- 22. Februar: Richard Kawakami, US-amerikanischer Politiker († 1987)
- 23. Februar: Carl Ewen, deutscher Politiker und MdB († 2022)
- 23. Februar: Gustav-Adolf Schur, deutscher Radrennfahrer und Politiker Gustav-Adolf „Täve“ Schur

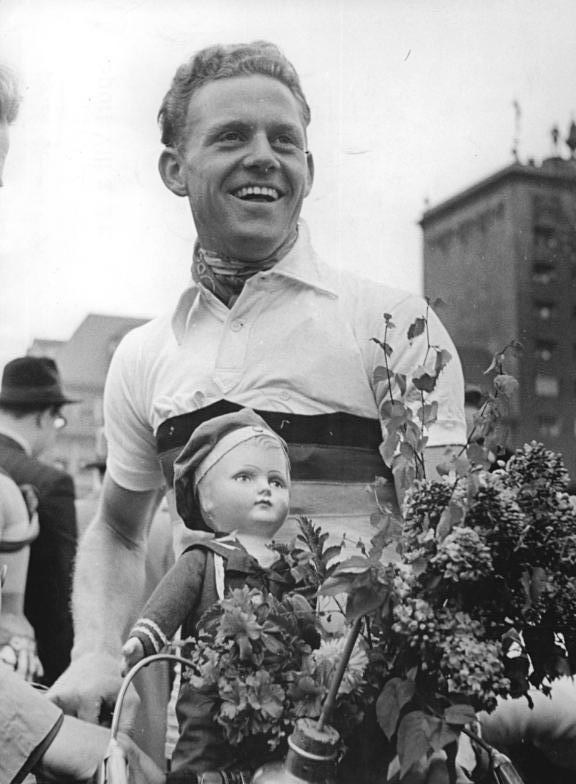
Gustav-Adolf „Täve“ Schur

- 23. Februar: Tom Wesselmann, US-amerikanischer Maler († 2004)
- 24. Februar: Raymond Lopez, französischer Automobilrennfahrer († 2017)
- 24. Februar: Uri Orlev, israelischer Kinderbuchautor († 2022)
- 24. Februar: James Abourezk, US-amerikanischer Politiker († 2023)
- 25. Februar: Ernest Gondzik, polnischer Ringer († 2021)
- 26. Februar: Francisco Kröpfl, argentinischer Komponist († 2021)
- 27. Februar: Walter Santesso, italienischer Schauspieler, Regisseur und Drehbuchautor († 2008)
- 28. Februar: Gavin MacLeod, US-amerikanischer Schauspieler († 2021)
- 28. Februar: Dean Smith, US-amerikanischer Basketballtrainer († 2015)

### März
- 01. März: Elisabeta Bostan, rumänische Filmregisseurin
- 01. März: Ludwig Thürmer, deutscher Architekt († 2021)
- 02. März: Michail Gorbatschow, Generalsekretär des ZK der KPdSU in der Sowjetunion († 2022) Michail Gorbatschow, 1986

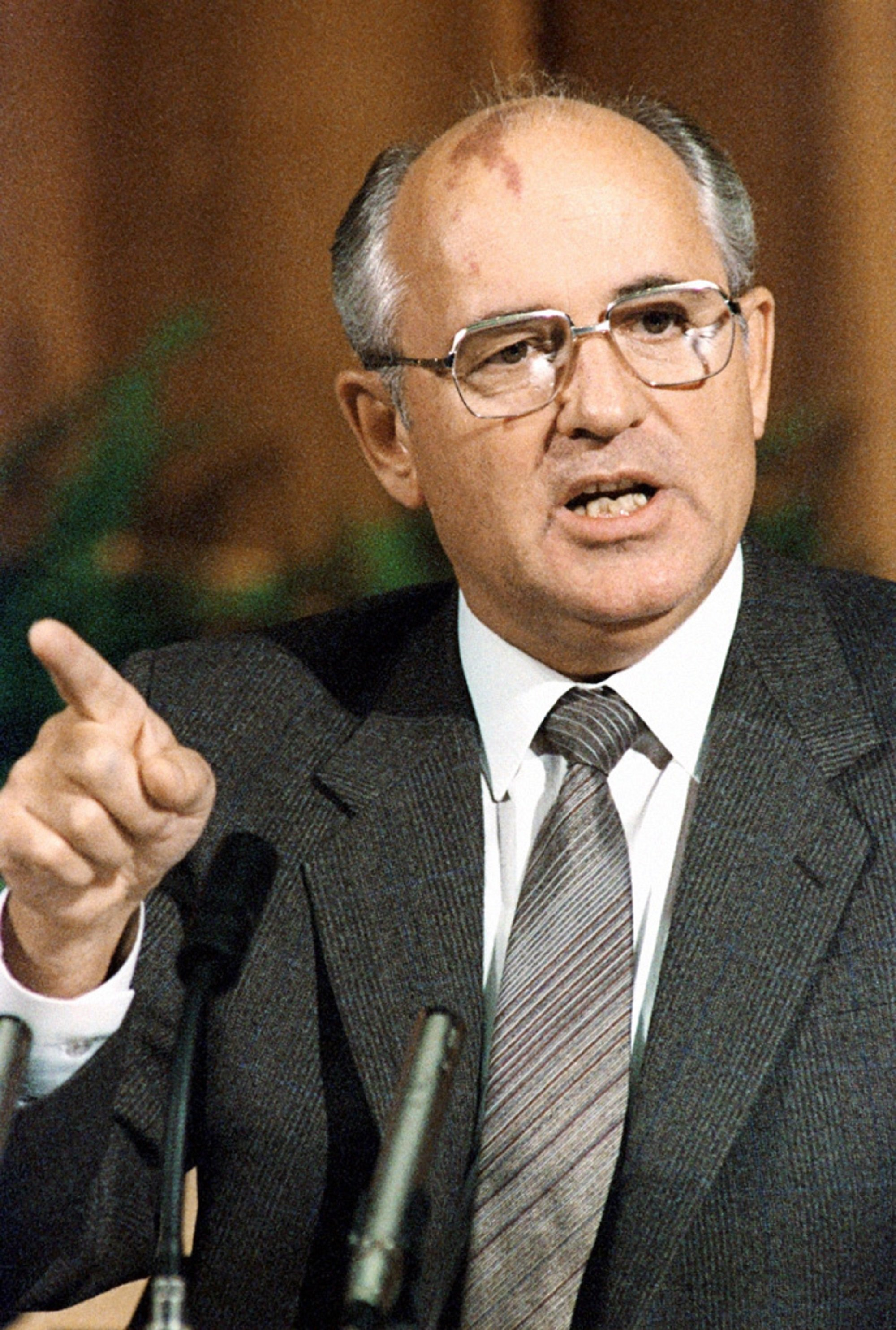
Michail Gorbatschow, 1986

- 02. März: Guy Husson, französischer Hammerwerfer († 2025)
- 02. März: Franz Matter, Schweizer Schauspieler und Regisseur († 1999)
- 02. März: Ottokar Uhl, österreichischer Architekt († 2011)
- 03. März: Franz Anderrüthi, Schweizer Bergsteiger und Bergführer († 2020)
- 03. März: Hannelore Marschall-Oehmichen, deutsche Puppenschnitzerin und Mitbegründerin der Augsburger Puppenkiste († 2003)
- 04. März: Hubert Erang, luxemburgischer Kunstturner († 2022)
- 04. März: Odo Haas, deutscher Benediktinerabt († 2019)
- 04. März: William Henry Keeler, Erzbischof von Baltimore und Kardinal der römisch-katholischen Kirche († 2017)
- 05. März: Frédéric Othon Théodore Aristidès, französischer Comiczeichner († 2013)
- 05. März: Barry Tuckwell, australischer Hornist und Dirigent († 2020)
- 06. März: Hal Needham, US-amerikanischer Stuntman, Regisseur, Schauspieler und Drehbuchautor († 2013)
- 06. März: Gerd Siemoneit-Barum, deutscher Zirkusdirektor († 2021)
- 07. März: Mady Mesplé, französische Sopranistin († 2020)
- 07. März: Hans Müller, Schweizer Eiskunstläufer († 2021)
- 08. März: Heinz Mack, deutscher Künstler und Experimentator im Spektrum des Farblichts
- 08. März: John McPhee, US-amerikanischer Sachbuchautor
- 08. März: Neil Postman, US-amerikanischer Medienwissenschaftler und -kritiker († 2003)
- 09. März: Masahiro Shinoda, japanischer Regisseur und Drehbuchautor († 2025)
- 10. März: Bernadetta Matuszczak, polnische Komponistin († 2021)
- 11. März: Janosch (Horst Eckert), deutscher Kinderbuchautor und Schriftsteller Janosch, 2005

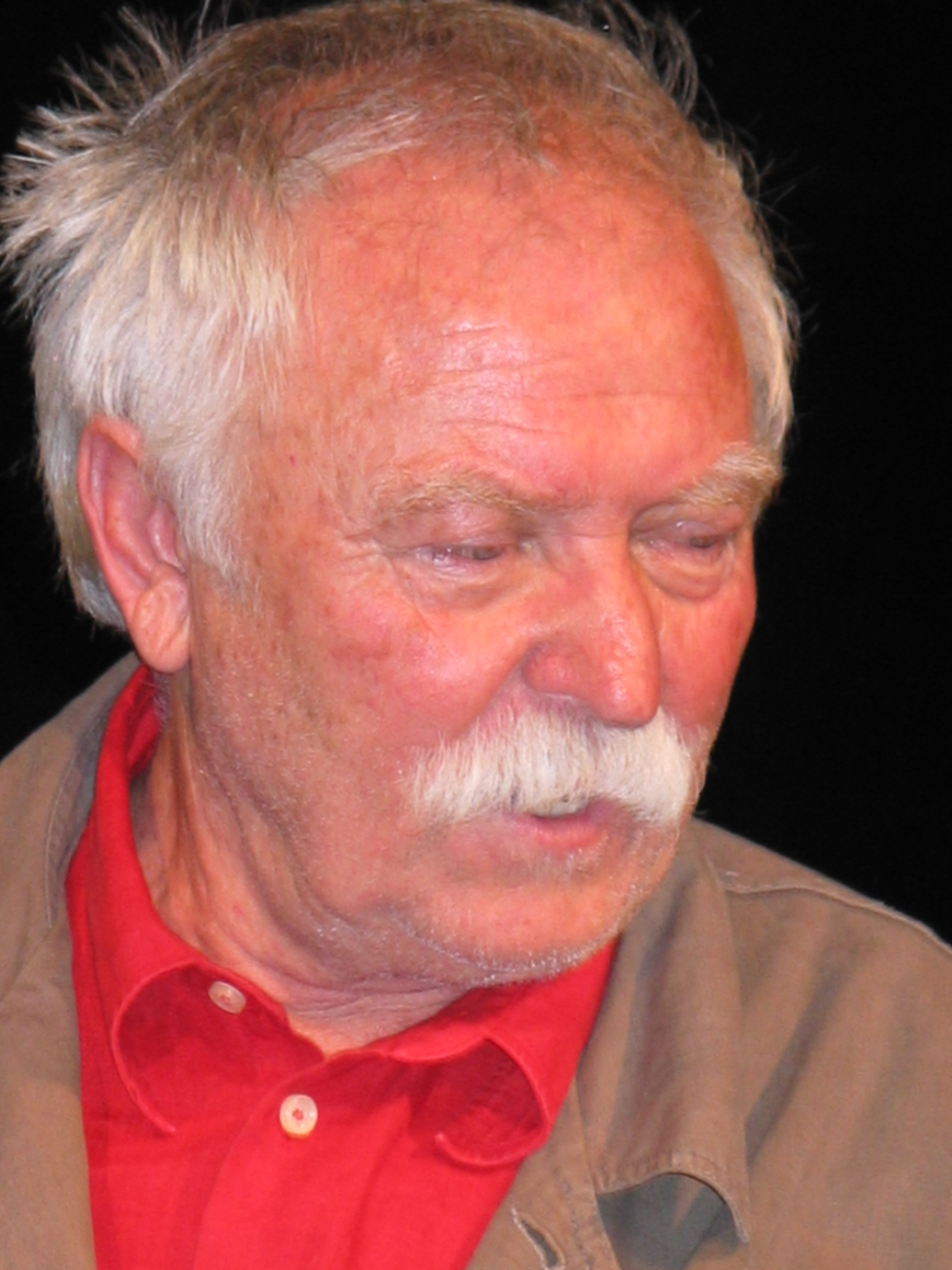
Janosch, 2005

- 11. März: Rupert Murdoch, australisch-US-amerikanischer Medienunternehmer Rupert Murdoch, 2011

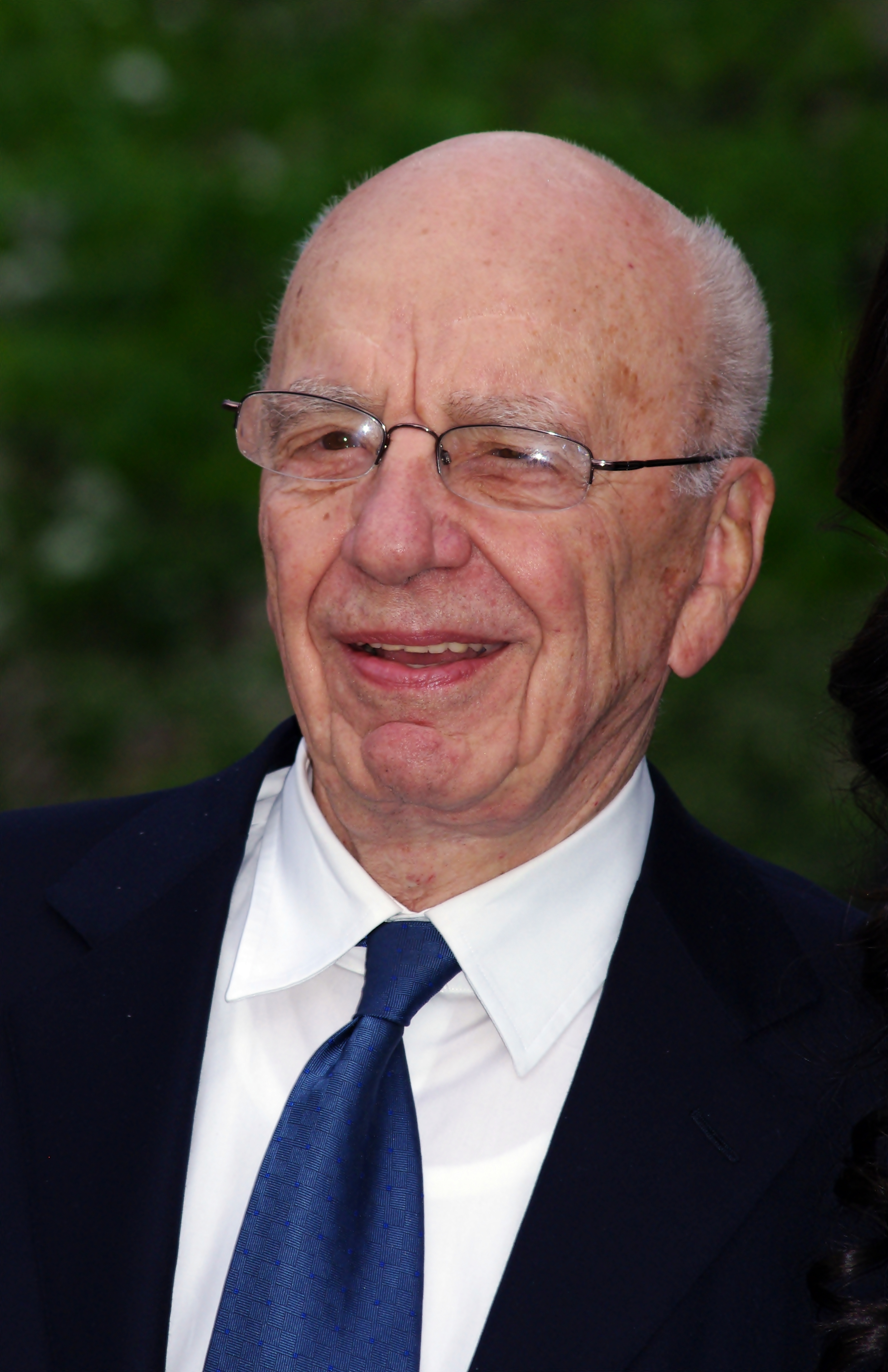
Rupert Murdoch, 2011

- 12. März: François Rabbath, US-amerikanischer Komponist
- 12. März: Jerzy Tuszewski, polnischer Journalist, Dokumentarfilmer, Dramatiker, Radio- und Theaterregisseur und Produzent von Dokumentarfilmen († 2016)
- 13. März: Wolfgang Kohlhaase, deutscher Drehbuchautor und Schriftsteller († 2022)
- 13. März: Álvaro Menéndez Leal, salvadorianischer Lyriker, Erzähler, Dramatiker, Essayist und Journalist († 2000)
- 14. März: Saïd Brahimi, algerisch-französischer Fußballspieler und -trainer († 1997)
- 15. März: Dominic Joseph Fontana, US-amerikanischer Musiker († 2018)
- 16. März: Theo Altmeyer, deutscher Tenor und Professor für Gesang († 2007)
- 16. März: Augusto Boal, brasilianischer Theaterautor und Regisseur († 2009)
- 16. März: Ernst H. Hilbich, deutscher Schauspieler († 2025)
- 19. März: Emma Andijewska, ukrainische Dichterin, Schriftstellerin und Malerin
- 19. März: Alfred Hirschmeier, deutscher Filmarchitekt († 1996)
- 19. März: Samson Pollen, US-amerikanischer Zeichner († 2018)
- 20. März: Antonio Tauriello, argentinischer Komponist, Dirigent und Pianist († 2011)
- 22. März: Burton Richter, US-amerikanischer Physiker († 2018)
- 22. März: William Shatner, kanadischer Schauspieler, Sänger, Autor William Shatner, 2012

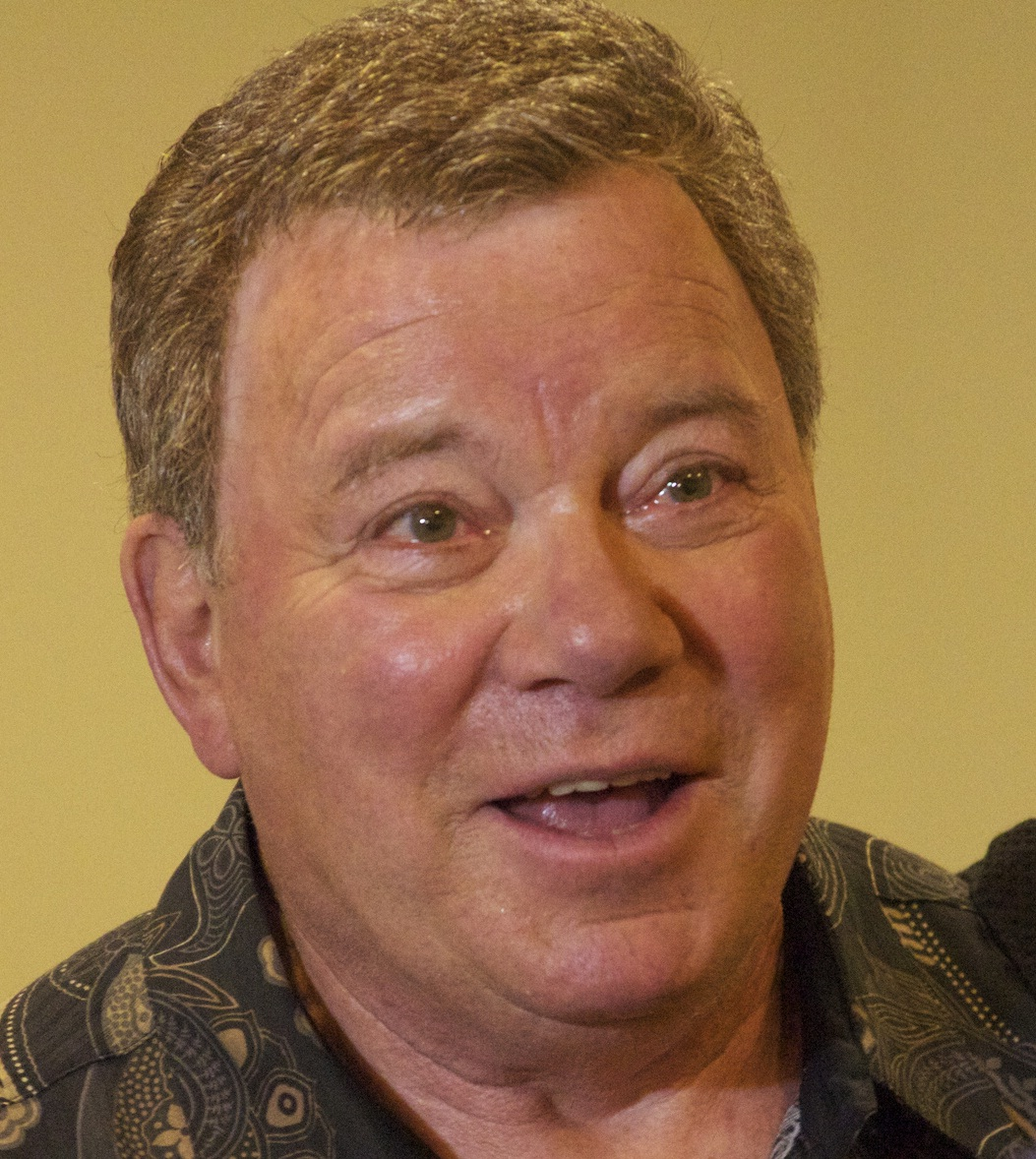
William Shatner, 2012

- 23. März: Jewgeni Grischin, russischer Eisschnellläufer († 2005)
- 23. März: Viktor Kortschnoi, sowjetisch-schweizerischer Schachspieler († 2016)
- 24. März: Bruce Sharp, australischer Turner († 2023)
- 25. März: Vytautas Barkauskas, litauischer Komponist († 2020)
- 25. März: Jack Chambers, kanadischer Maler († 1978)
- 25. März: Paul Motian, US-amerikanischer Jazzmusiker († 2011)
- 25. März: Jeanne Omelenchuk, US-amerikanische Radrennfahrerin, Eisschnellläuferin und Politikerin († 2008)
- 25. März: Vassilis Soukas, griechischer Klarinettist († 1993)
- 25. März: Roger Zatkoff, US-amerikanischer American-Football-Spieler († 2021)
- 26. März: Leonard Nimoy, US-amerikanischer Schauspieler, Regisseur und Filmproduzent († 2015) Leonard Nimoy als Spock und William Shatner als Kirk in Star Trek

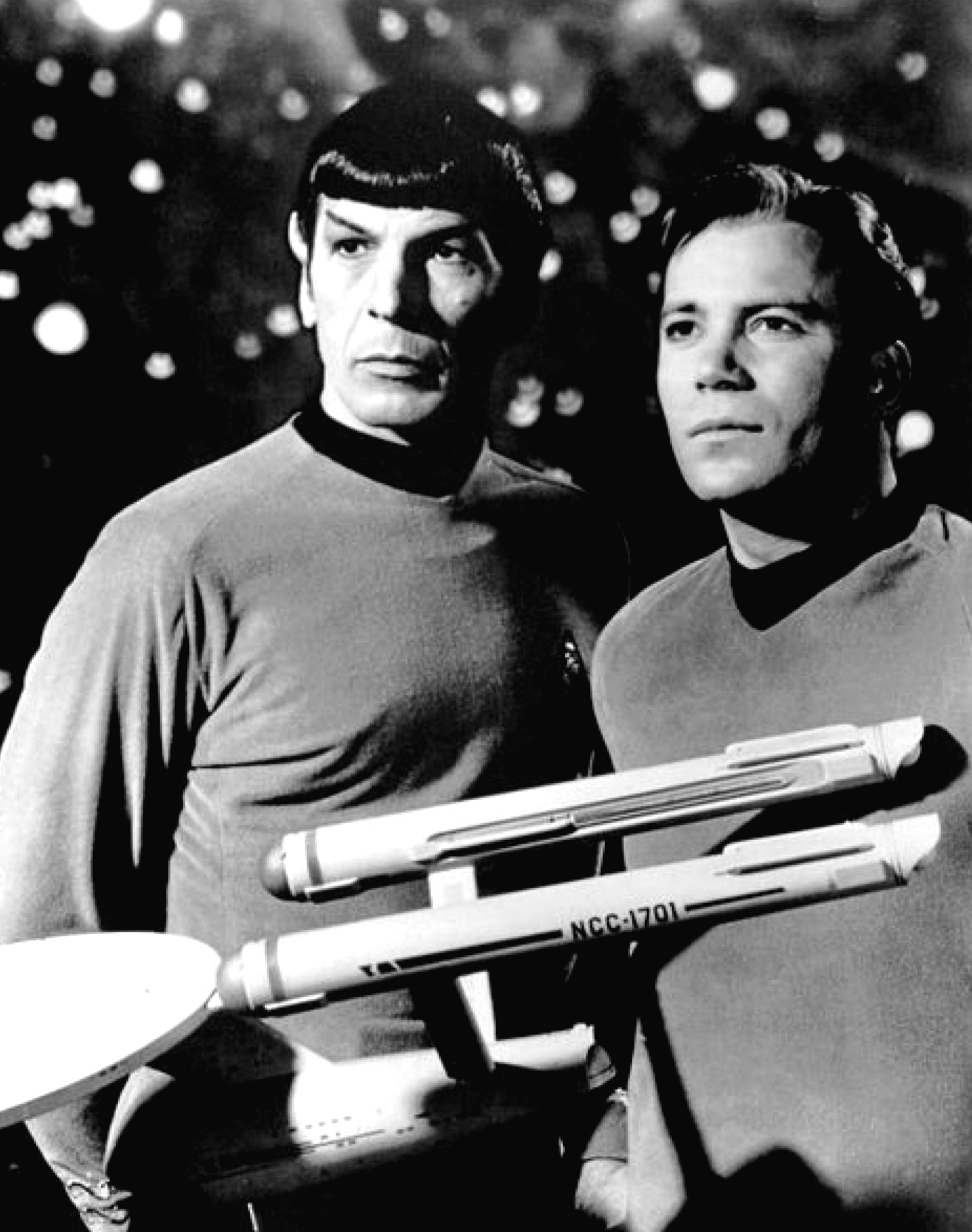
Leonard Nimoy als Spock und William Shatner als Kirk in Star Trek

- 27. März: Magdalena Ezoe, US-amerikanische Komponistin und Musikpädagogin
- 27. März: Robert Knüppel, deutscher Politiker († 2025)
- 27. März: Siegfried Künkele, deutscher Jurist und Botaniker († 2004)
- 27. März: Yoriaki Matsudaira, japanischer Komponist († 2023)
- 28. März: Gene Anderson, britische Schauspielerin († 1965)
- 28. März: Jane Rule, kanadische Autorin († 2007)
- 29. März: Norman Tebbit, britischer konservativer Politiker († 2025)
- 30. März: Sándor Szokolay, ungarischer Komponist († 2013)
- 31. März: Miller Barber, US-amerikanischer Profigolfer († 2013)
- 31. März: Eberhard Pohlmann, deutscher Jurist und Politiker (CDU) († 2022)
- 31. März: Tamara Andrejewna Tyschkewitsch, sowjetische Leichtathletin und Olympiasiegerin († 1997)

### April
- 01. April: George Baker, britischer Schauspieler († 2011)
- 01. April: Rolf Hochhuth, deutscher Dramatiker († 2020)
- 01. April: Fernando Puig Rosado, spanischer Maler, Graphiker, Kinderbuchillustrator und Animationsfilmer († 2016)
- 01. April: Peter Stoll, deutscher Forstmann und Naturschützer († 2015)
- 02. April: Manuel Carra, spanischer Pianist, Komponist und Musikpädagoge († 2024)
- 02. April: Howard Engel, kanadischer Schriftsteller († 2019)
- 03. April: Jiří Laburda, tschechischer Komponist († 2025)
- 04. April: Bobby Ray Inman, US-amerikanischer Admiral
- 04. April: Karl Obermayr, bayerischer Volksschauspieler († 1985)
- 04. April: Arthur Weisberg, US-amerikanischer Fagottist, Dirigent, Musikpädagoge und Komponist († 2009)
- 05. April: Philipp Müller, deutscher Arbeiter († 1952)
- 06. April: Ivan Dixon, US-amerikanischer Schauspieler und Fernsehregisseur († 2008)
- 06. April: Clyde Emrich, US-amerikanischer Gewichtheber († 2021)
- 06. April: Hilde Seiler, österreichische Gewerkschafterin und Politikerin († 2025)
- 07. April: Donald Barthelme, US-amerikanischer Schriftsteller († 1989)
- 07. April: Daniel Ellsberg, US-amerikanischer Ökonom († 2023)
- 07. April: Ted Kotcheff, kanadischer Regisseur († 2025)
- 08. April: John Gavin, US-amerikanischer Schauspieler und Politiker († 2018)
- 08. April: René Maillard, französischer Komponist († 2012)
- 09. April: Leone Frollo, italienischer Comiczeichner († 2018)
- 09. April: Heisuke Hironaka, japanischer Mathematiker
- 09. April: Myriam Marbe, rumänische Komponistin († 1997)
- 09. April: Tom Phillis, australischer Motorradrennfahrer († 1962)
- 10. April: Eberhard Kunkel, deutscher Comicautor und Verleger († 2019)
- 10. April: Rafael Solano, dominikanischer Komponist und Pianist
- 10. April: Bruno Weber, Schweizer Künstler und Architekt († 2011)
- 11. April: Sergio Sebastiani, Kardinal der römisch-katholischen Kirche († 2024)
- 11. April: Johnny Sheffield, US-amerikanischer Filmschauspieler († 2010)
- 11. April: John Wofford, US-amerikanischer Vielseitigkeitsreiter († 2021)
- 12. April: Chico Anysio, brasilianischer Schauspieler, Schriftsteller, Komiker und Komponist († 2012)
- 12. April: Karl Hinderer, deutscher Mathematiker († 2010)
- 13. April: Michel Deville, französischer Filmregisseur und Drehbuchautor († 2023)
- 13. April: Dan Gurney, US-amerikanischer Automobilrennfahrer und Teambesitzer († 2018)
- 13. April: August Hobl, deutscher Motorradrennfahrer
- 14. April: Vic Wilson, britischer Automobilrennfahrer († 2001)
- 15. April: Klaus Liesen, deutscher Aufsichtsratsvorsitzender († 2017)
- 15. April: Tomas Tranströmer, schwedischer Lyriker und Nobelpreisträger († 2015)
- 15. April: Pierre Vaneck, französischer Schauspieler († 2010)
- 15. April: Kurt Weinzierl, österreichischer Schauspieler († 2008)
- 17. April: Rudolf Austen, deutscher Maler und Grafiker († 2003)
- 17. April: Bill Ramsey, deutscher Jazz- und Schlagersänger († 2021)
- 17. April: Hilmar Thate, deutscher Schauspieler († 2016)
- 19. April: José de Jesús Aguilera Rodríguez, mexikanischer Bischof († 1999)
- 19. April: Clement Athelston Arrindell, Gouverneur von St. Kitts und Nevis († 2011)
- 19. April: Frederick P. Brooks, US-amerikanischer Informatiker († 2022)
- 20. April: Theodor Sele, liechtensteinischer Skirennläufer
- 21. April: Gabriel de Broglie, französischer Historiker und Staatsmann († 2025)
- 21. April: Margo MacKinnon, kanadische Sängerin und Gesangspädagogin
- 21. April: Siegfried Müller senior, deutscher Automobilrennfahrer
- 23. April: Billy Davenport, US-amerikanischer Schlagzeuger († 1999)
- 23. April: Karl Recktenwald, deutscher Motorradrennfahrer († 1964)
- 24. April: Antonio Attolini Lack, mexikanischer Architekt († 2012)
- 24. April: Abdelhamid Kermali, algerisch-französischer Fußballspieler und -trainer († 2013)
- 24. April: Bridget Riley, britische Malerin
- 24. April: Meinolf Wewel, deutscher Verleger
- 25. April: Hans-Joachim Böhme, deutscher Politiker und Minister der DDR († 1995)
- 25. April: Urszula Figwer, polnische Leichtathletin († 2025)
- 25. April: Hans Georg Pescher, deutscher Eishockeyspieler und -trainer († 2024)
- 26. April: Norbert Greinacher, deutscher römisch-katholischer Theologe († 2022)
- 27. April: Krzysztof Komeda, polnischer Musiker († 1969)
- 28. April: Karl Foitek, österreichisch-schweizerischer Automobilrennfahrer und Unternehmer († 2019)
- 29. April: Frank Auerbach, britischer Maler († 2024)
- 29. April: Lonnie Donegan, britischer Skiffle-Musiker († 2002)
- 30. April: Bill Clay, US-amerikanischer Politiker († 2025)
- 30. April: Adriana Asti, italienische Schauspielerin († 2025)
- 30. April: Willy Harlander, deutscher Schauspieler († 2000)

### Mai
- 01. Mai: Elsie Johansson, schwedische Schriftstellerin († 2025)
- 01. Mai: Winfried Seidinger, österreichischer Politiker († 2009)
- 02. Mai: Martha Grimes, US-amerikanische Schriftstellerin
- 02. Mai: Werner Titel, Politiker, Minister für Umweltschutz und Wasserwirtschaft der DDR († 1971)
- 03. Mai: Aldo Rossi, Architekt und Designer († 1997)
- 04. Mai: Arno Klönne, deutscher Soziologe, Politologe und Autor († 2015)
- 04. Mai: Gennadi Nikolajewitsch Roschdestwenski, russischer Dirigent († 2018)
- 05. Mai: Jakob Bichsel, Schweizer Komponist und Dirigent
- 06. Mai: Jonathan Bush, US-amerikanischer Unternehmer, Mitglied der Bush-Familie († 2021)
- 06. Mai: Volkmar Mair, österreichischer Verleger († 2025)
- 06. Mai: Willie Mays, US-amerikanischer Baseballspieler († 2024)
- 07. Mai: Teresa Brewer, US-amerikanische Popsängerin († 2007)
- 07. Mai: Ingvar Wixell, schwedischer Opernsänger († 2011)
- 07. Mai: Gene Wolfe, US-amerikanischer Science-Fiction-Autor († 2019)
- 08. Mai: Walter Rudolf, deutscher Rechtswissenschaftler und Datenschutzbeauftragter des Landes Rheinland-Pfalz († 2020)
- 08. Mai: Charles Wilson, kanadischer Komponist, Chorleiter und Musikpädagoge († 2019)
- 09. Mai: Knut Andersen, norwegischer Filmregisseur, Drehbuchautor, Schauspieler und Filmeditor († 2019)
- 09. Mai: Erik Dammann, norwegischer Gesellschaftskritiker und Autor († 2025)
- 10. Mai: Ettore Scola, italienischer Regisseur und Drehbuchautor († 2016)
- 10. Mai: Yūzō Toyama, japanischer Komponist und Dirigent († 2023)
- 11. Mai: Jean-François Aubert, schweizerischer Staatsrechtler und Politiker
- 11. Mai: Jean C. Roché, französischer Ornithologe und Bioakustiker († 2025)
- 13. Mai: George Firestone, US-amerikanischer Unternehmer und Politiker († 2012)
- 13. Mai: Jim Jones, US-amerikanischer Sektenführer († 1978)
- 13. Mai: Jiří Petr, tschechischer Agrarwissenschaftler († 2014)
- 13. Mai: Gisela Steineckert, deutsche Schriftstellerin
- 13. Mai: Werner Stiegler, deutscher Endurosportler
- 14. Mai: Alvin Lucier, US-amerikanischer Komponist und Klangkünstler († 2021)
- 15. Mai: Joseph A. Califano, US-amerikanischer Politiker
- 15. Mai: Georg Grammer, deutscher Unternehmer († 2005)
- 15. Mai: Frits Korthals Altes, niederländischer Politiker († 2025)
- 15. Mai: Claus Roxin, deutscher Rechtswissenschaftler († 2025)
- 16. Mai: Donald Martino, US-amerikanischer Komponist († 2005)
- 16. Mai: Wolfango Montanari, italienischer Leichtathlet († 2021)
- 16. Mai: Thomas Ungar, österreichischer Dirigent und Musikpädagoge
- 16. Mai: Lowell P. Weicker, US-amerikanischer Politiker († 2023)
- 17. Mai: Emil Bildstein, deutscher Wasserballspieler († 2021)
- 17. Mai: Yves Dreyfus, französischer Degenfechter († 2021)
- 17. Mai: Jackie McLean, US-amerikanischer Jazz-Altsaxophonist († 2006)
- 17. Mai: Jerry Norton, US-amerikanischer American-Football-Spieler († 2020)
- 18. Mai: Claude Bobrowski, französischer Automobilrennfahrer († 2011)
- 18. Mai: Don Martin, Cartoonist des MAD-Magazins († 2000)
- 18. Mai: Robert Morse, US-amerikanischer Filmschauspieler († 2022)
- 19. Mai: Bob Anderson, britischer Motorrad- und Automobilrennfahrer († 1967)
- 19. Mai: William Docker Browning, US-amerikanischer Jurist († 2008)
- 19. Mai: Alfred Schmidt, deutscher Philosoph und Soziologe († 2012)
- 19. Mai: Tom Toelle, deutscher Regisseur († 2006)
- 21. Mai: Lorenz Specht, deutscher Motorradsportler († 2016)
- 23. Mai: William Rex Austin, neuseeländischer Politiker († 2022)
- 23. Mai: Barbara Barrie, US-amerikanische Schauspielerin und Autorin
- 24. Mai: Michael Lonsdale, französischer Schauspieler († 2020)
- 26. Mai: Willibald Hilf, Intendant des Südwestfunks (SWF) († 2004)
- 27. Mai: Jerry Holan, US-amerikanischer Schwimmer († 2022)
- 27. Mai: Věroslav Neumann, tschechischer Komponist und Musikpädagoge († 2006)
- 27. Mai: Hans Rudolf Zöbeley, deutscher Komponist, Chordirigent und Kirchenmusiker († 2007)
- 28. Mai: Carroll Baker, US-amerikanische Schauspielerin
- 28. Mai: Sonny Burgess, US-amerikanischer Rockabilly-Musiker († 2017)
- 28. Mai: Friedrich Gabler, österreichischer Hornist († 2016)
- 28. Mai: Eric Von Schmidt, US-amerikanischer Maler, Illustrator, Folk-, Bluessänger und Singer-Songwriter († 2007)
- 28. Mai: Gordon Willis, US-amerikanischer Kameramann († 2014)
- 29. Mai: Egon Ditt, deutscher Schachspieler und -funktionär. († 2005)
- 30. Mai: Gerasimos Arsenis, griechischer Politiker († 2016)
- 30. Mai: Audrey Flack, US-amerikanische Malerin und Bildhauerin († 2024)
- 30. Mai: Harald Winkel, deutscher Wirtschaftswissenschaftler, Historiker und Verleger († 2005)
- 31. Mai: Zvi Hecker, israelischer Architekt († 2023)
- 31. Mai: John Robert Schrieffer, US-amerikanischer Physiker († 2019)

### Juni
- 01. Juni: Jamil Ahmad, pakistanischer Schriftsteller († 2014)
- 03. Juni: Françoise Arnoul, französische Schauspielerin († 2021)
- 03. Juni: Raúl Castro, Revolutionär und kubanischer Politiker Raúl Castro, 2012

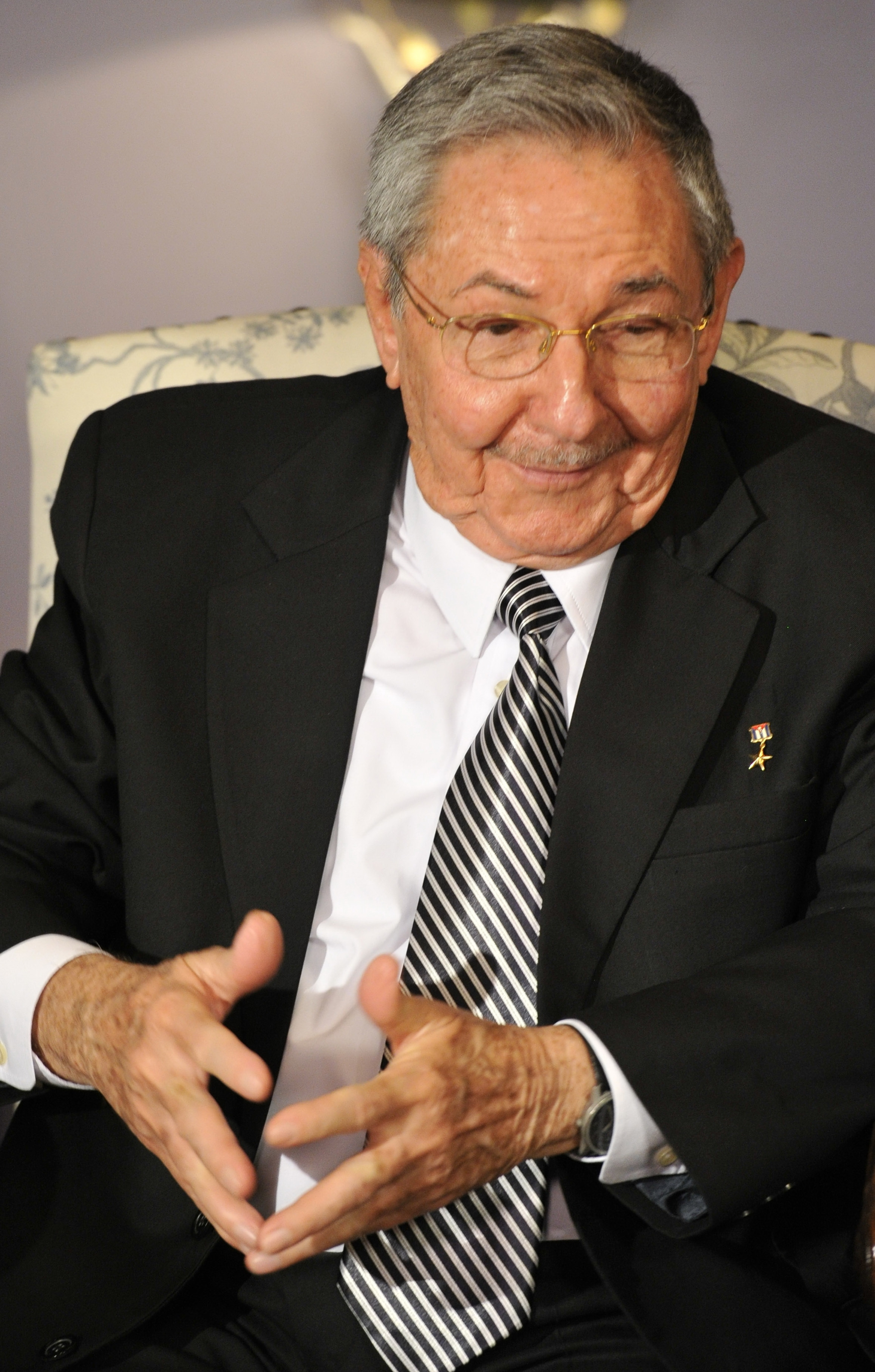
Raúl Castro, 2012

- 03. Juni: Josef Hattig, deutscher Politiker († 2020)
- 03. Juni: John Norman, US-amerikanischer Fantasy- und Science-Fiction-Schriftsteller
- 03. Juni: Lindy Remigino, US-amerikanischer Leichtathlet († 2018)
- 04. Juni: D. M. Jayaratne, sri-lankischer Politiker († 2019)
- 04. Juni: Martti Lehtevä, finnischer Boxer († 2022)
- 04. Juni: Erasmus Schöfer, deutscher Schriftsteller († 2022)
- 04. Juni: Jan Zábrana, tschechischer Schriftsteller, Dichter und Übersetzer († 1984)
- 05. Juni: Zygmunt Apostoł, polnischer Film-, Fernseh- und Theaterschauspieler († 2018)
- 05. Juni: Jacques Demy, französischer Filmregisseur († 1990)
- 07. Juni: Okot p’Bitek, ugandischer Dichter, Lehrer und Ethnologe († 1982)
- 07. Juni: Mike Pratt, britischer Komponist, Musiker und Schauspieler († 1976)
- 07. Juni: Salim Ghazal, libanesischer Kurienbischof († 2011)
- 07. Juni: Dorothy Stang, brasilianische Nonne, Bürgerrechtlerin, Umweltaktivistin († 2005)
- 08. Juni: Barbara Adolph, deutsche Schauspielerin und Synchronsprecherin
- 08. Juni: James Goldstone, US-amerikanischer Filmregisseur, Filmproduzent und Drehbuchautor († 1999)
- 08. Juni: Dana Wynter, britische Schauspielerin († 2011)
- 09. Juni: Edwin Kratschmer, deutscher Schriftsteller und Kunstwissenschaftler
- 09. Juni: Joe Santos, US-amerikanischer Schauspieler († 2016)
- 10. Juni: Dan Constantinescu, rumänischer Komponist († 1993)
- 10. Juni: João Gilberto, brasilianischer Gitarrist, Sänger und Komponist († 2019)
- 10. Juni: Johann Friedrich Henschel, Vizepräsident des Bundesverfassungsgerichts († 2007)
- 10. Juni: Kornélia Ihász, ungarische Eisschnellläuferin und Radsportlerin († 2022)
- 11. Juni: Werner Arnold, deutscher Gewichtheber
- 12. Juni: Mac Ahlberg, schwedischer Kameramann, Filmregisseur und Drehbuchautor († 2012)
- 13. Juni: Georges Arvanitas, französischer Jazz-Pianist und Hammond-Orgel-Spieler († 2005)
- 13. Juni: Ingeborg Krabbe, deutsche Schauspielerin und Kabarettistin († 2017)
- 13. Juni: Věra Suková, tschechoslowakische Tennisspielerin († 1982)
- 13. Juni: Irvin D. Yalom, US-amerikanischer Psychiater und Schriftsteller
- 14. Juni: Marla Gibbs, US-amerikanische Schauspielerin
- 14. Juni: Sieghardt Rupp, deutschsprachiger Schauspieler († 2015)
- 14. Juni: Jr. Walker, US-amerikanischer Tenorsaxophonist († 1995)
- 14. Juni: Klaus Zernack, deutscher Historiker († 2017)
- 15. Juni: Ingrid van Bergen, deutsche Schauspielerin Ingrid van Bergen, 2010

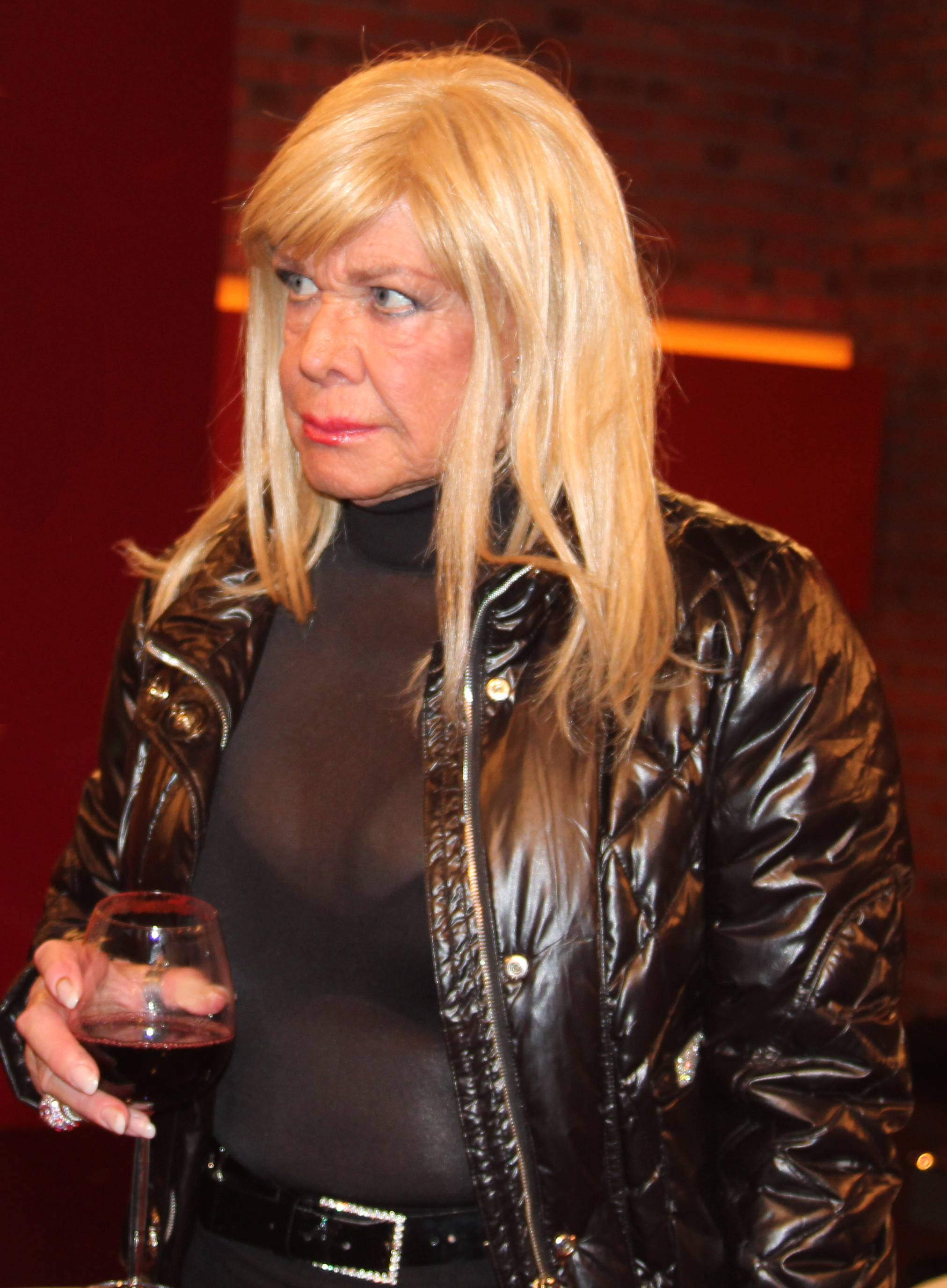
Ingrid van Bergen, 2010

- 16. Juni: István Eörsi, ungarischer Lyriker, Dramatiker, Prosaautor und Essayist († 2005)
- 16. Juni: Francesca Schinzinger, deutsche Historikerin († 1995)
- 16. Juni: John Shelby Spong, US-amerikanischer Bischof († 2021)
- 17. Juni: Edward Frederick Anderson, US-amerikanischer Botaniker († 2001)
- 17. Juni: Alex Carmel, israelischer Historiker († 2002)
- 17. Juni: Lloyd Koch, simbabwischer Hockey- und Cricketspieler († 2013)
- 18. Juni: Fernando Henrique Cardoso, brasilianischer Soziologe und Politiker Fernando Henrique Cardoso

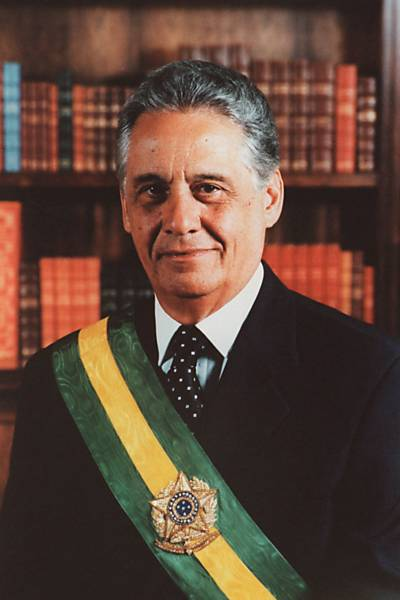
Fernando Henrique Cardoso

- 18. Juni: Hans Maier, deutscher Politikwissenschaftler und Politiker
- 18. Juni: Klaus Wunderlich, deutscher Musiker († 1997)
- 19. Juni: Martin Aßmann, deutscher Bauingenieur und Unternehmer († 2018)
- 20. Juni: Olympia Dukakis, US-amerikanische Schauspielerin († 2021)
- 20. Juni: William Joseph Foley, australischer römisch-katholischer Erzbischof († 1991)
- 20. Juni: Urszula Kozioł, polnische Dichterin († 2025)
- 21. Juni: Leopold Gressenbauer, österreichischer Politiker († 1988)
- 21. Juni: David Kushnir, israelischer Leichtathlet und Fußballspieler († 2020)
- 21. Juni: Enzo Maiorca, italienischer Apnoetaucher († 2016)
- 21. Juni: Erik Neutsch, deutscher Schriftsteller († 2013)
- 21. Juni: Erich Schutt, deutscher Fotograf und Bildjournalist († 2023)
- 22. Juni: Umbi Arlati, schweizerischer Jazztrompeter und Musikpädagoge († 2015)
- 22. Juni: Vera Marzot, italienische Kostümbildnerin († 2012)
- 22. Juni: Teruyuki Okazaki, japanischer Karateka, Träger des 10. Dan († 2020)
- 23. Juni: Urs Jaeggi, Schweizer Soziologe, Schriftsteller, Maler und Bildhauer († 2021)
- 23. Juni: Kazuo Okamatsu, japanischer Schriftsteller und Philologe († 2012)
- 23. Juni: Ola Ullsten, schwedischer Politiker und Diplomat, Premierminister († 2018)
- 23. Juni: Johannes Edmund Vecchi, argentinischer Generaloberer des Ordens Salesianer Don Bosco († 2002)
- 24. Juni: Habib Bacha, jordanischer Erzbischof von Beirut und Jbeil († 1999)
- 24. Juni: Tita Carloni, Schweizer Architekt († 2012)
- 24. Juni: Billy Casper, US-amerikanischer Golfspieler († 2015)
- 24. Juni: Rudolf Müller, Altbischof von Görlitz († 2012)
- 24. Juni: Herbert Pforr, deutscher Bergingenieur und Museumsleiter († 2025)
- 25. Juni: Glenmor, französisch-bretonischer Liedermacher († 1996)
- 25. Juni: Vishwanath Pratap Singh, indischer Premierminister († 2008)
- 25. Juni: Miroslav Košler, tschechischer Chorleiter und Musikpädagoge († 2016)
- 25. Juni: Erwin Stahl, deutscher Politiker († 2019)
- 26. Juni: Edmond Roudnitska, französischer Leichtathlet († 2023)
- 26. Juni: Colin Wilson, britischer Schriftsteller († 2013)
- 27. Juni: Charles Bronfman, kanadischer Unternehmer und Philanthrop
- 27. Juni: Icko Iben, US-amerikanischer Astronom († 2025)
- 27. Juni: Ryszard Kwiatkowski, polnischer Komponist († 1993)
- 27. Juni: Martinus J. G. Veltman, niederländischer Physiker und Nobelpreisträger († 2021)
- 28. Juni: Jürg Federspiel, Schweizer Schriftsteller († 2007)
- 28. Juni: Ivan Nagel, deutscher Theaterwissenschaftler und -intendant († 2012)
- 28. Juni: Hasso Zorn, deutscher Schauspieler und Synchronsprecher († 2016)
- 30. Juni: Harry Blanchard, US-amerikanischer Automobilrennfahrer († 1960)
- 30. Juni: Hyman Bress, kanadischer Geiger und Komponist († 1995)
- 30. Juni: Hans Gruijters, niederländischer Politiker († 2005)
- 30. Juni: Andrew Hill, US-amerikanischer Jazz-Pianist († 2007)
- 30. Juni: Allan Jay, britischer Fechter († 2023)
- 30. Juni: Brian Muir, australischer Automobilrennfahrer († 1983)

### Juli
- 01. Juli: Lonnie Barron, US-amerikanischer Country- und Rockabilly-Musiker († 1957)
- 01. Juli: Leslie Caron, französische Tänzerin und Schauspielerin
- 01. Juli: Bruno Epple, deutscher Maler und Dichter († 2023)
- 01. Juli: Manfred Haak, deutscher Geograph und Pädagoge († 2025)
- 01. Juli: Adolf Kabatek, deutscher Manager und Comic-Autor († 1997)
- 01. Juli: Seyni Kountché, Präsident von Niger († 1987)
- 02. Juli: Robert Ito, kanadischer Filmschauspieler
- 02. Juli: Oddur Pétursson, isländischer Skilangläufer († 2018)
- 03. Juli: Klaus Schröter, deutscher Literaturwissenschaftler und Literaturhistoriker († 2017)
- 04. Juli: Jean-Baptiste Rossi, französischer Journalist, Drehbuchautor und Schriftsteller († 2003)
- 05. Juli: Nicole Darrigrand, französische Wasserspringerin († 2021)
- 05. Juli: Reimar Lenz, deutscher Autor, Publizist († 2014)
- 06. Juli: Horst Albach, deutscher Ökonom († 2021)
- 06. Juli: Donal Donnelly, englisch-irischer Schauspieler († 2010)
- 06. Juli: Robert Dunham, US-amerikanischer Schauspieler († 2001)
- 06. Juli: Murad Wilfried Hofmann, deutscher Jurist und Diplomat († 2020)
- 06. Juli: Antonella Lualdi, italienische Filmschauspielerin († 2023)
- 06. Juli: Joyce Mekeel, US-amerikanische Komponistin, Cembalistin und Musikpädagogin († 1997)
- 06. Juli: Emily Nasrallah, libanesische Schriftstellerin († 2018)
- 06. Juli: Della Reese, US-amerikanische Jazz- und Blues-Sängerin und Filmschauspielerin († 2017)
- 07. Juli: David Eddings, US-amerikanischer Fantasy-Autor († 2009)
- 08. Juli: Jürgen Böttcher, deutscher Maler und Dokumentarfilmregisseur
- 10. Juli: Nick Adams, US-amerikanischer Filmschauspieler († 1968)
- 10. Juli: Phil Coleman, US-amerikanischer Leichtathlet († 2021)
- 10. Juli: Julian May, US-amerikanische Schriftstellerin († 2017)
- 10. Juli: Alice Munro, kanadische Schriftstellerin und Nobelpreisträgerin († 2024)
- 11. Juli: Kurt Batt, deutscher Literaturwissenschaftler, Kritiker und Lektor († 1975)
- 11. Juli: John N. Dalton, US-amerikanischer Politiker († 1986)
- 11. Juli: Tab Hunter, US-amerikanischer Filmschauspieler und Popsänger († 2018)
- 11. Juli: Hans Klein, deutscher Politiker († 1996)
- 14. Juli: Guido Citterio, italienischer Eisschnellläufer († 2025)
- 15. Juli: Clive Cussler, US-amerikanischer Schriftsteller († 2020)
- 16. Juli: Werner König, deutscher Musikwissenschaftler und Komponist († 2018)
- 16. Juli: Hans Manz, Schweizer Autor von Kinderbüchern († 2016)
- 17. Juli: Caroline Graham, britische Krimischriftstellerin
- 17. Juli: Evelyn Hartnick-Geismeier, deutsche Bildhauerin († 2017)
- 17. Juli: Walter Odersky, Präsident des Bundesgerichtshofs
- 19. Juli: Heinz Assmann, deutscher Politiker
- 20. Juli: Phillip Coles, australischer Kanute, Rettungsschwimmer und Sportfunktionär († 2023)
- 20. Juli: Karl Grünheid, Minister für Maschinenbau der DDR († 2004)
- 20. Juli: Tony Marsh, britischer Automobilrennfahrer († 2009)
- 20. Juli: Horst Prinzbach, deutscher Chemiker († 2012)
- 21. Juli: José Carlos da Fonseca, brasilianischer Jurist und Politiker († 2007)
- 21. Juli: Giuseppe Malandrino, italienischer Bischof († 2025)
- 22. Juli: Elisabeth Decker, deutsche Malerin
- 22. Juli: Gordon Krunnfusz, US-amerikanischer Komponist und Musikpädagoge († 2011)
- 23. Juli: Arata Isozaki, japanischer Architekt († 2022)
- 23. Juli: Jan Troell, schwedischer Filmregisseur
- 24. Juli: Sverre Holm, norwegischer Schauspieler († 2005)
- 24. Juli: Ermanno Olmi, italienischer Regisseur († 2018)
- 25. Juli: Peter Armbruster, deutscher Physiker († 2024)
- 25. Juli: Alfred Bellebaum, deutscher Soziologe und Glücksforscher († 2021)
- 25. Juli: Ray Genet, US-amerikanischer Bergsteiger († 1979)
- 25. Juli: Dainius Trinkūnas, litauischer Pianist und Politiker († 1996)
- 26. Juli: Tony Curiel, dominikanischer Opernbariton († 2009)
- 26. Juli: Edward Zacca, jamaikanischer Generalgouverneur († 2019)
- 27. Juli: Walentina Beresuzkaja, sowjetische bzw. russische Schauspielerin († 2019)

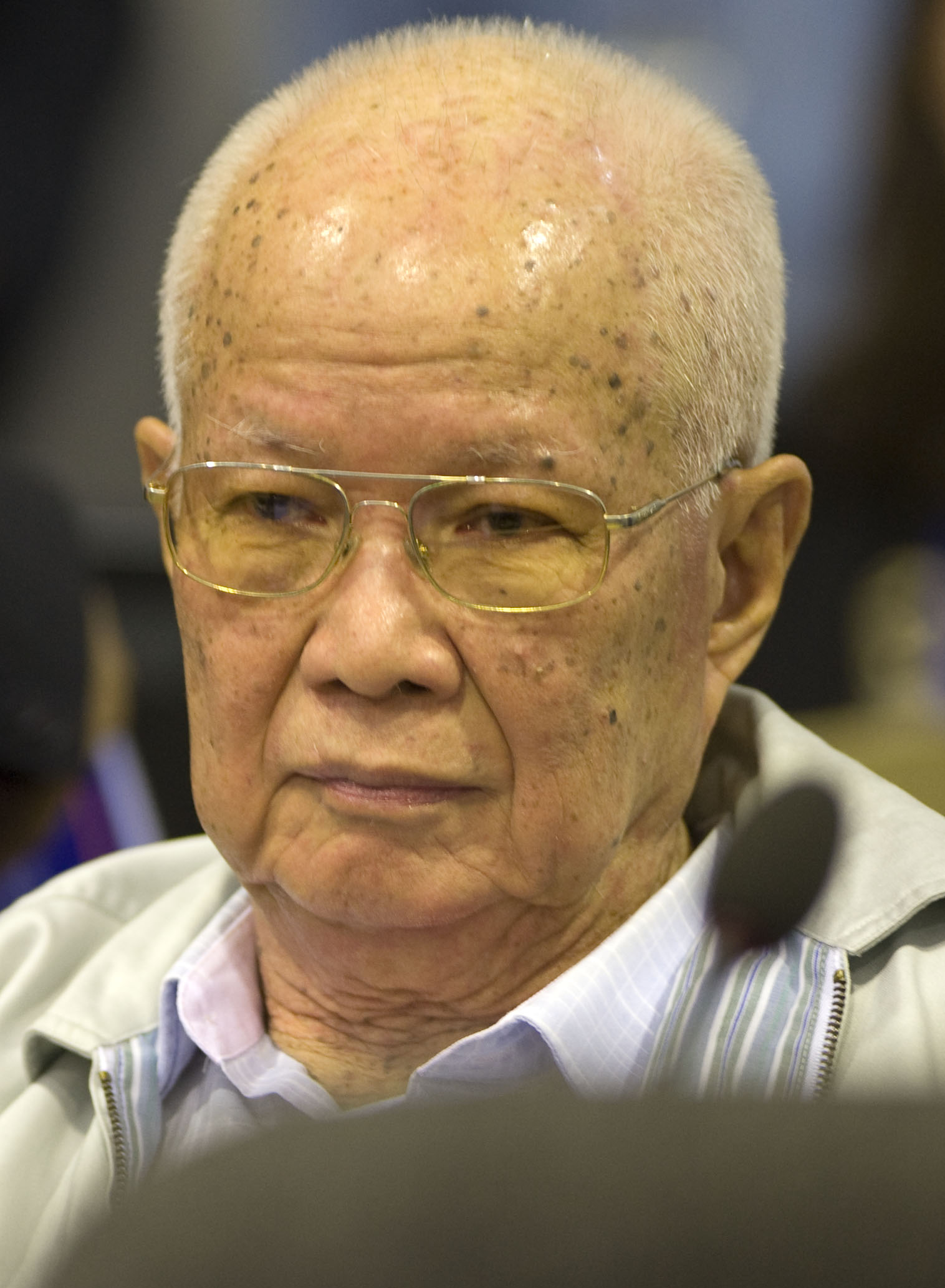
Khieu Samphan (* 1931)

- 27. Juli: Khieu Samphan, kambodschanischer Politiker
- 27. Juli: Jerry Van Dyke, US-amerikanischer Filmschauspieler († 2018)
- 28. Juli: Karl-Friedrich Haas, deutscher Leichtathlet († 2021)
- 29. Juli: Harold Sanford Kant, US-amerikanischer Showgeschäftsanwalt († 2008)
- 29. Juli: Joachim Leitert, deutscher Motorradrennfahrer († 2004)
- 29. Juli: Otti Pfeiffer, deutsche Lyrikerin sowie Kinder- und Jugendbuchautorin († 2001)
- 30. Juli: Moshe Atzmon, israelischer Dirigent
- 30. Juli: Ursula Donath, deutsche Leichtathletin
- 30. Juli: Dominique Lapierre, französischer Schriftsteller († 2022)
- 31. Juli: Nick Bollettieri, US-amerikanischer Tennistrainer († 2022)
- 31. Juli: Karl Heinrich Friauf, deutscher Staatsrechtler († 2016)
- 31. Juli: Ivan Rebroff, deutscher Sänger († 2008) Ivan Rebroff (2006)

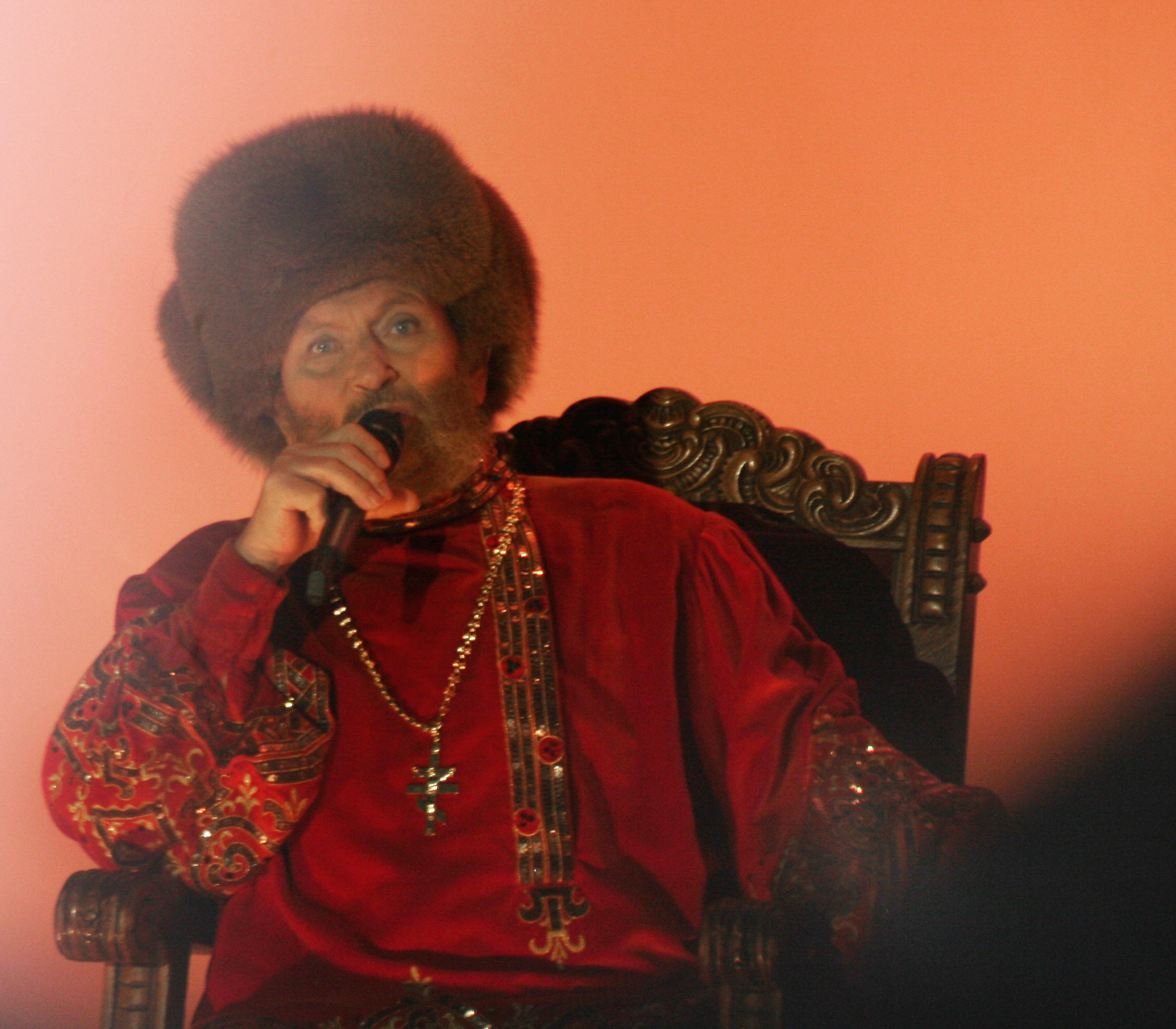
Ivan Rebroff (2006)

### August
- 01. August: Hal Connolly, US-amerikanischer Hammerwerfer und Olympiasieger († 2010)
- 01. August: Dino da Costa, brasilianischer Fußballspieler und -trainer († 2020)
- 01. August: Cornelis van der Gijp, niederländischer Fußballspieler († 2022)
- 01. August: Pat Heywood, britische Schauspielerin († 2024)
- 01. August: John Stratton, kanadischer Sänger, Musikhistoriker und -produzent († 2001)
- 02. August: Ruth Maria Kubitschek, deutsch-schweizerische Schauspielerin, Synchronsprecherin und Autorin († 2024) Ruth Maria Kubitschek, 2011

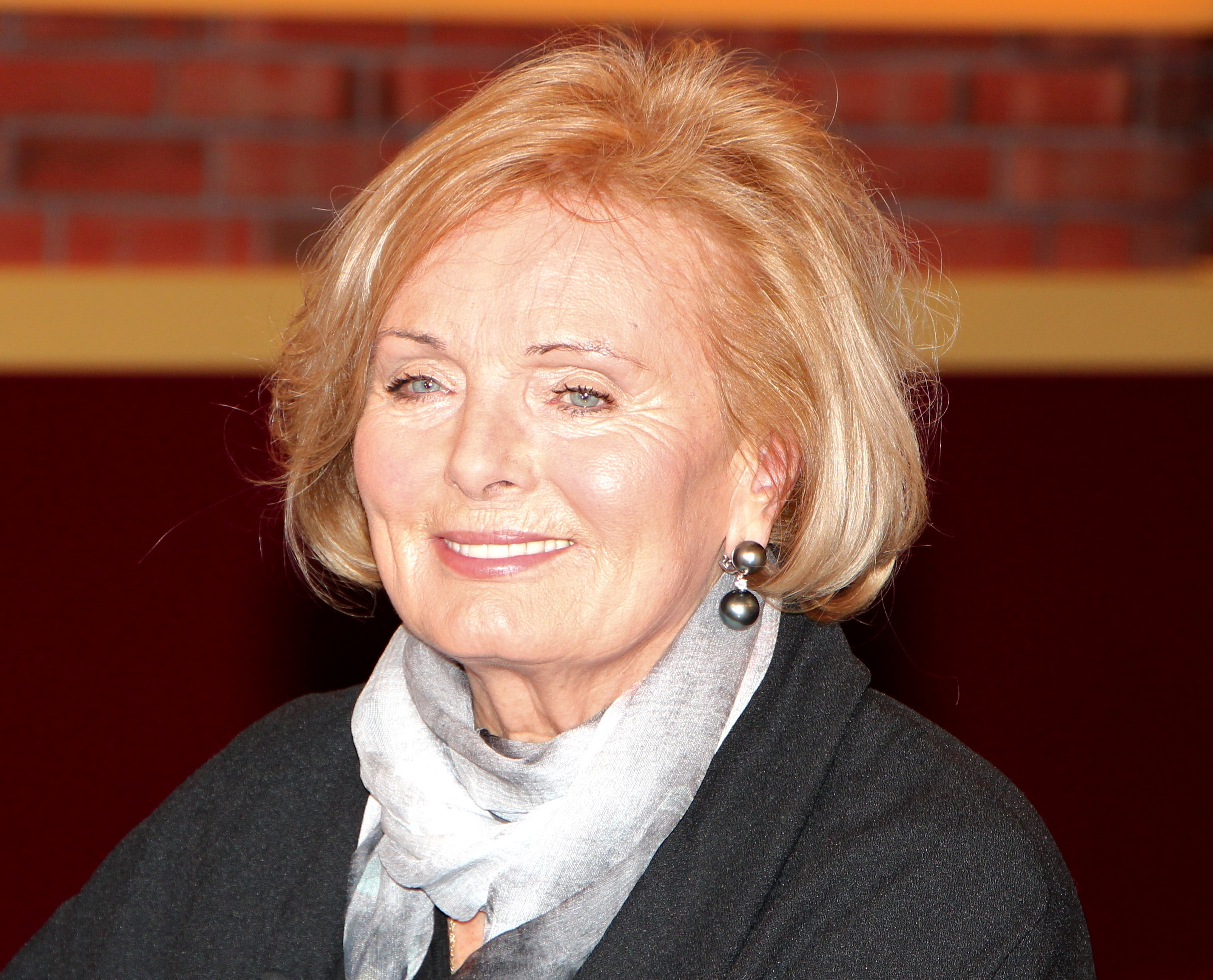
Ruth Maria Kubitschek, 2011

- 02. August: Philippa Schuyler, US-amerikanische Pianistin, Journalistin und Autorin († 1967)
- 04. August: Paul Avrich, US-amerikanischer Historiker († 2006)
- 04. August: Viktor Lukas, deutscher Organist und Hochschullehrer
- 05. August: León Genuth, argentinischer Ringer († 2022)
- 05. August: Janusz Majewski, polnischer Filmregisseur, Dramaturg und Drehbuchautor († 2024)
- 06. August: Karl-Fritz Daiber, deutscher Theologe und Religionssoziologe († 2025)
- 07. August: Nils R. Århammar, schwedischer Sprachwissenschaftler († 2022)
- 07. August: F. R. C. Clarke, kanadischer Organist, Chorleiter, Komponist und Musikpädagoge († 2009)
- 07. August: Gottfried Kiesow, deutscher Denkmalpfleger und Vorsitzender der Deutschen Stiftung Denkmalschutz († 2011)
- 08. August: Peter Fitz, deutscher Schauspieler († 2013)
- 08. August: Armando González, spanischer Steuermann im Rudern († 2022)
- 08. August: Roger Penrose, britischer Mathematiker und theoretischer Physiker
- 09. August: Robert Merkulow, sowjetischer Eisschnellläufer († 2022)
- 09. August: Paul Schmidt, deutscher Mittelstreckenläufer
- 09. August: Sarah Whitmore, britische Dressurreiterin († 2021)
- 09. August: Mário Zagallo, brasilianischer Fußballspieler und -trainer († 2024)
- 10. August: Tom Laughlin, US-amerikanischer Filmschauspieler († 2013)
- 10. August: Jaswant Singh, indischer Hockeyspieler († 2022)
- 11. August: Peter Ala Adjetey, ghanaischer Jurist, Hochschullehrer und Politiker († 2008)
- 11. August: Daniele Amati, italienischer theoretischer Teilchenphysiker
- 11. August: Helmut Kuhn, deutscher Politiker († 2025)
- 12. August: Ernst Fivian, Schweizer Turner († 2021)
- 12. August: William Goldman, US-amerikanischer Drehbuchautor und Schriftsteller († 2018)
- 12. August: Ingeborg Wurster, deutsche Journalistin und Fernsehmoderatorin († 1999)
- 15. August: Richard F. Heck, US-amerikanischer Chemiker († 2015)
- 15. August: Pentti Karvonen, finnischer Hindernisläufer († 2022)
- 16. August: Alessandro Mendini, italienischer Designer und Architekt († 2019)
- 16. August: Kakuichi Mimura, japanischer Fußballspieler († 2022)
- 17. August: Topsy Küppers, österreichische Schauspielerin († 2025)
- 17. August: Luisín Landáez, venezolanisch-chilenischer Sänger († 2008)
- 17. August: Jacques Neirynck, Schweizer Elektrotechniker, Politiker, Verbraucherschützer und Autor († 2025)
- 18. August: Helmut Sieger, deutscher Seefahrer, Seesportler, Marineoffizier und promovierter Pädagoge († 2021)
- 18. August: Hans Tietmeyer, deutscher Volkswirt († 2016)
- 19. August: Aldo Eminente, französischer Schwimmer († 2021)
- 19. August: Ruth Hohmann, deutsche Jazzsängerin
- 19. August: Marianne Koch, deutsche Filmschauspielerin
- 20. August: Bernd Becher, deutscher Fotograf († 2007)
- 20. August: Don King, US-amerikanischer Box-Promoter
- 20. August: Louis Mermaz, französischer Politiker († 2024)
- 21. August: Barry Foster, britischer Schauspieler († 2002)
- 21. August: Dietrich Schuberth, Kirchenmusiker und evangelischer Theologe († 2022)
- 22. August: Stefan Andreae, deutscher Pastoraltheologe († 2011)
- 23. August: Hamilton Othanel Smith, US-amerikanischer Biochemiker
- 24. August: Friedhelm Dohmann, deutscher Politiker und MdB († 1970)
- 25. August: Cecil D. Andrus, US-amerikanischer Politiker († 2017)
- 25. August: Karl „Kolle“ Günnemann, deutscher Handballspieler († 2015)
- 25. August: Regis Philbin, US-amerikanischer TV-Moderator († 2020)
- 27. August: Chinmoy, spiritueller Lehrer († 2007) Sri Chinmoy

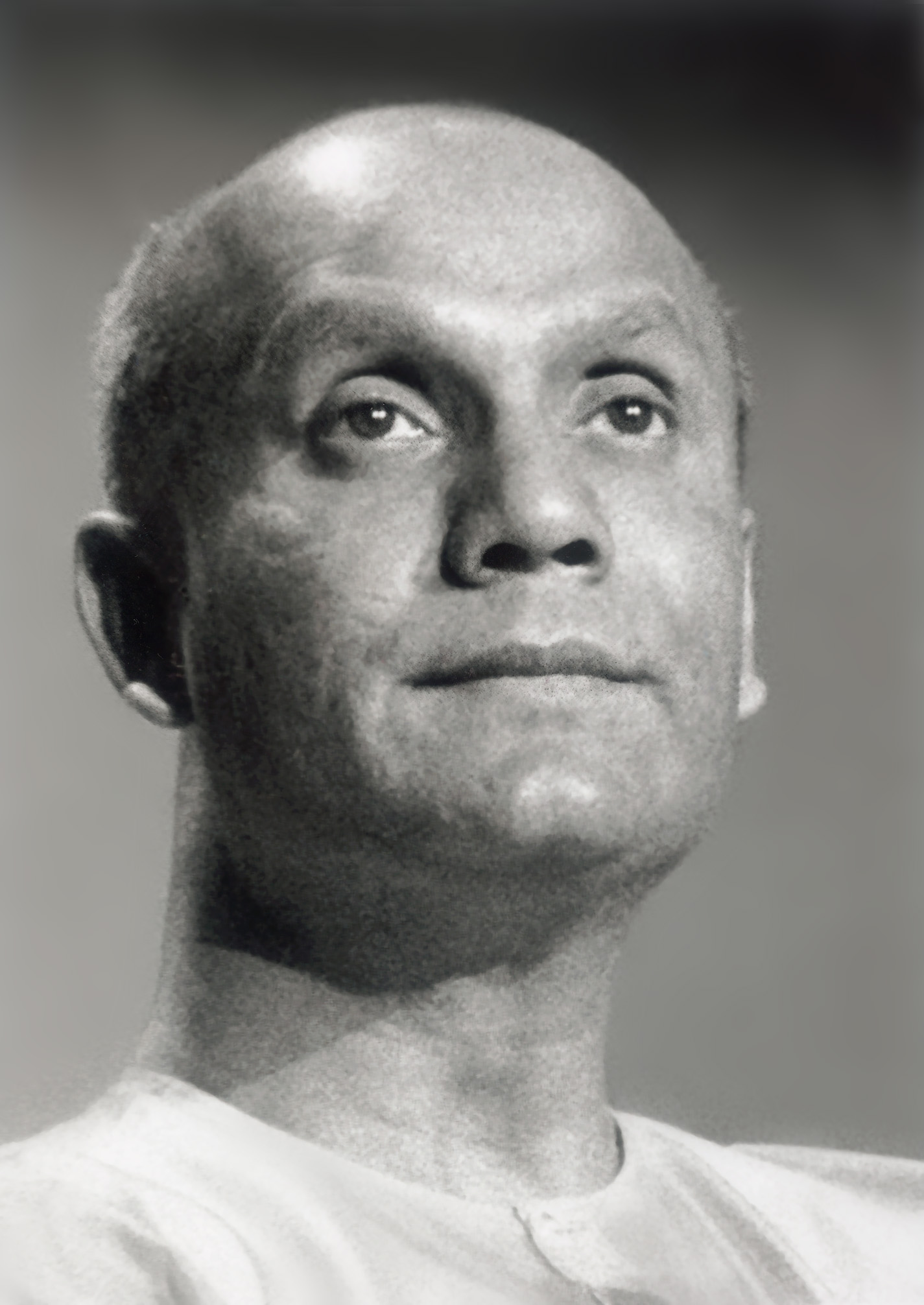
Sri Chinmoy

- 28. August: Henri Boulad, ägyptischer Jesuit, Mystiker und Buchautor († 2023)
- 28. August: Josef Dreier, deutscher Politiker († 2023)
- 28. August: István Erdélyi, ungarischer Archäologe und Historiker († 2020)
- 30. August: Ifor James, britischer Hornist († 2004)
- 30. August: Ermano Maggini, Schweizer Musikpädagoge und Komponist († 1991)
- 30. August: John Leonard Swigert, US-amerikanischer Astronaut († 1982)
- 31. August: Jean Béliveau, kanadischer Eishockeyspieler († 2014)
- 31. August: Kazumi Takahashi, japanischer Schriftsteller und Sinologe († 1971)

### September
- 01. September: Michael O. Rabin, israelischer Informatiker
- 01. September: Javier Solís, mexikanischer Sänger († 1966)
- 01. September: Martin Stade, deutscher Schriftsteller († 2018)
- 02. September: Clifford Jordan, US-amerikanischer Jazz-Saxophonist († 1993)
- 02. September: Alan K. Simpson, US-amerikanischer Politiker († 2025)
- 03. September: Samir Amin, ägyptischer Ökonom und Kritiker des Neokolonialismus († 2018)
- 03. September: John Hotchkis, US-amerikanischer Automobilrennfahrer († 2017)
- 03. September: Fritz J. Raddatz, deutscher Feuilletonist und Schriftsteller († 2015) Fritz J. Raddatz, 2003

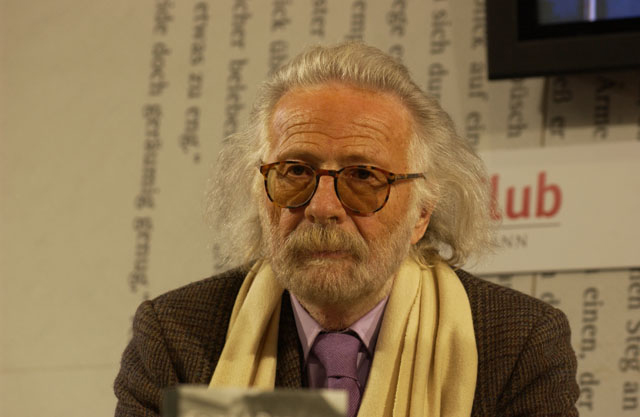
Fritz J. Raddatz, 2003

- 04. September: Mitzi Gaynor, US-amerikanische Schauspielerin († 2024)
- 04. September: Rupert Hollaus, österreichischer Motorradrennfahrer († 1954)
- 04. September: Anthony de Mello, indischer Jesuitenpriester († 1987)
- 05. September: Syed Muhammad Naquib al-Attas, malayischer Philosoph und Denker
- 05. September: Bärbl Bergmann, deutsche Filmregisseurin († 2003)
- 05. September: Virgil Gonsalves, US-amerikanischer Jazz-Saxophonist († 2008)
- 06. September: Sander M. Levin, US-amerikanischer Politiker
- 07. September: Irshad Panjatan, indischer Schauspieler und Pantomime
- 09. September: Edwin Bhend, Schweizer Schachmeister († 2025)
- 09. September: Waldemar Świerzy, polnischer Grafiker und Grafikdesigner († 2013)
- 10. September: Philip Baker Hall, US-amerikanischer Filmschauspieler († 2022)
- 10. September: Franco Manzecchi, italienischer Jazz-Schlagzeuger († 1979)
- 11. September: Hans-Ulrich Wehler, deutscher Historiker († 2014)
- 12. September: Ian Holm, britischer Schauspieler († 2020)
- 12. September: George Jones, US-amerikanischer Country-Musiker († 2013)
- 13. September: Lucio Amelio, italienischer Kunsthändler und Galerist († 1994)
- 13. September: Barbara Bain, US-amerikanische Schauspielerin
- 13. September: Marjorie Jackson, australische Leichtathletin und Gouverneurin des australischen Bundesstaates South Australia
- 13. September: Kurt Schirra, deutscher Boxer († 1983)
- 14. September: Pavel Blatný, tschechischer Komponist († 2021)
- 14. September: Ivan Klíma, tschechischer Schriftsteller
- 14. September: Rudi Strahl, deutscher Dramatiker, Erzähler und Lyriker († 2001)
- 16. September: Jan Johansson, schwedischer Jazzmusiker und Komponist († 1968)
- 16. September: Günther Kleiber, Mitglied des Politbüros des ZK der SED und Minister in der DDR († 2013)
- 16. September: Werner Lueg, deutscher Leichtathlet († 2014)
- 17. September: Hanns Adrian, deutscher Architekt und Stadtplaner († 2003)
- 17. September: Anne Bancroft, US-amerikanische Schauspielerin († 2005) Anne Bancroft

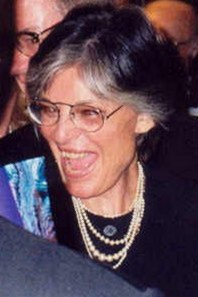
Anne Bancroft

- 17. September: Marcel Bonin, kanadischer Eishockeyspieler († 2025)
- 17. September: Eddie Burks, US-amerikanischer Bluesmusiker († 2005)
- 17. September: Jacinto Gimbernard, dominikanischer Geiger und Schriftsteller († 2017)
- 17. September: Ayako Sono, japanische Schriftstellerin († 2025)
- 18. September: Julio Grondona, Präsident des argentinischen Fußballverbandes († 2014)
- 18. September: Hans Sievers, deutscher Schauspieler und Synchronsprecher († 2012)
- 19. September: Wolfgang Altenburger, deutscher Comicautor und Redakteur († 2008)
- 19. September: Brook Benton, US-amerikanischer Soul-Sänger und Songschreiber († 1988)
- 19. September: Jean-Claude Carrière, französischer Drehbuchautor und Schriftsteller († 2021)
- 19. September: Derek Gardner, britischer Automobildesigner († 2011)
- 20. September: Haya Harareet, israelische Film- und Theaterschauspielerin († 2021)
- 20. September: Malachy McCourt, US-amerikanischer Schauspieler und Autor († 2024)
- 21. September: Larry Hagman, US-amerikanischer Schauspieler († 2012) Larry Hagman

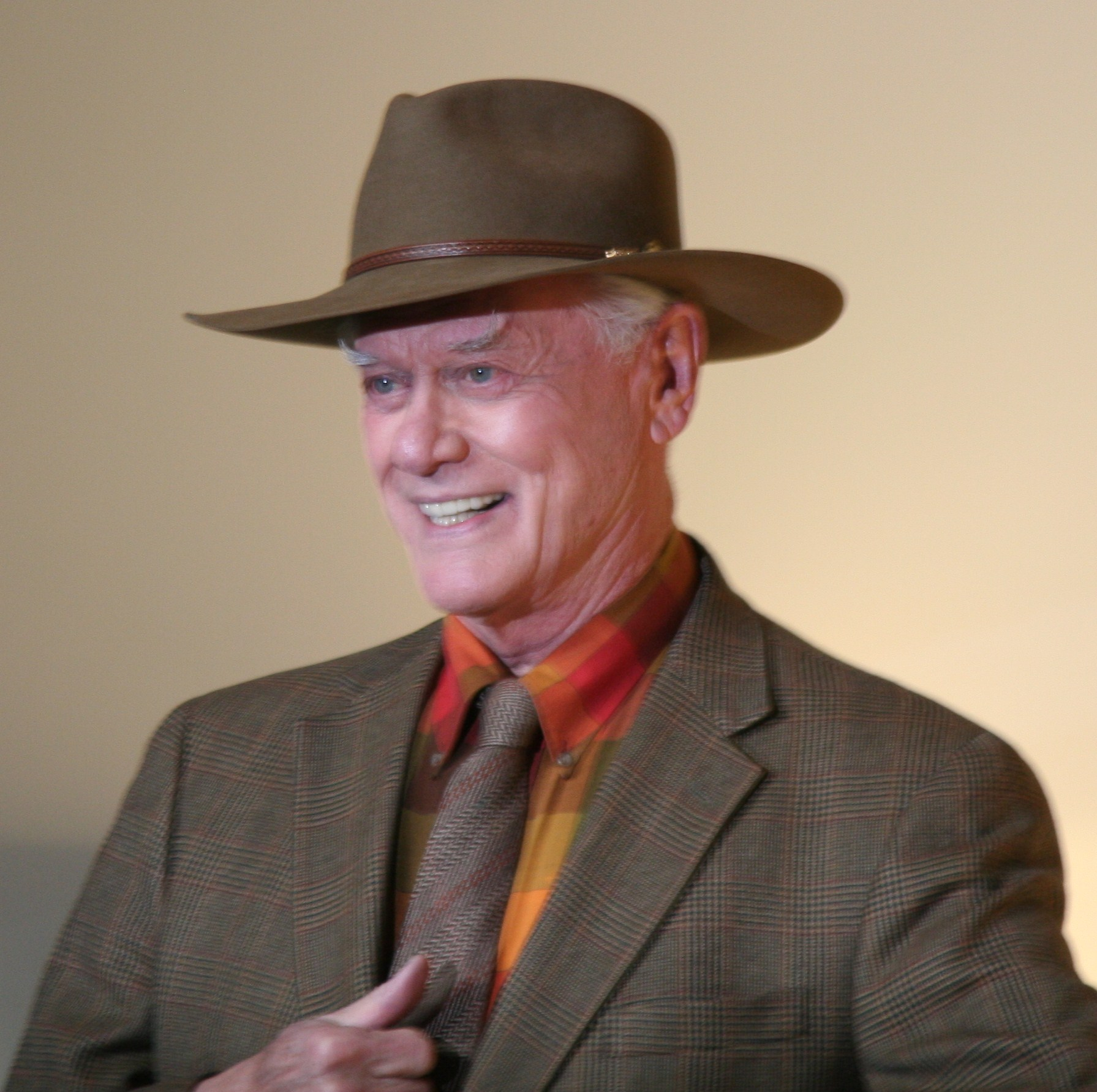
Larry Hagman

- 21. September: Ivan Toplak, jugoslawischer Fußballspieler und -trainer († 2021)
- 22. September: Johnny Bernero, US-amerikanischer Schlagzeuger († 2001)
- 22. September: Ernst Degner, deutscher Motorradrennfahrer und -weltmeister († 1983)
- 22. September: Isidore Mankofsky, US-amerikanischer Kameramann († 2021)
- 22. September: Nello Santi, italienischer Dirigent († 2020)
- 22. September: Fay Weldon, britische Autorin und Feministin († 2023)
- 23. September: Ignatius Kutu Acheampong, Staatschef von Ghana († 1979)
- 23. September: Alwin Brück, deutscher Politiker († 2020)
- 23. September: Max Vollkommer, deutscher Jurist († 2025)
- 24. September: John Michael Geoffrey Manningham „Tom“ Adams, barbadischer Politiker († 1985)
- 24. September: Gilberto Aceves Navarro, mexikanischer Maler († 2019)
- 24. September: Joseph Kallas, libanesischer Erzbischof
- 24. September: Haidi Streletz, deutsche Politikerin († 2010)
- 25. September: Manouchehr Atashi, persischer Dichter und Übersetzer († 2005)
- 27. September: Norbert Szyperski, deutscher Wirtschaftswissenschaftler († 2016)
- 27. September: Freddy Quinn, deutschsprachiger Schlagersänger Freddy Quinn, 1971

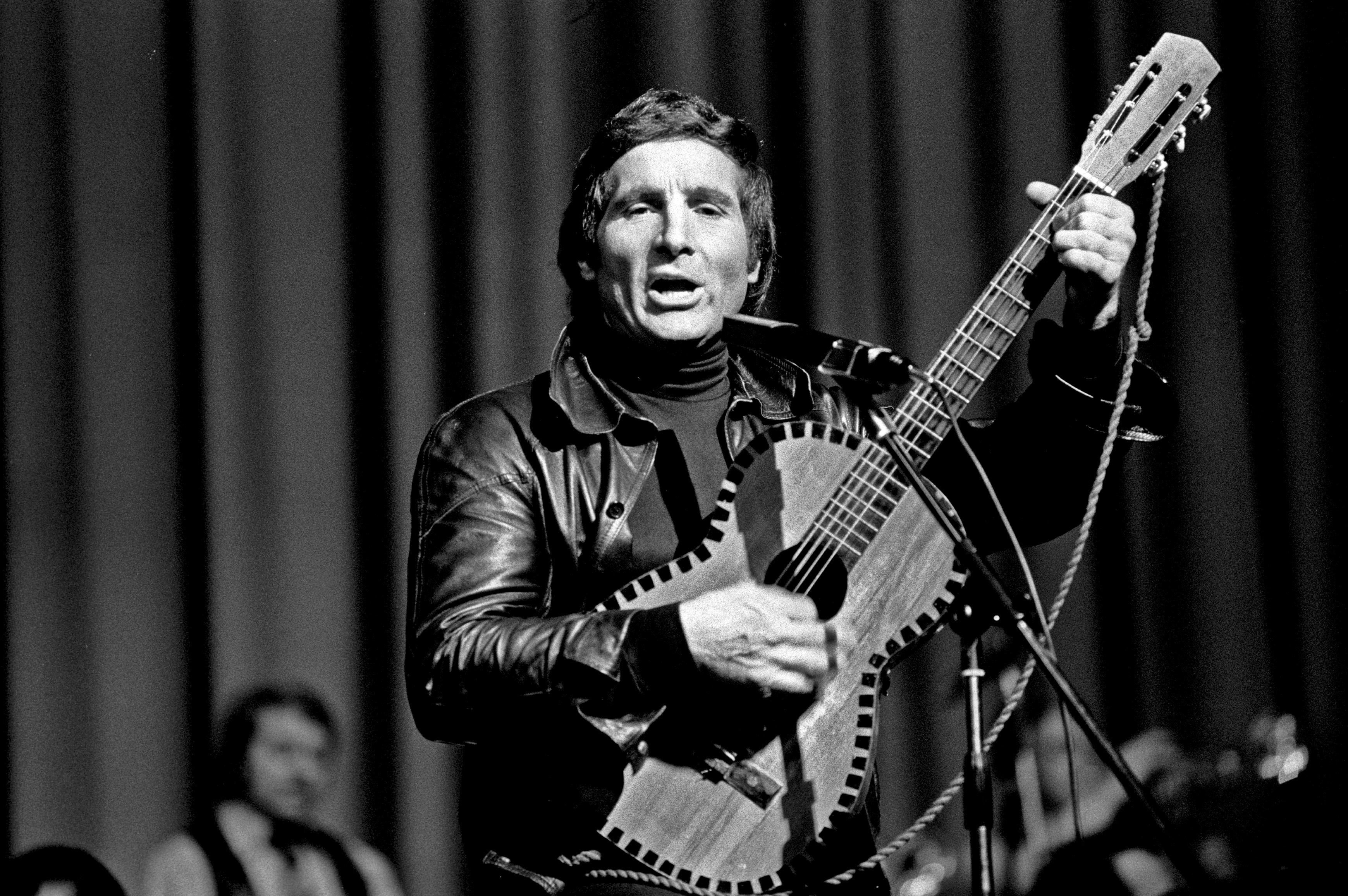
Freddy Quinn, 1971

- 27. September: Jan Corazolla, deutscher Dirigent und Cellist († 1998)
- 28. September: John Gilmore, US-amerikanischer Jazzmusiker († 1995)
- 29. September: Johanna Clas, deutsche Schauspilerin († 2009)
- 29. September: James Cronin, US-amerikanischer Physiker († 2016)
- 29. September: Anita Ekberg, schwedische Schauspielerin († 2015) Anita Ekberg, 2007

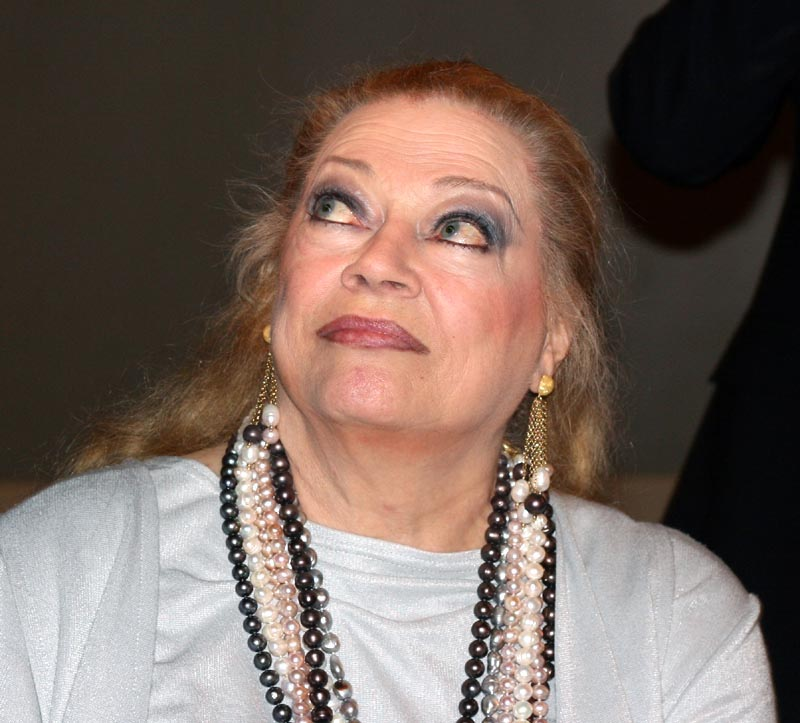
Anita Ekberg, 2007

- 29. September: Klaus Forster, deutscher Brigadegeneral († 2018)
- 29. September: Erhard Mahne, deutscher Politiker († 2023)
- 29. September: Huschmand Sabet, deutsch-persischer Unternehmer († 2016)
- 30. September: Angie Dickinson, US-amerikanische Schauspielerin
- 30. September: Eveline Gottzein, deutsche Ingenieurin († 2023)

### Oktober
- 01. Oktober: Sylvano Bussotti, italienischer Komponist († 2021)
- 01. Oktober: Ronald Lötzsch, deutscher Sprachwissenschaftler († 2018)
- 02. Oktober: Keith Campbell, australischer Motorradrennfahrer († 1958)
- 02. Oktober: Pierre Cogen, französischer Organist, Komponist und Musikpädagoge († 2025)
- 03. Oktober: Eugenio Corecco, römisch-katholischer Bischof im Bistum Lugano († 1995)
- 04. Oktober: Thane Baker, US-amerikanischer Leichtathlet und Olympiasieger
- 04. Oktober: Richard Rorty, US-amerikanischer Philosoph († 2007)
- 06. Oktober: Riccardo Giacconi, US-amerikanischer Astrophysiker († 2018)
- 06. Oktober: Lee Man-hee, südkoreanischer Regisseur († 1975)
- 06. Oktober: Wolfgang Müller, deutscher Dressurreiter († 2021)
- 07. Oktober: Cotton Fitzsimmons, US-amerikanischer Basketballspieler († 2004)
- 07. Oktober: Walter Kubiczeck, deutscher Komponist und Bandleader († 2009)
- 07. Oktober: Maria Schaumayer, österreichische Wirtschaftswissenschaftlerin und Politikerin († 2013)
- 07. Oktober: Gordon Terry, US-amerikanischer Country-Musiker († 2006)
- 07. Oktober: Desmond Tutu, südafrikanischer Bischof und Friedensnobelpreisträger († 2021) Desmond Tutu

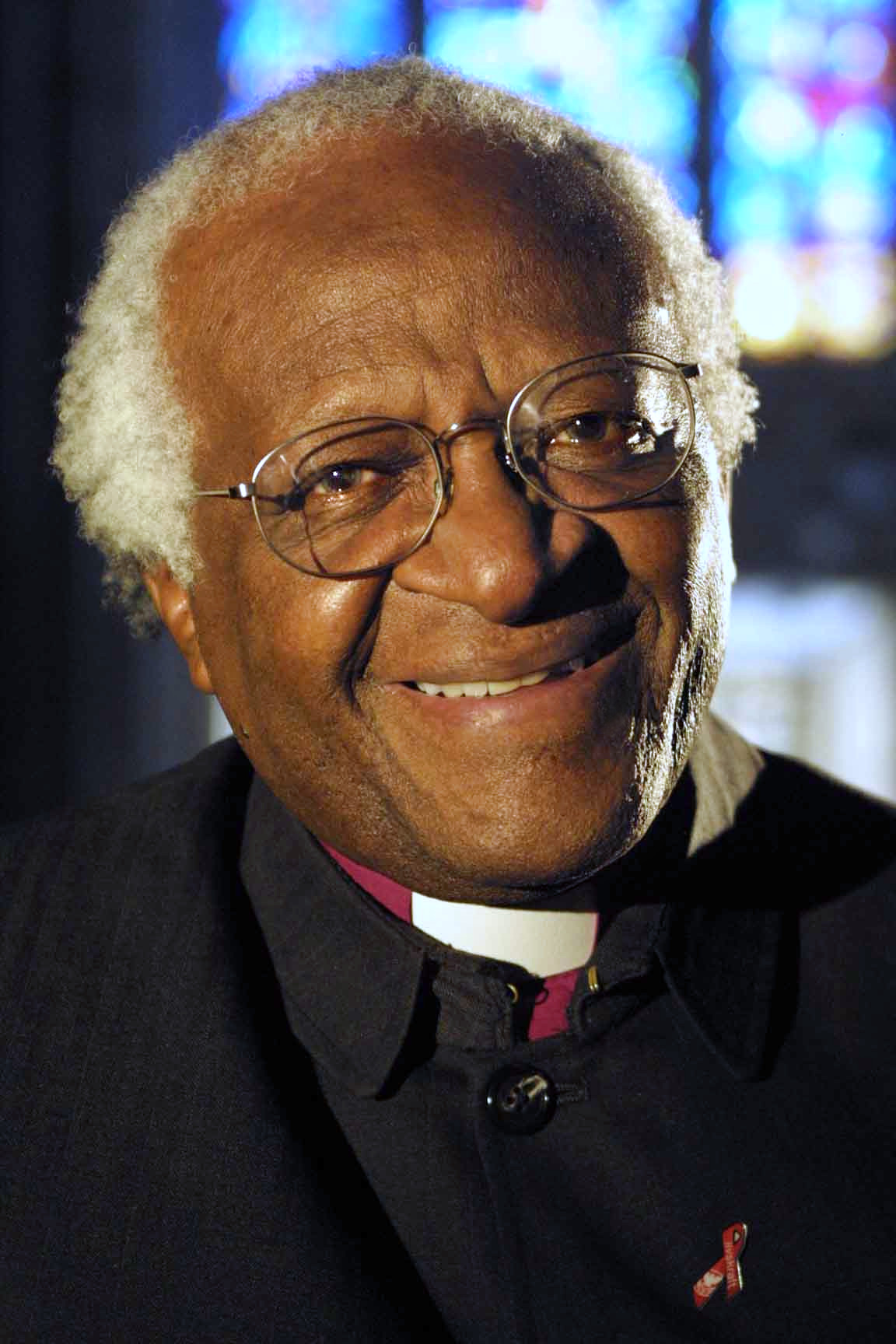
Desmond Tutu

- 08. Oktober: Bill Brown, schottischer Fußballspieler († 2004)
- 08. Oktober: Heinrich Steinmann, Schweizer Manager († 2025)
- 10. Oktober: Emmerich Schäffer, rumäniendeutscher Schauspieler († 1999)
- 12. Oktober: Ole-Johan Dahl, norwegischer Informatiker († 2002)
- 12. Oktober: Thomas Nicholls, britischer Boxer († 2021)
- 13. Oktober: Dritëro Agolli, albanischer Schriftsteller und Publizist († 2017)
- 13. Oktober: Raymond Kopa, französischer Fußballspieler († 2017)
- 13. Oktober: Franz Rudnick, deutscher Schauspieler († 2005)
- 14. Oktober: Heinz Fütterer, Leichtathlet und Sportler von „Phoenix Karlsruhe“ († 2019)
- 14. Oktober: Rafael Puyana Michelsen, kolumbianischer Cembalist († 2013)
- 15. Oktober: A. P. J. Abdul Kalam, indischer Politiker († 2015)
- 16. Oktober: Charles Colson, US-amerikanischer Berater von Richard Nixon († 2012)
- 16. Oktober: Salvador, brasilianischer Fußballspieler († 1973)
- 16. Oktober: Hans Friderichs, deutscher Politiker Hans Friderichs, 1975

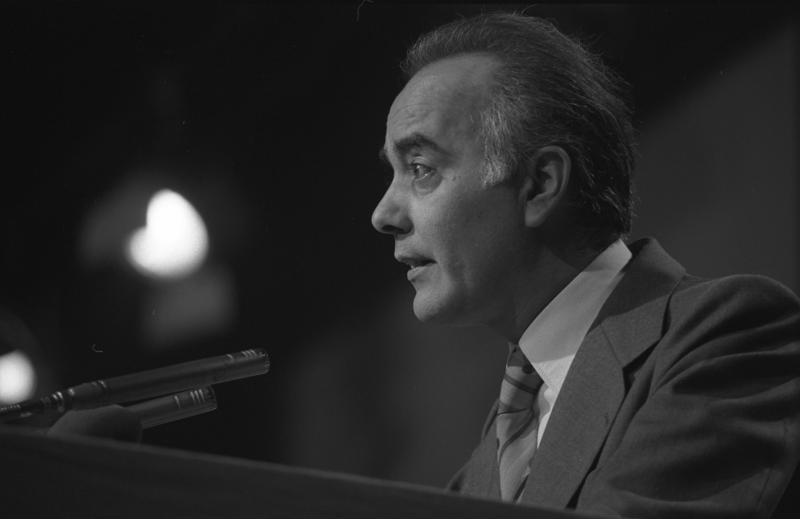
Hans Friderichs, 1975

- 17. Oktober: Ernst Hinterberger, österreichischer Schriftsteller († 2012)
- 17. Oktober: Anatoli Pristawkin, russischer Schriftsteller († 2008)
- 17. Oktober: Gina Ruck-Pauquèt, deutsche Schriftstellerin († 2018)
- 17. Oktober: Gerd Seifert, deutscher Hornist († 2019)
- 18. Oktober: Geoff Barrowcliffe, britischer Fußballspieler († 2009)
- 18. Oktober: John Warwick Montgomery, US-amerikanischer lutherischer Theologe, Rechtsanwalt und Autor († 2024)
- 18. Oktober: Olivia Saar, estnische Kinderbuchautorin († 2025)
- 19. Oktober: John le Carré, britischer Schriftsteller († 2020)
- 20. Oktober: Antti Hyry, finnischer Schriftsteller († 2016)
- 20. Oktober: Mickey Mantle, US-amerikanischer Baseballspieler († 1995)
- 20. Oktober: Pak Wanso, koreanische Autorin († 2011)
- 21. Oktober: William Bradley, britischer Automobilrennfahrer († 2000)
- 21. Oktober: Fritz Freyschlag, österreichischer Politiker und Lobbyist († 2004)
- 21. Oktober: Thomas C. Oden, US-amerikanischer evangelikaler Theologe († 2016)
- 23. Oktober: Jim Bunning, US-amerikanischer Baseballspieler und Politiker († 2017)
- 23. Oktober: William Patrick Clark, US-amerikanischer Politiker († 2013)
- 23. Oktober: Donald Hadfield, kanadischer Organist, Chorleiter und Kirchenmusiker († 2005)
- 24. Oktober: Sofia Gubaidulina, russische Komponistin († 2025)
- 25. Oktober: Annie Girardot, französische Schauspielerin († 2011)
- 25. Oktober: Klaus Hasselmann, deutscher Klimaforscher und Nobelpreisträger für Physik
- 26. Oktober: Hermann von Loewenich, Landesbischof der evangelisch-lutherischen Kirche in Bayern († 2008)
- 27. Oktober: Nawal El Saadawi, ägyptische Schriftstellerin und Kämpferin für die Menschenrechte († 2021)
- 28. Oktober: Jimmy Patton, US-amerikanischer Country- und Rockabilly-Musiker († 1989)
- 29. Oktober: Franco Interlenghi, italienischer Schauspieler und Filmproduzent († 2015)
- 30. Oktober: Ruth Klüger, US-amerikanische Literaturwissenschaftlerin und Schriftstellerin († 2020)
- 30. Oktober: Hedi Lang, Schweizer Politikerin († 2004)
- 30. Oktober: Thomas Smith, US-amerikanischer Sportschütze und Oberstleutnant († 2022)
- 31. Oktober: David Lumsdaine, australischer Komponist († 2024)
- 31. Oktober: Dan Rather, US-amerikanischer Journalist

### November
- 01. November: Dorothea Walda, deutsche Schauspielerin († 2016)
- 02. November: Paul E. Affeldt, US-amerikanischer Autor und Musikproduzent († 2004)
- 02. November: Phil Woods, US-amerikanischer Musiker († 2015)
- 03. November: Yasuo Irisawa, japanischer Dichter († 2018)
- 03. November: Herbert Kesel, deutscher Ruderer († 2011)
- 03. November: Andrew L. Lewis, US-amerikanischer Politiker († 2016)
- 03. November: Monica Vitti, italienische Schauspielerin († 2022)
- 04. November: Bernard Francis Law, Kardinal der römisch-katholischen Kirche († 2017)
- 04. November: Cliff Sander, australischer Fußballspieler († 2022)
- 05. November: Thomas R. Pickering, US-amerikanischer Diplomat und Wirtschaftsmanager
- 05. November: Charles Taylor, kanadischer Politikwissenschaftler und Philosoph
- 05. November: Ike Turner, US-amerikanischer Musiker und Produzent († 2007)
- 06. November: Peter Collins, britischer Automobilrennfahrer († 1958)
- 06. November: Mike Nichols, US-amerikanischer Regisseur, Drehbuchautor und Produzent († 2014)
- 07. November: Steinþór Jakobsson, isländischer Skirennläufer († 1996)
- 08. November: George Maciunas, US-amerikanischer Künstler († 1978)
- 08. November: Jim Redman, rhodesischer Motorradrennfahrer
- 08. November: Morley Safer, kanadischer Reporter († 2016)
- 08. November: Paolo Taviani, italienischer Filmregisseur († 2024)
- 09. November: Srđan Savić, jugoslawischer Leichtathlet († 2020)
- 10. November: Algimantas Čekuolis, litauischer Journalist († 2025)
- 10. November: Louise Martini, österreichische Schauspielerin († 2013)
- 10. November: Albrecht Milnik, deutscher Forstwissenschaftler († 2021)
- 11. November: Pete Stark, US-amerikanischer Politiker († 2020)
- 12. November: Norman Mineta, US-amerikanischer Politiker († 2022)
- 13. November: Raymond Gniewek, US-amerikanischer Geiger († 2021)
- 13. November: Robert Landsburg, US-amerikanischer Fotograf († 1980)
- 13. November: Sakti Mazumdar, indischer Boxer († 2021)
- 13. November: John Ross, kanadischer Leichtathlet († 2022)
- 14. November: Norman Freeman, US-amerikanischer Regattasegler († 2021)
- 15. November: Mwai Kibaki, kenianischer Politiker († 2022)
- 15. November: Pascal Lissouba, kongolesischer Politiker († 2020)
- 15. November: Valeria Moriconi, italienische Schauspielerin († 2005)
- 15. November: Jan Terlouw, niederländischer Politiker († 2025)
- 16. November: Bob Gibson, US-amerikanischer Folkmusiker († 1996)
- 16. November: Günter Hotz, Pionier der Informatik
- 16. November: Hubert Sumlin, US-amerikanischer Blues-Gitarrist († 2011)
- 17. November: Robert Bober, französischer Schriftsteller und Filmemacher
- 17. November: Pierre Nora, französischer Historiker und Verleger († 2025)
- 18. November: Wolfgang Wickler, deutscher Zoologe, Verhaltensforscher und Publizist († 2024)
- 20. November: Rudi Hirsch, deutscher Handballspieler († 2021)
- 21. November: Achim Becker, SED-Funktionär; Vorsitzender des Staatlichen Komitees für Rundfunk († 2021)
- 21. November: Stanley Kalms, britischer Unternehmer († 2025)
- 21. November: Malcolm Williamson, australischer Komponist († 2003)
- 22. November: Sergio Zardini, italienischer Bobfahrer († 1966)
- 24. November: Norbert Adam, österreichischer Sportfunktionär und Journalist († 2020)
- 24. November: Stan Jones, US-amerikanischer American-Football-Spieler und -Trainer († 2010)
- 24. November: Frits Louer, niederländischer Fußballspieler († 2021)
- 25. November: Nat Adderley, US-amerikanischer Jazz-Kornettist und -Trompeter († 2000)
- 25. November: Gerhard Baumgärtel, deutscher Politiker († 1997)
- 26. November: Adolfo Pérez Esquivel, argentinischer Bildhauer, Architekt und Bürgerrechtler
- 26. November: Adrianus Johannes Simonis, Erzbischof von Utrecht und Kardinal († 2020)
- 27. November: Fernando Lima Bello, portugiesischer Segler und Sportfunktionär († 2021)
- 27. November: Wolfgang Rauchfuß, deutscher Politiker († 2005)
- 28. November: Tomi Ungerer, französischer Zeichner, Grafiker, Illustrator und Autor († 2019)
- 30. November: Dick Hutcherson, US-amerikanischer Automobilrennfahrer († 2005)
- 30. November: David Schumacher, australischer Ringer († 2022)
- 30. November: Bill Walsh, US-amerikanischer American-Football-Trainer († 2007)

### Dezember
- 01. Dezember: Jean-Claude Abrioux, französischer Politiker († 2011)
- 01. Dezember: George Maxwell Richards, trinidadischer Politiker († 2018)
- 02. Dezember: Nigel Calder, britischer Wissenschaftsjournalist und Klimaskeptiker († 2014)
- 02. Dezember: Masaaki Hatsumi, Oberhaupt des Bujinkan
- 02. Dezember: Gertraud Heuß-Giehrl, deutsche Erziehungswissenschaftlerin († 2012)
- 02. Dezember: Edwin Meese, US-amerikanischer Politiker
- 03. Dezember: Franz Josef Degenhardt, deutscher Liedermacher, Schriftsteller und Rechtsanwalt († 2011)
- 03. Dezember: Paulo Maluf, brasilianischer Politiker
- 06. Dezember: Mario Agnes, italienischer Historiker und Journalist († 2018)
- 06. Dezember: Kamal-Hanna Bathish, israelischer römisch-katholischer Bischof († 2025)
- 06. Dezember: Lonesome Drifter, US-amerikanischer Country- und Rockabilly-Musiker
- 06. Dezember: Volker Oppitz, deutscher Finanzmathematiker und Ökonom
- 07. Dezember: Eric Anderson, englischer Fußballspieler († 1990)
- 07. Dezember: Josef Göhlen, deutscher Kinderbuchautor
- 07. Dezember: Sergio Pedretti, italienischer Automobilrennfahrer
- 08. Dezember: Bob Arum, US-amerikanischer Boxpromoter
- 08. Dezember: Rudolf Komorous, kanadischer Komponist, Fagottist und Musikpädagoge
- 10. Dezember: Luis Santi, kubanischer Pianist, Sänger und Bandleader
- 10. Dezember: Makoto Shinohara, japanischer Komponist und Professor († 2024)
- 11. Dezember: Ronald Dworkin, US-amerikanischer Philosoph († 2013)
- 11. Dezember: Rajneesh Chandra Mohan, Gründer und Führer einer religiösen Bewegung († 1990)
- 11. Dezember: Rita Moreno, US-amerikanische Schauspielerin
- 13. Dezember: Giorgio Ardisson, italienischer Schauspieler († 2014)
- 13. Dezember: George Fortune, US-amerikanischer Opernsänger († 2019)
- 13. Dezember: William G. Cambridge, US-amerikanischer Jurist († 2004)
- 13. Dezember: Carl-Heinz Janson, Funktionär im Politbüro des ZK der SED in der DDR († 2015)
- 13. Dezember: Wolfgang Stockmeier, deutscher Komponist, Organist und Hochschullehrer († 2015)
- 15. Dezember: Klaus Rifbjerg, dänischer Schriftsteller († 2015)
- 15. Dezember: Peter Schmidhuber, deutscher Politiker († 2020)
- 15. Dezember: Dieter Seeler, deutscher Fußballspieler († 1979)
- 15. Dezember: Tanikawa Shuntarō, japanischer Schriftsteller und Lyriker († 2024)
- 16. Dezember: Lars Björn, schwedischer Eishockeyspieler († 2024)
- 16. Dezember: Kenneth Gilbert, kanadischer Cembalist († 2020)
- 16. Dezember: Shelby Singleton, US-amerikanischer Musikproduzent († 2009)
- 17. Dezember: John R. Arthur, US-amerikanischer Chemiker und Materialwissenschaftler
- 17. Dezember: Constantin Heereman von Zuydtwyck, deutscher Politiker († 2017)
- 17. Dezember: Frankie Miller, US-amerikanischer Country-Musiker
- 18. Dezember: Allen Klein, US-amerikanischer Geschäftsmann († 2009)
- 18. Dezember: Gunnel Lindblom, schwedische Schauspielerin und Regisseurin († 2021)
- 18. Dezember: Helmut Steinberger, Vizepräsident des Schiedsgerichtshofs der OSZE († 2014)
- 19. Dezember: Christine Laszar, deutsche Schauspielerin († 2021)
- 20. Dezember: Ike Skelton, US-amerikanischer Politiker († 2013)
- 21. Dezember: Julia Gschnitzer, österreichische Schauspielerin († 2023)
- 21. Dezember: Redha Malek, algerischer Politiker und Premierminister († 2017)
- 22. Dezember: Gisela Birkemeyer, deutsche Leichtathletin († 2024)
- 23. Dezember: Adu Ababio II., nigerianischer Häuptling († 2007)
- 23. Dezember: Maria Tipo, italienische Pianistin († 2025)
- 24. Dezember: Walter Abish, US-amerikanischer Schriftsteller († 2022)
- 24. Dezember: Ray Bryant, US-amerikanischer Jazzpianist († 2011)
- 24. Dezember: Christian Enzensberger, deutscher Schriftsteller († 2009)
- 24. Dezember: Mauricio Kagel, argentinisch-deutscher Komponist, Dirigent, Librettist und Regisseur († 2008)
- 24. Dezember: Uwe Lüthje, deutsch-österreichischer Volkswirt († 2003)
- 24. Dezember: Russell Stannard, britischer Physiker und Autor († 2022)
- 25. Dezember: Konrad Löw, deutscher Jurist und Politologe
- 26. Dezember: Horst Richter, deutscher Ökonom († 2021)
- 26. Dezember: Roger Piantoni, französischer Fußballspieler († 2018)
- 27. Dezember: Josef Lapid, israelischer Politiker und Minister († 2008)
- 27. Dezember: Scotty Moore, US-amerikanischer Musiker und Gitarrist († 2016)
- 28. Dezember: Renato Capriles, venezolanischer Musiker und Orchesterleiter († 2014)
- 28. Dezember: Guy Debord, französischer Künstler und Philosoph († 1994)
- 29. Dezember: Albert Probst, deutscher Politiker († 2015)
- 30. Dezember: Skeeter Davis, US-amerikanische Sängerin († 2004)
- 31. Dezember: Kurt Muthspiel, österreichischer Chorerzieher und Komponist († 2001)
- 31. Dezember: Mildred Scheel, Gattin von Walter Scheel und Gründerin der deutschen Krebshilfe († 1985)
- 31. Dezember: Bob Shaw, britischer SF-Autor († 1996)

### Genaues Geburtsdatum unbekannt
- Abd ar-Rahman ibn Abd al-Aziz, saudischer Prinz († 2017)
- Muhammad Salim Abdullah, deutscher Journalist († 2016)
- Thomas Agro, US-amerikanischer Mobster († 1987)
- Antonio Amendola, italienischer Schauspieler, Filmproduzent und Filmregisseur
- İsmet Atlı, türkischer Ringer († 2014)
- Awalmir, afghanischer Sänger, Musiker und Komponist († 1982)
- Manfred Janke, deutscher Schriftsteller und Hörspielautor
- Karlheinz Knuth, deutscher Drehbuch-, Hörspiel- und Krimiautor, Fernseh- und Hörfunkregisseur († 2008)
- Vincenzo Rotolo, italienischer Neogräzist
- Motoharu Yoshizawa, japanischer Jazzbassist († 1998)

## Gestorben

### Januar/Februar
- 01. Januar: Hjalmar Bergman, schwedischer Schriftsteller (* 1883)

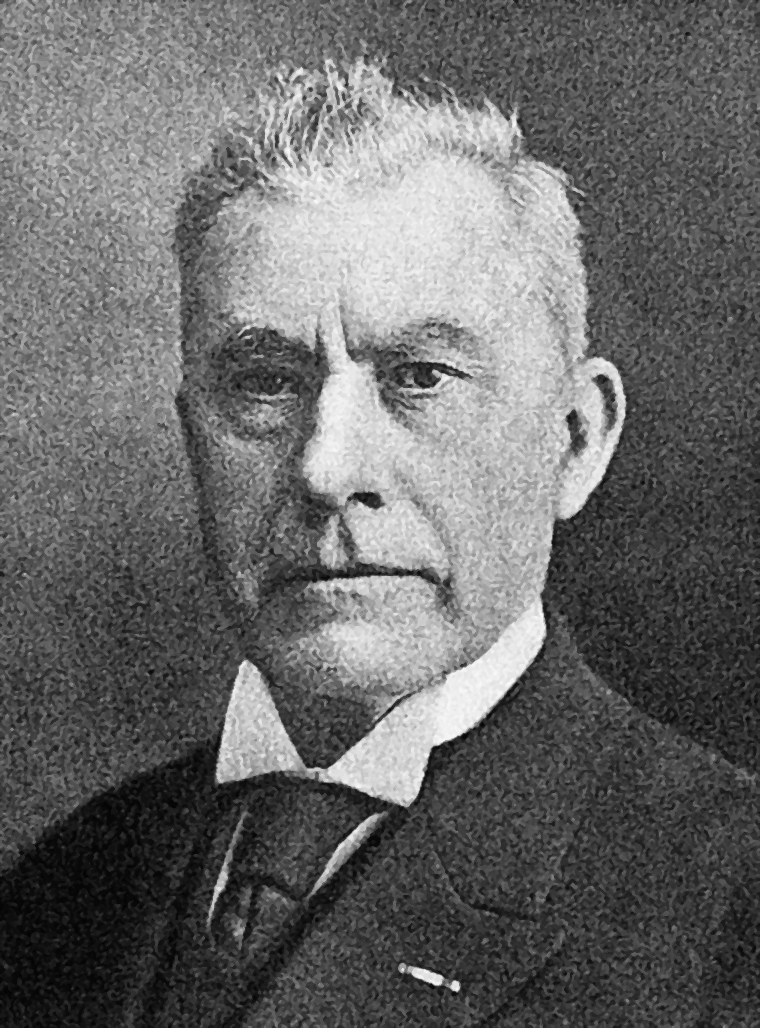
Martinus Willem Beijerinck

- 01. Januar: Martinus Willem Beijerinck, niederländischer Mikrobiologe (* 1851)
- 04. Januar: Art Acord, US-amerikanischer Schauspieler und Rodeo-Champion (* 1890)
- 03. Januar: Joseph Joffre, französischer General (* 1852)
- 09. Januar: Claude Anet, französischer Schriftsteller (* 1868)
- 11. Januar: Gertrud Arnold, deutsche Schauspielerin (* 1871)
- 13. Januar: Kálmán Kandó, ungarischer Ingenieur, Erfinder und Eisenbahnpionier (* 1869)
- 15. Januar: Leonhard Schrickel, deutscher Schriftsteller und Heimatforscher (* 1876)
- 20. Januar: Margrethe Munthe, norwegische Schriftstellerin (* 1860)
- 21. Januar: Felix Blumenfeld, russischer Komponist (* 1863)
- 23. Januar: Anna Pawlowa, russische Tänzerin (* 1881)
- 24. Januar: Eduard Pelissier, deutscher Gymnasiallehrer und Historiker (* 1850)
- 26. Januar: Edward I. Edwards, US-amerikanischer Politiker (* 1863)
- 28. Januar: Bernardo Soto Alfaro, Präsident von Costa Rica (* 1854)
- 29. Januar: Henri Berthelot, französischer General im Ersten Weltkrieg (* 1861)
- 04. Februar: Dominique Gauchet, französischer Admiral (* 1853)
- 08. Februar: Robert Zimmermann, Schweizer Jesuit, Hochschullehrer und Sprachwissenschaftler (* 1874)
- 09. Februar: Gustav Kemmann, deutscher Verkehrswissenschaftler (* 1858)
- 11. Februar: Dora Hohlfeld, deutsche Dichterin (* 1860)

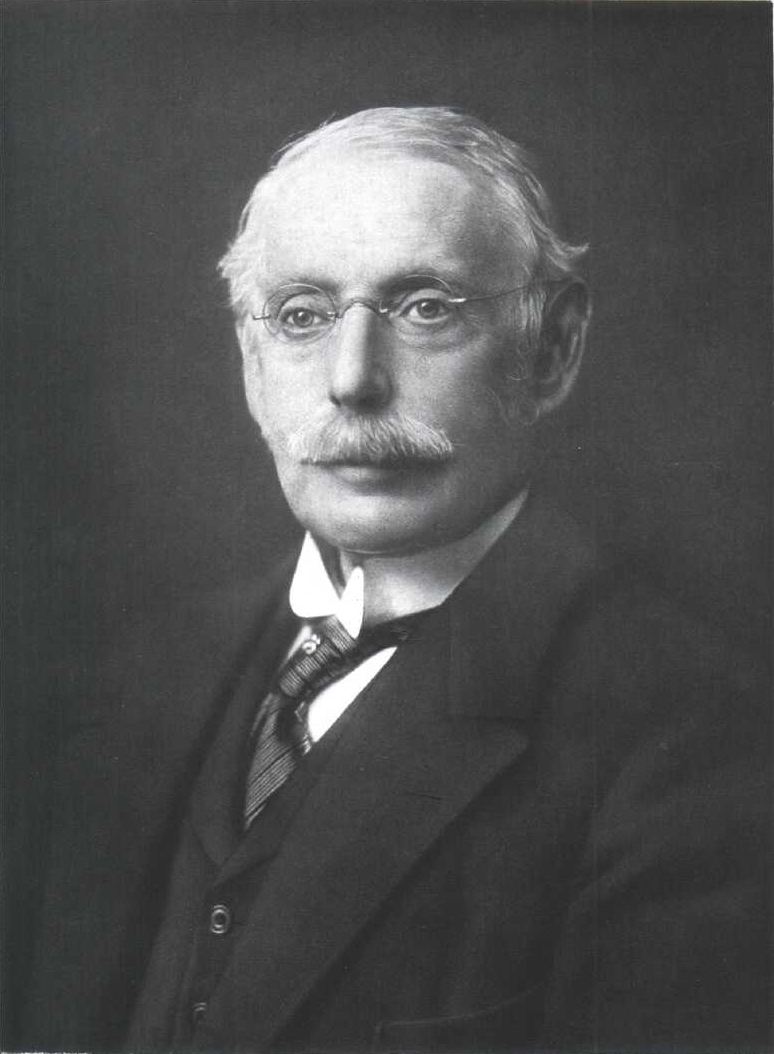
Charles Parsons

- 11. Februar: Charles Parsons, britischer Ingenieur (* 1854)
- 13. Februar: Adolf Arye Schwarz, österreichisch-ungarischer Rabbiner und Publizist (* 1846)
- 19. Februar: Marie Eugenie Delle Grazie, österreichische Schriftstellerin (* 1864)
- 23. Februar: Mario Ancona, italienischer Sänger und Musikpädagoge (* 1860)
- 23. Februar: Nellie Melba, australische Sopran-Sängerin (* 1861)
- 24. Februar: Friedrich August, oldenburgischer Großherzog (* 1852)
- 26. Februar: Otto Wallach, deutscher Chemiker (* 1847)

### März/April
- 02. März: Georg Schaumberg, deutscher Schriftsteller (* 1855)
- 03. März: Otto Reutter, deutscher Komiker (* 1870)
- 04. März: Heinrich Otto, deutscher Textilunternehmer und Numismatiker (* 1856)
- 07. März: Casimir von Arx, schweizerische Politiker (* 1852)
- 07. März: Sophie Kleinfeller-Pühn, deutsche Genremalerin (* 1864)
- 09. März: Charles Galloway, US-amerikanischer Komponist (* 1871)
- 11. März: Otto Hense, deutscher Altphilologe (* 1845)

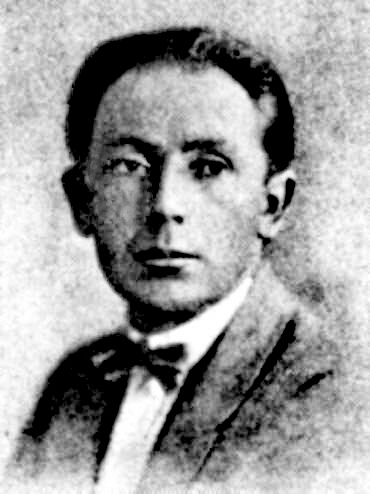
Friedrich Wilhelm Murnau

- 11. März: Friedrich Wilhelm Murnau, deutscher Regisseur (* 1888)
- 11. März: Paul Ziller, deutscher Architekt (* 1846)
- 12. März: Lillie P. Bliss, Mäzenatin und Mitbegründerin des Museum of Modern Art (* 1864)
- 16. März: James Benjamin Aswell, US-amerikanischer Politiker (* 1869)
- 19. März: Umberto Maddalena, italienischer Pilot (* 1894)
- 20. März: Hermann Müller, deutscher Politiker (SPD) (* 1876)
- 21. März: Ernesto Consolo, italienischer Pianist, Musikpädagoge und Komponist (* 1864)
- 23. März: Richard Reitzenstein, deutscher Altphilologe und Religionshistoriker (* 1861)
- 26. März: Otto Keller, schwäbischer Mundartdichter und Komponist (* 1875)
- 27. März: Arnold Bennett, britischer Schriftsteller (* 1867)
- 29. März: Theodor Odinga, Schweizer Unternehmer und Politiker (* 1866)
- 02. April: Fritz Greve, deutscher Maler und Kunstprofessor (* 1863)
- 04. April: George Whitefield Chadwick, US-amerikanischer Komponist (* 1854)
- 08. April: Erik Axel Karlfeldt, schwedischer Lyriker (* 1864)
- 09. April: Friedrich Ackermann, deutscher Politiker (* 1866)
- 09. April: Paul Vidal, französischer Komponist (* 1863)
- 10. April: Hans Anton Aschenborn, deutscher Tiermaler, Illustrator und Autor (* 1888)
- 10. April: Khalil Gibran, libanesischer Künstler und Dichter (* 1883)
- 11. April: Teresa Claramunt, spanische Feministin, Anarchistin und Syndikalistin (* 1862)
- 14. April: Richard Armstedt, deutscher Philologe, Historiker und Lehrer (* 1851)
- 15. April: Emilio Aceval, paraguayischer Politiker (* 1853)
- 16. April: John Foster Bass, US-amerikanischer Kriegsberichtserstatter (* 1866)
- 18. April: Wilhelm Schneidewind, deutscher Agrikulturchemiker (* 1860)
- 22. April: Franz Saran, deutscher Germanist (* 1866)
- 23. April: Jean Victor Augagneur, französischer Arzt und Politiker (* 1855)
- 26. April: Axel Holst, norwegischer Arzt (* 1860)
- 26. April: George Herbert Mead, Professor für Philosophie und Sozialpsychologie (* 1863)
- 28. April: Melanie Horsetzky von Hornthal, österreichische Bildhauerin (* 1852)
- 30. April: Adolf von Arnim, deutscher Sportfunktionär (* 1875)
- 00. April: Arnold Shultz, US-amerikanischer Blues- und Old-Time-Gitarrist (* 1886)

### Mai/Juni
- 03. Mai: Otto Winter-Hjelm, norwegischer Komponist, Dirigent, Organist, Musikkritiker und -pädagoge (* 1837)
- 04. Mai: Xenophon P. Wilfley, US-amerikanischer Politiker (* 1871)
- 05. Mai: Glen Kidston, britischer Automobilrennfahrer (* 1899)
- 05. Mai: Benoit Oppenheim, deutscher Bankier (* 1842)
- 06. Mai: Hermann Anschütz-Kaempfe, deutscher Wissenschaftler und Erfinder des Kreiselkompasses (* 1872)
- 06. Mai: Fiddlin’ Sam Long, US-amerikanischer Old-Time-Musiker (* 1876)
- 06. Mai: Horace Micheli, Schweizer Journalist und Politiker (* 1866)
- 06. Mai: Hans Georg Wilhelm von Schubert, deutscher evangelischer Theologe und Historiker (* 1859)
- 08. Mai: Hans Otto Löwenstein, österreichischer Filmregisseur und -produzent (* 1881)
- 09. Mai: Albert A. Michelson, US-amerikanischer Physiker (* 1852)

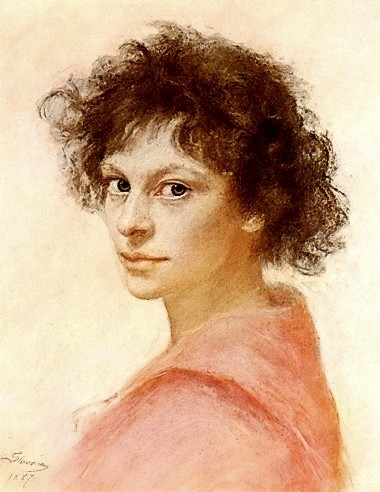
Selbstporträt Maria Slavonas, 1887

- 10. Mai: Maria Slavona, deutsche Malerin (* 1865)
- 11. Mai: Arno Zaspel, deutscher Motorradrennfahrer (* unbekannt)
- 12. Mai: Eugène Ysaÿe, belgischer Violinist und Komponist (* 1858)
- 14. Mai: Viktor Dyk, tschechischer Dichter, Prosaist, Dramatiker, Politiker und Rechtsanwalt (* 1877)
- 15. Mai: Thomas Ashby, britischer Klassischer Archäologe (* 1874)
- 16. Mai: Emiliano Figueroa Larraín, chilenischer Politiker (* 1866)
- 18. Mai: Remmer Janssen, evangelisch-lutherischer Pastor in Strackholt (* 1850)
- 22. Mai: Ofelia Nieto, spanische Sängerin (* 1898)
- 23. Mai: Luigi Arcangeli, italienischer Motorrad- und Automobilrennfahrer (* 1894)
- 25. Mai: Hans von Arnim, deutscher Altphilologe (* 1859)
- 26. Mai: Kate Marsden, britische Krankenschwester und Lepraforscherin (* 1859)
- 28. Mai: Jacques Normand, französischer Schriftsteller (* 1848)
- 29. Mai: Wilhelm Exner, Präsident des österreichischen Gewerbevereins (* 1840)
- 29. Mai: Felix Hollaender, deutscher Schriftsteller (* 1867)
- 31. Mai: Sigurd Savonius, finnischer Architekt und Erfinder (* 1884)
- 31. Mai: Willy Stöwer, deutscher Marinemaler der Kaiserzeit (* 1864)
- 02. Juni: Alberto Orrego Luco, chilenischer Maler (* 1854)
- 05. Juni: Crescente Errázuriz Valdivieso, chilenischer Dominikanerbruder, Erzbischof von Santiago de Chile, Kirchenhistoriker und -rechtler (* 1839)
- 05. Juni: Adolf von Groß, Freund der Familie Wagner, Ehrenbürger von Bayreuth (* 1845)
- 05. Juni: Solon Irving Bailey, US-amerikanischer Astronom (* 1854)
- 05. Juni: Max Kienitz, deutscher Forstmeister, Forstwissenschaftler und Naturschützer (* 1849)
- 09. Juni: Henrique Oswald, brasilianischer Komponist (* 1852)
- 13. Juni: Santiago Rusiñol, katalanischer Maler, Schriftsteller, Journalist und Theaterautor (* 1861)
- 13. Juni: Kitasato Shibasaburō, japanischer Arzt und Bakteriologe (* 1853)
- 18. Juni: Oskar Minkowski, deutscher Mediziner (* 1858)
- 19. Juni: Freddie Hicks, britischer Motorradrennfahrer (* 1899 oder 1900)
- 21. Juni: Onesimos Nesib, äthiopischer Bibelübersetzer
- 21. Juni: Nellie Stewart, australische Schauspielerin und Sängerin (* 1858)
- 28. Juni: Maximilian zu Hardegg, österreichischer Adliger und Automobilrennfahrer (* 1906)

### Juli/August

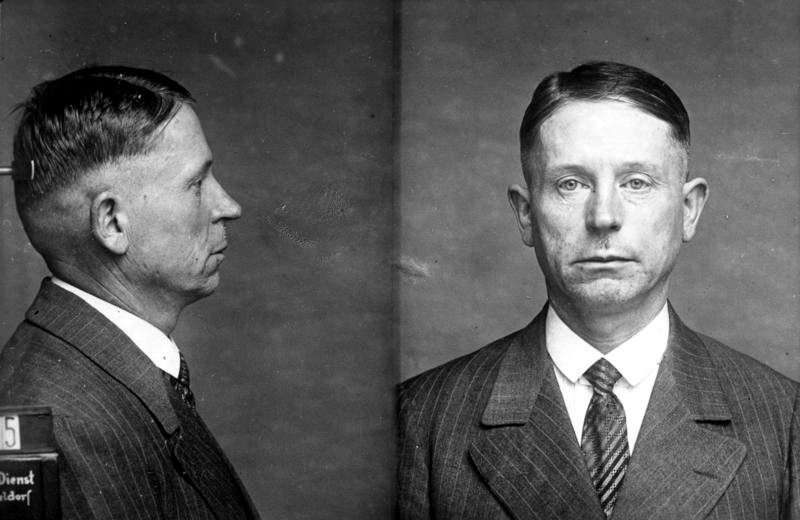
Peter Kürten (Polizeifoto von 1931)

- 02. Juli: Peter Kürten, deutscher Serienmörder (* 1883)
- 05. Juli: Friedrich Austerlitz, österreichischer Journalist und Politiker (* 1862)
- 06. Juli: Edward Goodrich Acheson, US-amerikanischer Chemiker und Techniker (* 1856)
- 07. Juli: Willem Leonard Pieter Arnold Molengraaff, niederländischer Rechtswissenschaftler (* 1858)
- 10. Juli: Tony Schumacher, deutsche Kinderbuchautorin (* 1848)
- 10. Juli: Louise McKinney, kanadische Frauenrechtlerin, Politikerin und Mitglied der Famous Five (* 1868)
- 12. Juli: Nathan Söderblom, schwedischer protestantischer Theologe und Friedensnobelpreisträger (* 1866)
- 12. Juli: Friedrich Gundolf, deutscher Literaturwissenschaftler jüdischer Herkunft (* 1880)
- 16. Juli: Alice Pike Barney, US-amerikanische Malerin (* 1857)
- 16. Juli: Charles T. Studd, englische Cricketspieler und evangelischer Missionar (* 1860)
- 21. Juli: Werner Krüger, deutscher Radsportler und Schrittmacher (* 1878)
- 22. Juli: Otto Rossbach, deutscher Altphilologe und Archäologe (* 1858)
- 27. Juli: Auguste Forel, Psychiater und Entomologe (* 1848)
- 27. Juli: Jacques Herbrand, französischer Logiker (* 1908)
- 27. Juli: Alfredo Peri-Morosini, katholischer Bischof (* 1862)
- 27. Juli: Lennart Arvid Lundberg, schwedischer Pianist, Komponist und Musikpädagoge (* 1863)
- 30. Juli: Johannes Benjamin Brennecke, Arzt (* 1849)
- 04. August: Daniel Read Anthony junior, US-amerikanischer Politiker (* 1870)
- 06. August: Bix Beiderbecke, US-amerikanischer Jazz-Musiker und Kornettist (* 1903)
- 06. August: Armand Leclaire, kanadischer Schauspieler und Autor (* 1888)
- 14. August: Richard R. Kenney, US-amerikanischer Politiker (* 1856)
- 20. August: Waldemar von Baußnern, deutscher Komponist und Musikpädagoge (* 1866)
- 20. August: Oskar von Truppel, deutscher Marineoffizier und Gouverneur von Kiautschou (* 1854)
- 26. August: Heinrich Grünfeld, österreichischer Komponist, Cellist und Musikpädagoge (* 1855)
- 27. August: Louis Andrieux, französischer Politiker, Polizeipräfekt von Paris und Botschafter (* 1840)
- 27. August: Frank Harris, irisch-englischer Autor und Redakteur (* 1856)
- 28. August: Arthur Hartmann, deutscher HNO-Arzt und Hochschullehrer (* 1849)
- 31. August: Andrei Wiktorowitsch Anochin, russischer Ethnograph, Musikwissenschaftler und Komponist (* 1869)

### September/Oktober
- 09. September: Lujo Brentano, deutscher Wirtschaftswissenschaftler und Sozialreformer (* 1844)
- 10. September: Salvatore Maranzano, US-amerikanischer Mafiaboss (* 1886)
- 11. September: Richard Irvine Manning III, US-amerikanischer Politiker (* 1859)
- 12. September: Lili Elbe, dänischer Malerin (* 1882)
- 15. September: Hermann Bernhard Joachim Ascher, deutscher Jurist (* 1844)
- 16. September: Umar al-Muchtar, libyscher Koranlehrer (* 1858)
- 18. September: John F. Nugent, US-amerikanischer Politiker (* 1868)
- 18. September: Geli Raubal, Hitlers Nichte (* 1908)
- 19. September: Gerhard Krahmer, deutscher Archäologe (* 1890)
- 21. September: Ferdinand Noack, deutscher Archäologe (* 1865)
- 25. September: Ulrich von Wilamowitz-Moellendorff, deutscher Altphilologe (* 1848)
- 26. September: Harry Macdonough, kanadischer Sänger (* 1871)
- 30. September: Henry C. Warmoth, US-amerikanischer Politiker (* 1842)
- 02. Oktober: Jaime de Borbón, carlistischer Thronprätendent in Spanien und Frankreich (* 1870)
- 02. Oktober: Georg Demmler, deutscher Architekt, Sportler und Sportfunktionär (* 1873)
- 03. Oktober: Carl Nielsen, dänischer Komponist (* 1865)
- 04. Oktober: Artur Oppman, polnischer Schriftsteller (* 1867)
- 08. Oktober: Luigi von Kunits, österreichischer Dirigent, Komponist, Geiger und Musikpädagoge (* 1870)
- 10. Oktober: Carl von Bach, deutscher Maschineningenieur (* 1847)
- 13. Oktober: Ernst Didring, schwedischer Schriftsteller (* 1868)
- 15. Oktober: Giuseppe Ernesto Ardizzone, US-amerikanischer Mobster (* 1884)
- 16. Oktober: William Oscar Atkeson, US-amerikanischer Politiker (* 1854)
- 17. Oktober: Alfons Maria Jakob, deutscher Neurologe (* 1884)
- 18. Oktober: Ernest Robinson Ackerman, US-amerikanischer Politiker (* 1863)

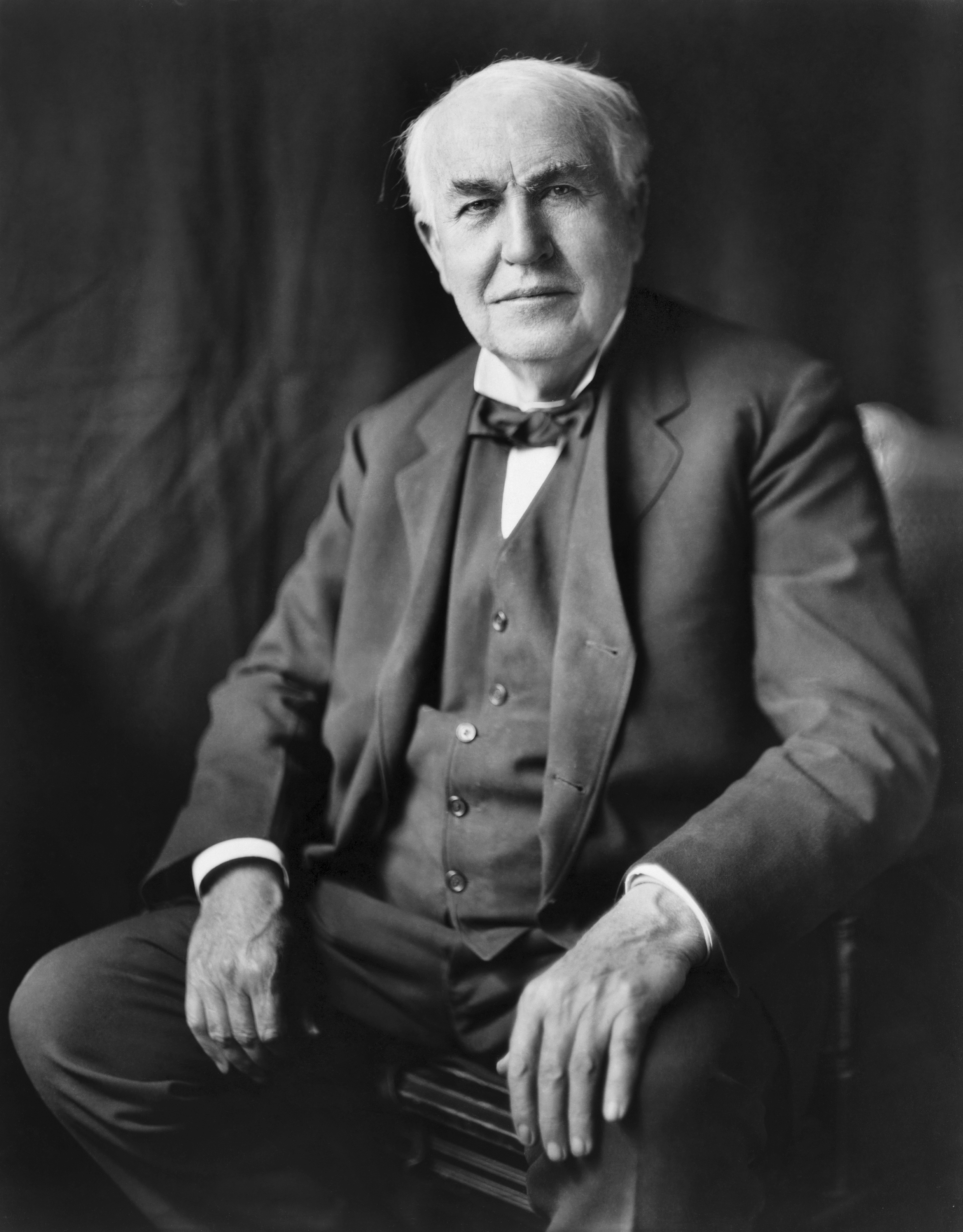
Thomas Alva Edison, um 1922

- 18. Oktober: Thomas Alva Edison, US-amerikanischer Erfinder (* 1847)
- 18. Oktober: Lesser Ury, deutscher Maler (* 1861)
- 19. Oktober: Georg Engel, deutscher Schriftsteller (* 1866)
- 20. Oktober: Franziska Ellmenreich, deutsche Schauspielerin (* 1847)
- 20. Oktober: Emánuel Moór, ungarischer Komponist (* 1863)
- 21. Oktober: Barbecue Bob, US-amerikanischer Bluespionier (* 1902)

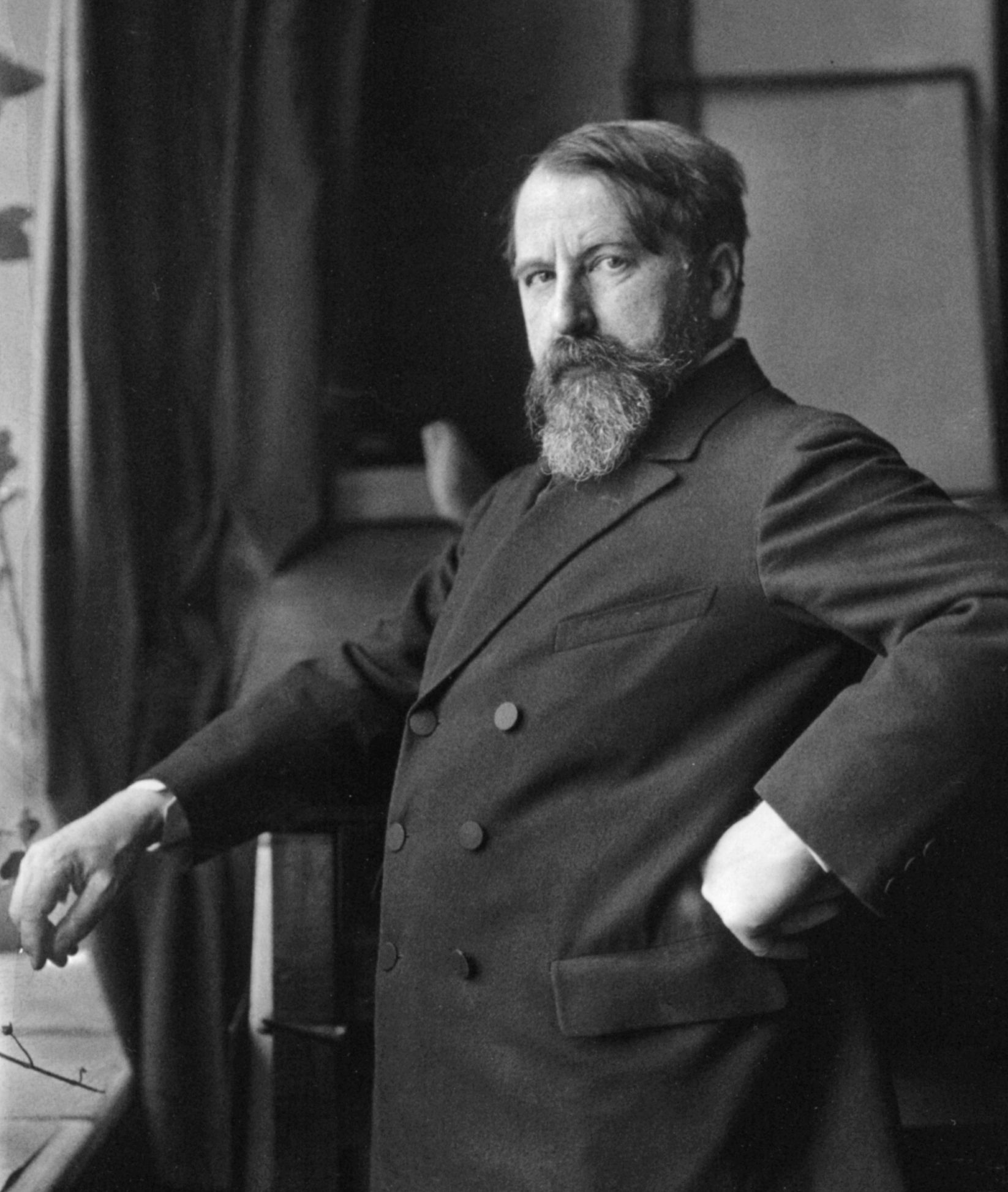
Arthur Schnitzler, um 1912

- 21. Oktober: Arthur Schnitzler, österreichischer Schriftsteller (* 1862)
- 24. Oktober: Viktor Björkman, schwedischer Philologe und Hochschullehrer (* 1868)
- 26. Oktober: Celestino Piaggio, argentinischer Komponist, Pianist und Dirigent (* 1886)
- 27. Oktober: Ludvík Vítězslav Čelanský, tschechischer Dirigent und Komponist (* 1870)
- 28. Oktober: Patrick McMahon Glynn, australischer Politiker (* 1855)
- 30. Oktober: Guido Holzknecht, österreichischer Arzt und Radiologe (* 1872)

### November/Dezember
- 04. November: Buddy Bolden, US-amerikanischer Jazz-Musiker (* 1877)
- 05. November: Guido Maria Conforti, Seliger, Erzbischof und Ordensgründer (* 1865)
- 05. November: Ole Edvart Rølvaag, norwegisch-amerikanischer Schriftsteller (* 1876)
- 06. November: Leyla Gülefşan Açba-Ançabadze, Prinzessin am osmanischen Hof (* 1898)
- 06. November: Thaddeus H. Caraway, US-amerikanischer Politiker (* 1871)
- 09. November: William Nelson Runyon, US-amerikanischer Politiker (* 1871)
- 13. November: Carl Müller-Rastatt, deutscher Schriftsteller, Literaturkritiker und Redakteur (* 1861)
- 14. November: Eddie Mapp, US-amerikanischer Blues-Mundharmonikaspieler (* 1910)
- 14. November: Richard Müller, deutscher Politiker (* 1851)
- 17. November: Georgi Atanassow, bulgarischer Komponist und Dirigent (* 1882)
- 18. November: Charles-Maurice Couyba, französischer Politiker und Schriftsteller (* 1866)
- 19. November: Frederic Cliffe, englischer Komponist (* 1857)
- 19. November: Xu Zhimo, chinesischer Dichter (* 1897)
- 22. November: Karl Adolph, österreichischer Schriftsteller (* 1869)
- 25. November: Alfred A. Taylor, US-amerikanischer Politiker (* 1848)
- 27. November: David Bruce, australisch-englischer Arzt und Mikrobiologe (* 1855)
- 27. November: Michael Hoke Smith, US-amerikanischer Politiker (* 1855)
- 30. November: Marc Delmas, französischer Komponist (* 1885)
- 00. November: Ignaz Wilhelm Auspitzer, österreichischer Redakteur und Drehbuchautor (* 1867)

- 02. Dezember: Justin Elie, haitianischer Komponist und Pianist (* 1883)
- 02. Dezember: Vincent d’Indy, französischer Komponist (* 1851)
- 09. Dezember: Agnes Willms-Wildermuth, deutsche Schriftstellerin (* 1844)
- 10. Dezember: Georg von Ompteda, deutscher Schriftsteller und Übersetzer (* 1863)
- 13. Dezember: Gustave Le Bon, französischer Arzt und Soziologe (* 1841)
- 20. Dezember: Edvard Brandes, dänischer Kulturpolitiker und Schriftsteller (* 1847)
- 20. Dezember: Gustaf Kossinna, Philologe und Archäologe (* 1858)
- 23. Dezember: Marcel·lí Gausachs i Gausachs, spanischer Fotograf (* 1891)
- 27. Dezember: Walter Courvoisier, Schweizer Komponist (* 1875)

### Genaues Todesdatum unbekannt
- Helene Anton, deutsche Schriftstellerin (* 1859)
- Nadschaf Qoli Chan Samsam al-Saltane, iranischer Premierminister (* 1851)